# 미국 독립 혁명 연표
미국 독립 혁명 연표는 18세기에 북아메리카의 13개 식민지가 대영 제국으로부터 독립하기 위해 단결하고, 미국 독립 전쟁에서 승리한 후 미국을 형성하기 위해 통합된 정치적 격변의 연표이다. 미국 독립 혁명은 정치적, 사회적, 군사적 측면을 모두 포함한다. 혁명 시대는 일반적으로 1765년 인지세법의 통과로 시작하여 1791년 권리장전 (미국)의 비준으로 끝났다고 여겨진다. 혁명의 군사적 단계인 미국 독립 전쟁은 1775년부터 1783년까지 지속되었지만, 육상전은 1781년 10월 19일 버지니아 요크타운에서 영국군이 항복하면서 사실상 끝났다. 영국은 요크타운 이후에도 국제 분쟁을 계속하여, 1783년 파리 조약 (1783년)이 체결될 때까지 프랑스와 스페인과의 해전이 이어졌다.
- 미국 독립 전쟁의 군사 지도자 목록
- 미국 독립 전쟁의 전투 목록 (연대순, 위치, 결과 포함)

## 1485년–1603년, 튜더 왕조
튜더가는 1485년 장미 전쟁에서 헨리 튜더가 승리하여 헨리 7세가 됨으로써 1485년부터 잉글랜드를 통치한다.

### 1509년-1547년, 헨리 8세

헨리 8세

### 1509년
- 헨리 7세의 사망에 따라 17세의 헨리 8세가 잉글랜드 왕위를 평화롭게 계승한다.
- 헨리 8세는 사망한 형의 미망인으로 자신보다 5살 많은 아라곤의 캐서린과 결혼한다. 캐서린은 여러 번 임신하여 딸 메리 공주를 낳았지만, 남자 후계자는 없었다. 당시까지 잉글랜드 왕위를 계승한 여성은 없었으며, 여성의 왕위 계승은 왕위 계승 논쟁, 내전 또는 결혼을 통한 외세 지배의 가능성을 야기했다.[1]

### 1529년
- 잉글랜드 종교개혁 의회는 1529년 11월 3일부터 1536년 4월 14일까지 회의를 시작했다. 이 의회는 잉글랜드의 종교 개혁의 법적 기반을 마련하고, 로마와의 단절을 이끄는 주요 입법을 통과시키며 잉글랜드 국교회의 권위를 강화했다. 헨리 8세의 지시 하에 종교개혁 의회는 잉글랜드 역사상 처음으로 주요 종교 입법을 다루어, 잉글랜드 생활의 많은 측면을 가톨릭 교회의 통제에서 국왕 (법인)의 통제로 전환시켰으며, 미래 군주들이 잉글랜드 국교회에 영향을 미치는 의회 법령을 활용하는 선례를 만들었다. 이는 잉글랜드 의회의 역할을 강화했으며, 가톨릭 교회에서 잉글랜드 국왕으로 막대한 부가 이전되는 결과를 낳았다.

### 1534년
- 수장령은 교황을 대신하여 군주를 교회의 수장으로 만들었다.

### 1542년
- 아일랜드 왕관령법은 아일랜드에 대한 잉글랜드의 권위를 확립했다.

### 1547년-1553년, 에드워드 6세

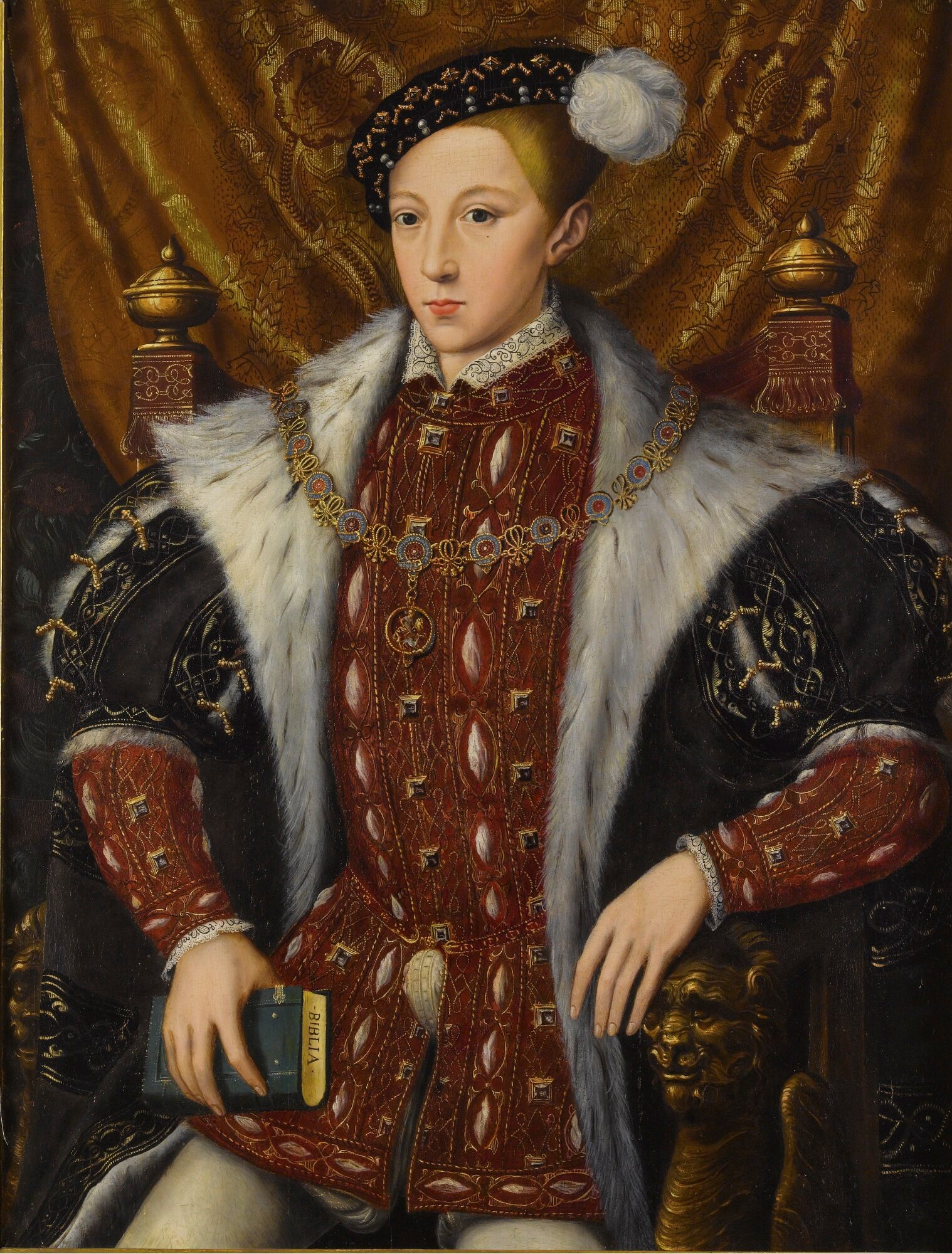
에드워드 6세

- 헨리 8세가 사망하고, 제인 시모어와의 사이에서 태어난 개신교도 아들 에드워드 6세가 뒤를 잇는다.
- 에드워드 6세는 15세의 나이로 사망한다. 그의 이복 누나 메리가 가톨릭 교도였기 때문에 왕위 계승이 복잡해졌다.

### 1553년-1558년, 메리 1세

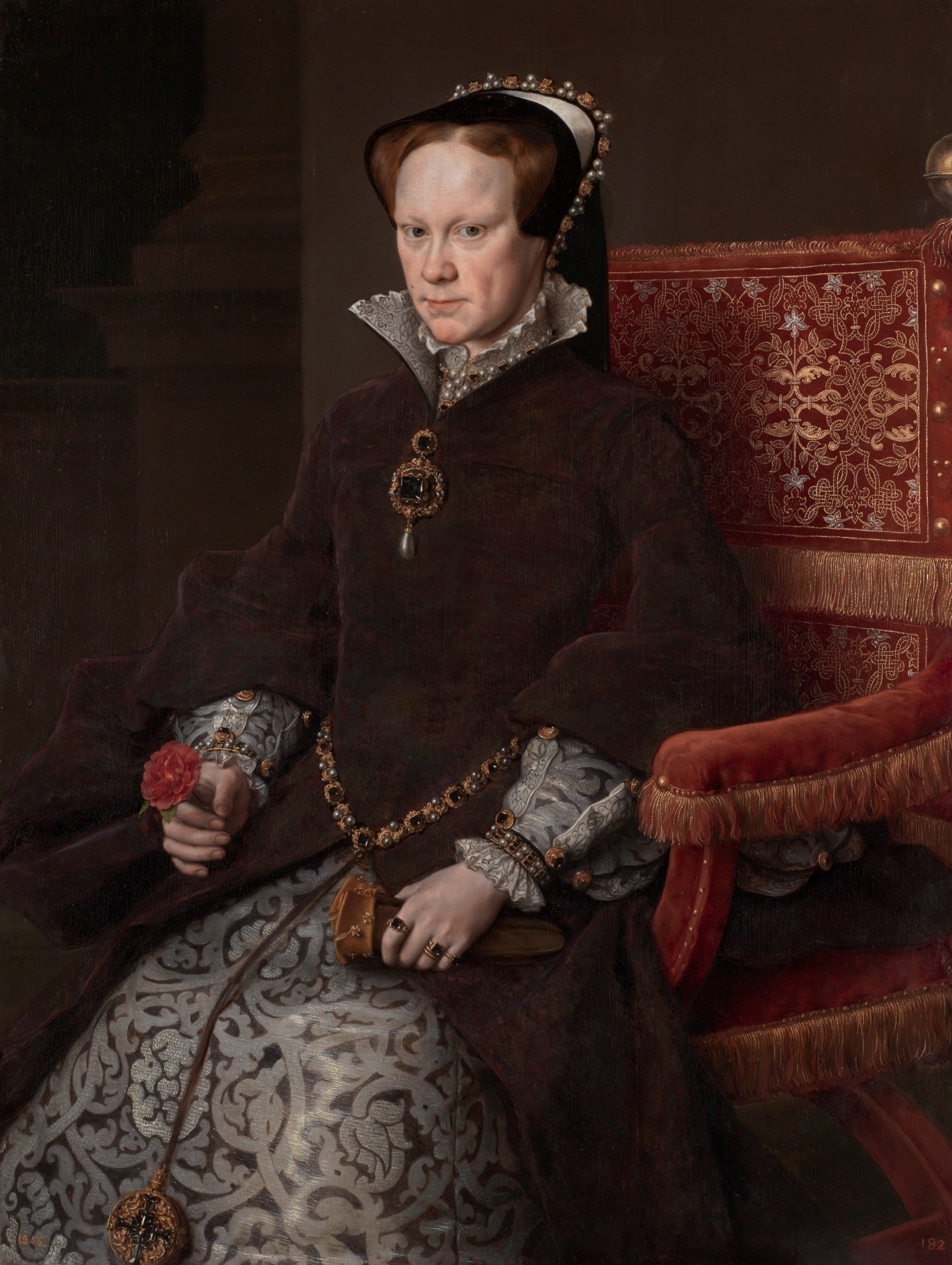
메리 1세

- 헨리 8세의 장녀이자 아라곤의 캐서린의 딸인 메리 1세 (잉글랜드)가 왕위를 계승한다. 그녀는 잉글랜드 역사상 최초의 여왕이었다. 그녀는 잉글랜드를 가톨릭으로 되돌리고, 아버지 헨리 8세가 몰수한 교회 재산을 회복하려 시도했다.
- 메리 1세는 펠리페 2세와 결혼하지만, 자녀는 없었다. 1558년 그녀의 사망으로 잉글랜드에 가톨릭을 복원하려는 시도는 끝났다.

### 1558년-1603년, 엘리자베스 1세

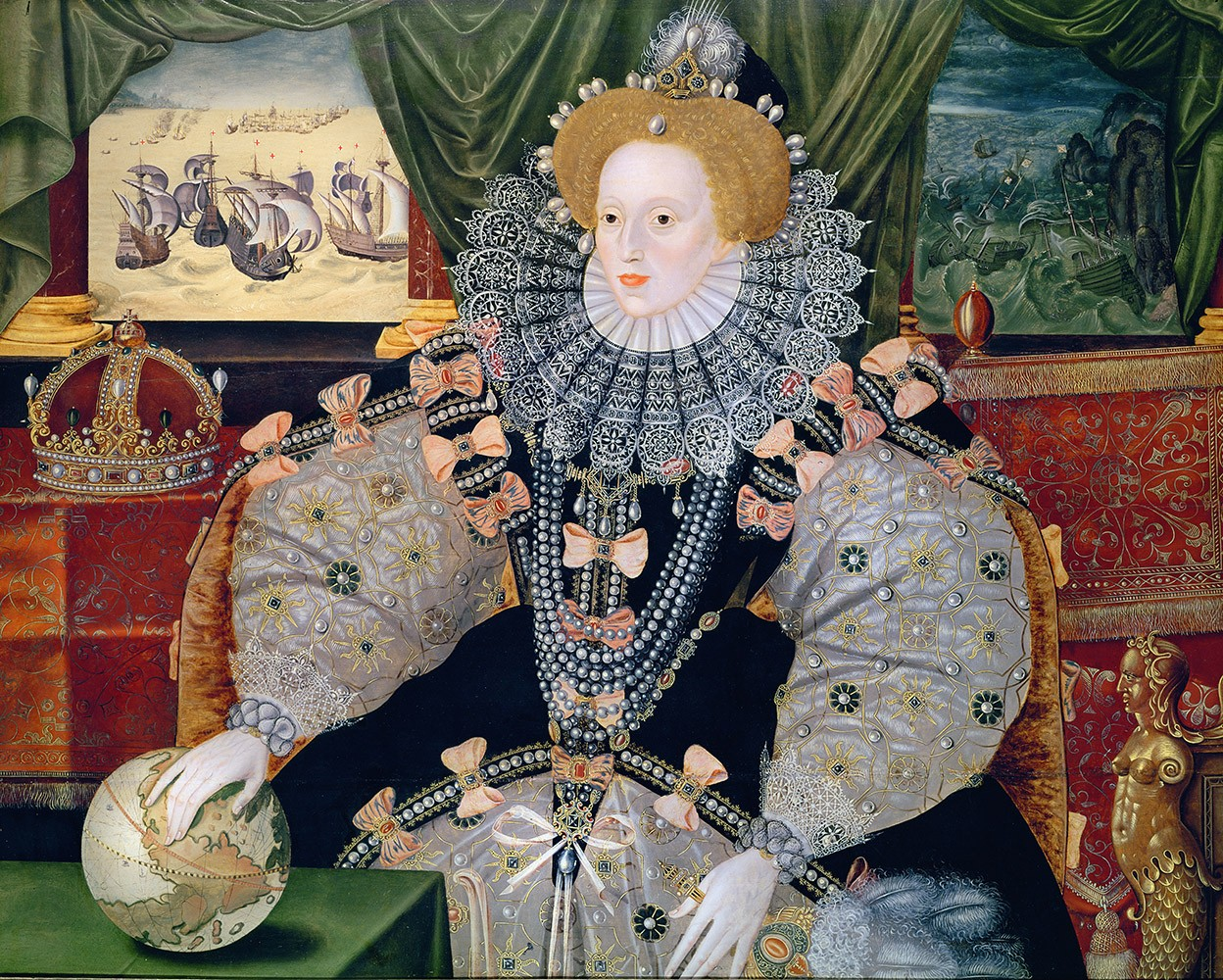
엘리자베스 1세, 무적함대와 함께

- 앤 불린의 딸인 개신교도 엘리자베스 1세가 여왕으로 왕위를 계승하여 44년간 통치한다. 그녀는 결혼하지 않아 왕위 계승이 불확실해졌다.

### 1558년
- 1558년 수장령은 메리 1세의 정책을 뒤집고, 잉글랜드 군주와 그 계승자를 교회의 수장으로 복원하여 개신교를 회복시키는 의회 법령이었다.

### 1578년
- 엘리자베스 1세는 험프리 길버트 경에게 "기독교 왕국이 점령하지 않은" 영토를 탐험하고 식민화할 헌장을 부여했다. 여왕이 부여한 헌장의 내용은 모호했지만, 길버트는 이를 스페인령 플로리다 북쪽의 신대륙 모든 영토에 대한 권리를 자신에게 부여하는 것으로 이해했다. 길버트의 지휘 아래, 잉글랜드는 1583년에 뉴펀들랜드 세인트존스를 엘리자베스 1세 여왕의 왕실 특권으로 북아메리카의 첫 잉글랜드 영토로 잠시 주장했지만, 길버트는 잉글랜드로 돌아오는 길에 바다에서 실종되었다.

### 1585년–1590년
- 로어노크 식민지, 월터 롤리 경이 북아메리카에 최초의 영구적인 잉글랜드 정착지를 세우려는 두 번의 실패한 시도. 첫 번째 식민지는 1585년 로어노크섬에 군사 전초기지로 세워졌으며 1586년에 철수했다. 더욱 유명한 두 번째 식민지인 '잃어버린 식민지'는 존 화이트 (식민주의자이자 예술가)가 이끄는 새로운 정착민 그룹이 1587년에 섬에 도착하면서 시작되었다. 1590년에 구호선이 도착했을 때 식민지는 미스터리하게 버려져 있었다. 112명에서 121명의 식민지 주민들의 운명은 여전히 알려지지 않았다.

### 1588년
- 무적함대가 잉글랜드 정복에 실패한다.

### 1603년
- 엘리자베스 1세, "처녀 여왕", 마지막 튜더 군주 사망 (3월 24일)

## 1603년–1649년
스튜어트가는 잉글랜드, 스코틀랜드, 아일랜드를 통치했으며, 성공적인 해외 식민지가 건설되었다. 가톨릭이 다수인 아일랜드, 잉글랜드 최초의 식민지에 개신교도들이 정착했고, 북아메리카와 카리브해에 성공적인 잉글랜드 해외 정착지가 세워졌다.

### 1603년

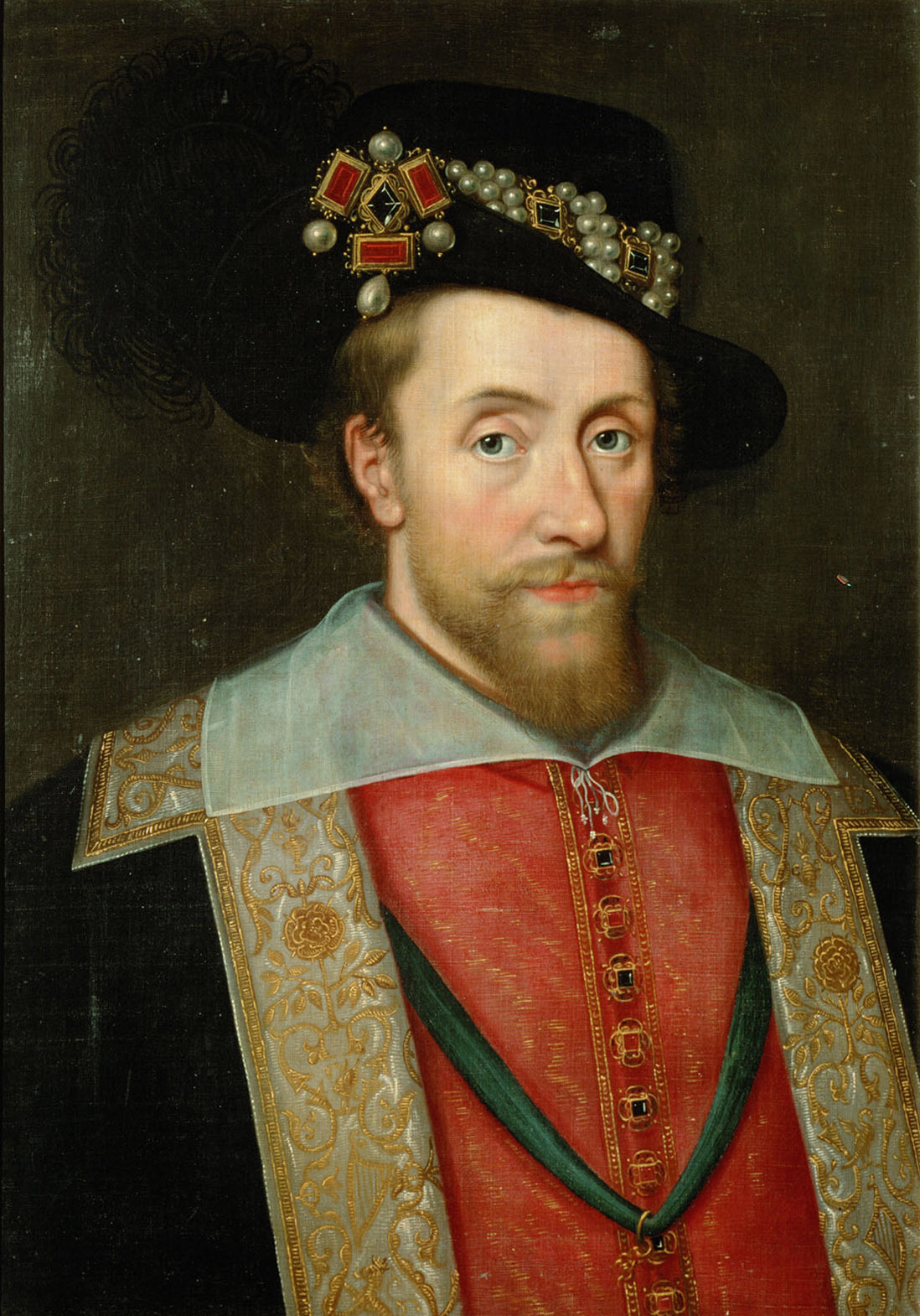
스코틀랜드의 제임스 6세, 잉글랜드의 제임스 1세

- 스코틀랜드의 제임스 6세가 잉글랜드의 제임스 1세로 왕위를 계승하여 각기 분리하여 통치한다. 이전에 자유 군주국의 진정한 법을 저술하여 절대왕정과 왕권신수설의 사상을 주장했다.

### 1605년
- 화약 음모 사건은 1605년 11월 5일에 잉글랜드 의사당을 폭파하여 제임스 6세/1세를 살해하려던 가톨릭 음모였으나 실패로 끝났다.

### 1606년

버지니아 회사의 문장

- 버지니아 회사는 북아메리카 동해안을 식민화하기 위한 법인으로 설립되었다.

### 1607년

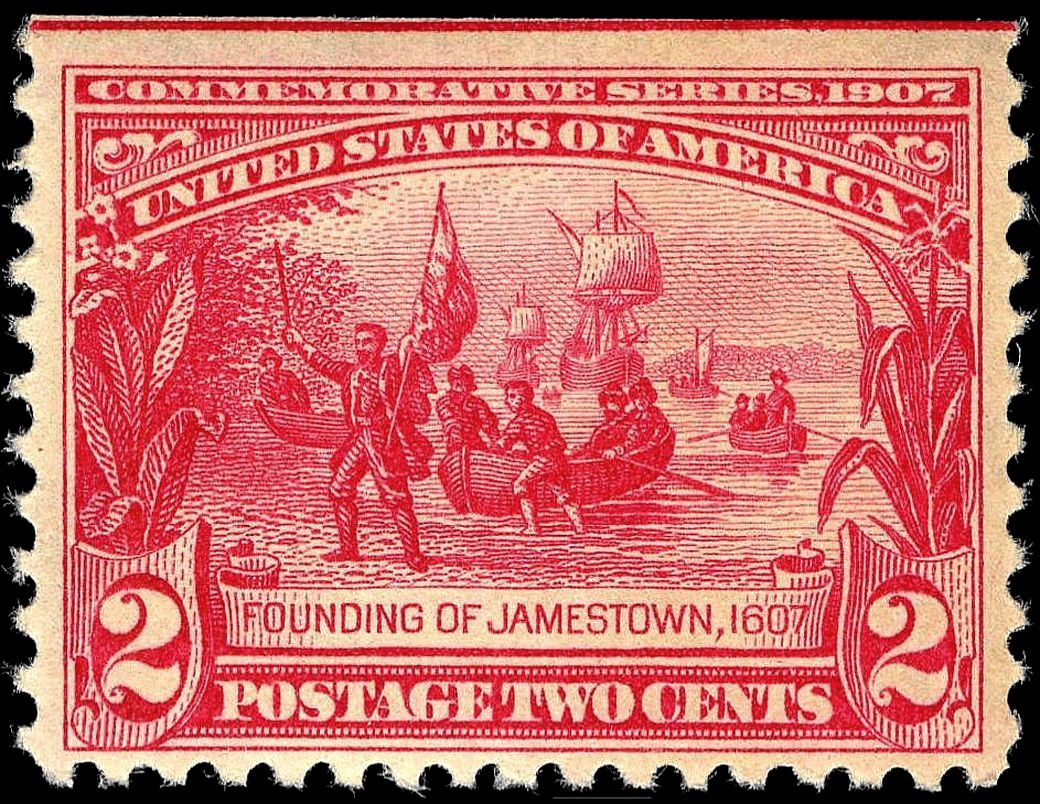
1907년에 기념된 제임스타운 건설

- 버지니아 회사에 의해 북아메리카 최초의 영구적인 잉글랜드 정착지인 제임스타운 (버지니아주)(제임스 1세의 이름을 따서 명명됨)이 설립되었다 (5월 14일).

### 1609년
- 버뮤다에 잉글랜드인들이 정착했다.

### 1612년
- 버뮤다는 공식적으로 버지니아의 일부가 되었다.
- 아메리카 원주민 포카혼타스와 결혼한 버지니아 정착민 존 롤프는 영국인의 입맛에 맞는 담배 품종을 성공적으로 재배했다. 이 품종은 식민지 시대 내내 버지니아 경제의 핵심 현금 작물이 되었다.

### 1619년

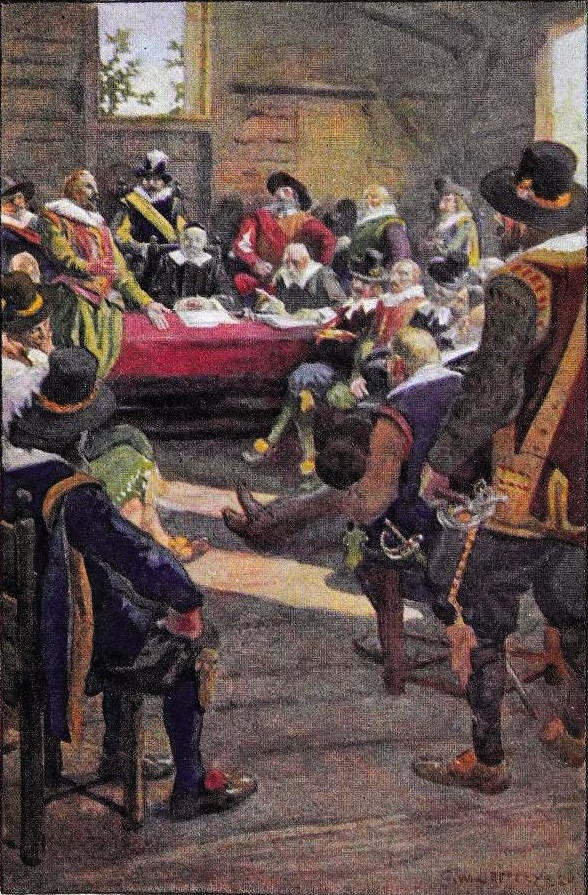
(1921년) 버지니아 의회 첫 회의 묘사

- 식민지 의회 설립, 아메리카 최초의 대의제 입법부, 버지니아 제임스타운에서 회의 (7월 19일)

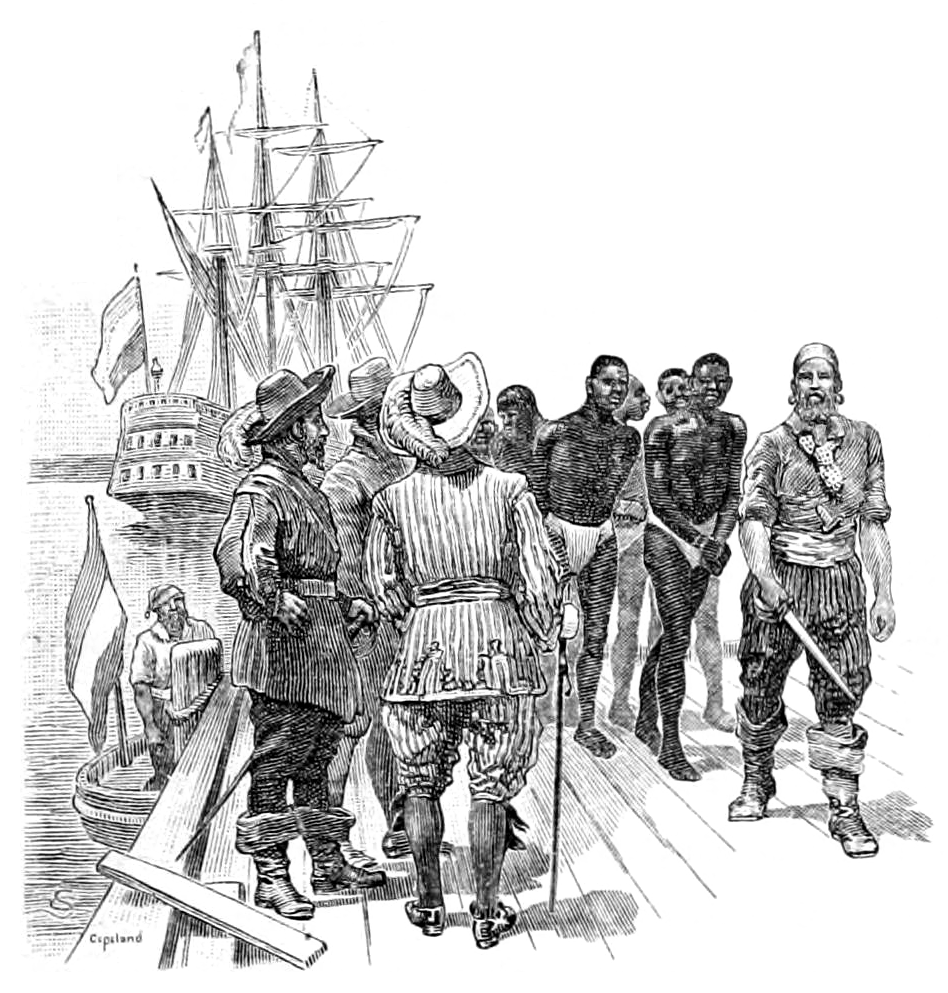
(1910년) 버지니아 최초의 아프리카인 묘사

- 최초의 아프리카인 노예들이 버지니아에 도착, 8월

### 1620년

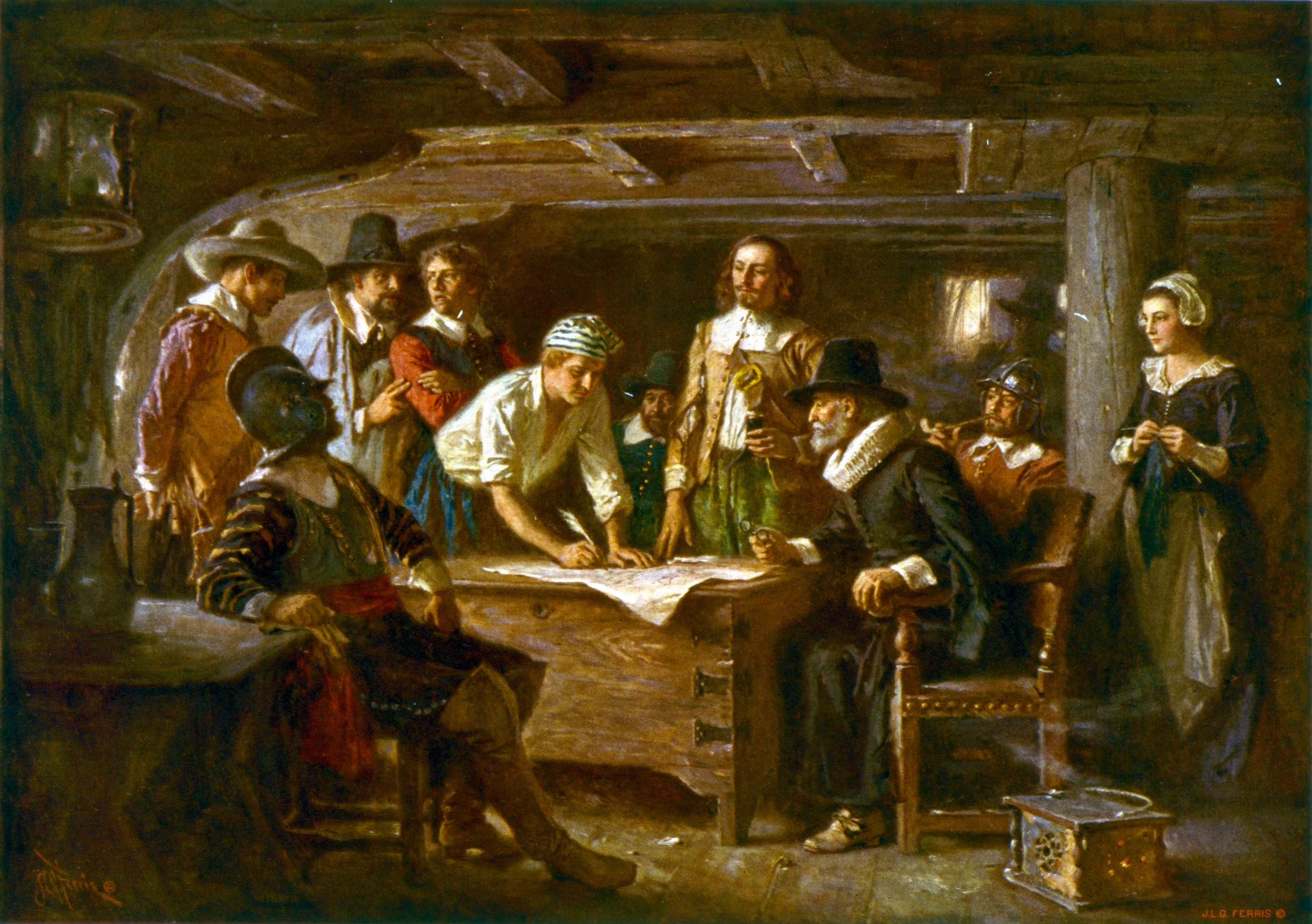
메이플라워 서약 서명

- 메이플라워 서약 1620년 11월 21일, 순례자들의 플리머스 식민지의 창립 문서, 메이플라워호 선상에서 서명
- 플리머스 식민지는 종교 난민들의 자치 정착지로 설립되었다. 필그림 파더스는 윌리엄 브래드퍼드 (플리머스 지사)를 총독으로 선출했다.
- 제임스 1세는 카리브해의 네비스섬에 대한 주권을 주장했다.

### 1623년
- 세인트키츠는 잉글랜드에 의해 식민화되었다.

### 1624년
- 버지니아는 왕실 식민지가 되었다.

### 1625년
- 바베이도스는 잉글랜드의 제임스 1세를 위해 영유권이 주장되었다.

### 1628년
- 네비스섬에 잉글랜드인들이 정착했다.

### 1629년
- 케임브리지 협정 (1629년 8월 26일)

### 1630년
- 존 윈스럽은 청교도 정착민들을 매사추세츠 만으로 이끌었다.

### 1632년

볼티모어 경의 문장

- 메릴랜드주는 찰스 1세의 헌장으로 볼티모어 경에게 영주 식민지로 설립되어 잉글랜드 가톨릭교도들의 피난처가 되었다.
- 세인트키츠에서 온 식민지 개척자들이 앤티가섬에 정착했다.

### 1634년
- 세인트 메리 시가 설립되어 메릴랜드 식민지의 수도 역할을 했다.

### 1635년
- 로저 윌리엄스는 매사추세츠에서 추방되어 로드아일랜드 식민지를 설립했다.
- 하트퍼드 (코네티컷주)가 설립되었다.

### 1636년
- 프로비던스는 "신의 섭리"를 기려 설립되었다.
- 하버드 대학교, 케임브리지 (매사추세츠주) 설립. 아메리카에서 가장 오래된 고등 교육 기관. 미국 건국의 아버지 중 존 애덤스와 그의 사촌 새뮤얼 애덤스가 동문이다.
- 토머스 후커는 매사추세츠를 떠나 코네티컷 식민지 설립을 도왔다.

### 1641년
- 대간주, 1641년 12월 1일 잉글랜드 의회가 찰스 1세에게 제출한 불만 사항 목록으로, 1642년–49년 잉글랜드 내전을 촉발한 주요 사건이다.

### 1642년
- 잉글랜드 내전이 발발하여, 찰스 1세를 지지하는 왕당파와 의회를 지지하는 의회파 사이의 유혈 분쟁이 일어났다.

### 1643년
- 뉴잉글랜드 연맹은 잉글랜드 내전 중에 설립된 식민지 연맹이다. 주요 목적은 회중교회를 지지하는 청교도 식민지들을 통합하고, 아메리카 원주민 및 네덜란드 식민지인 뉴네덜란드에 대한 상호 방어를 위한 것이었다. 이는 잉글랜드 식민지들의 최초의 협력 노력이었다.

## 1649년–1660년, 잉글랜드 연방, "공위시대"

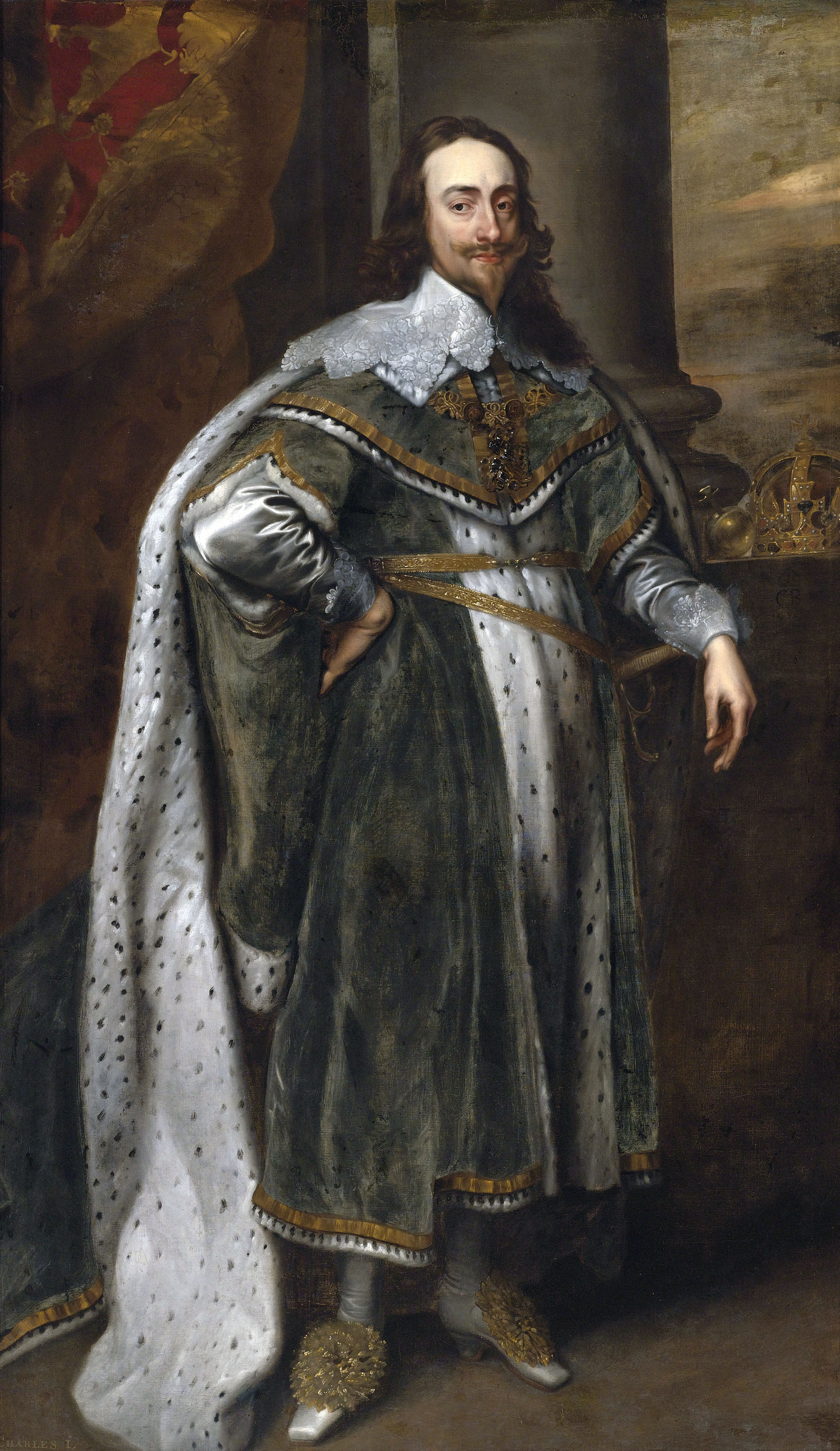
찰스 1세

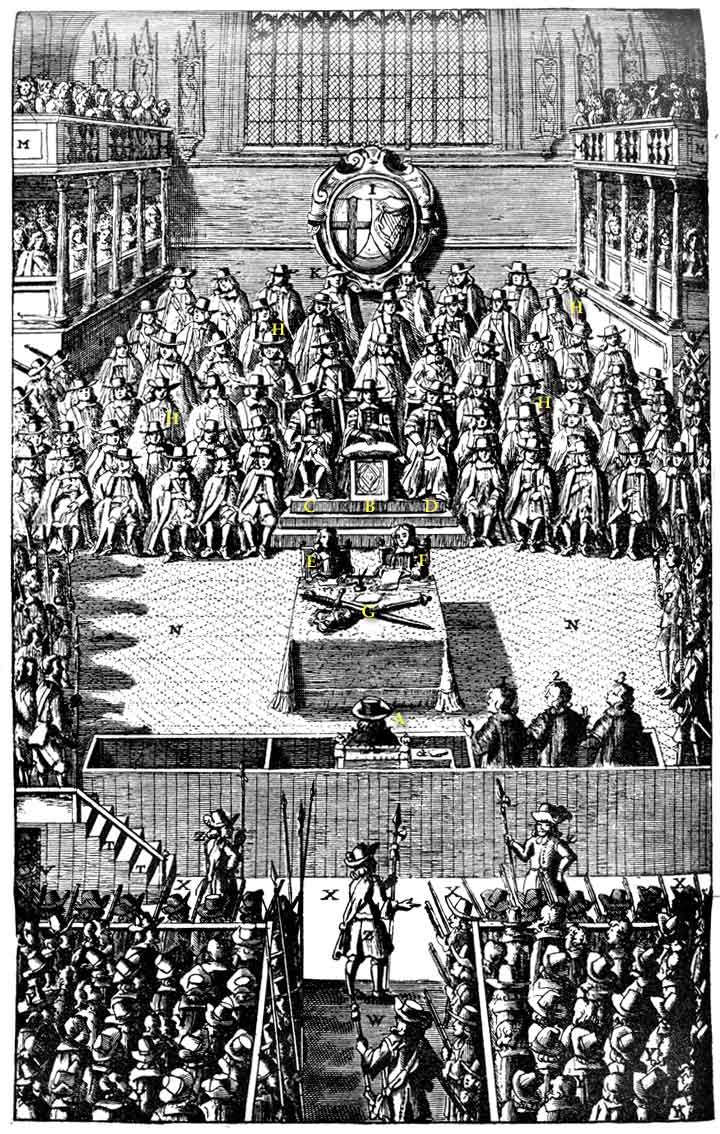
찰스 1세의 재판

잉글랜드 공화국의 국기

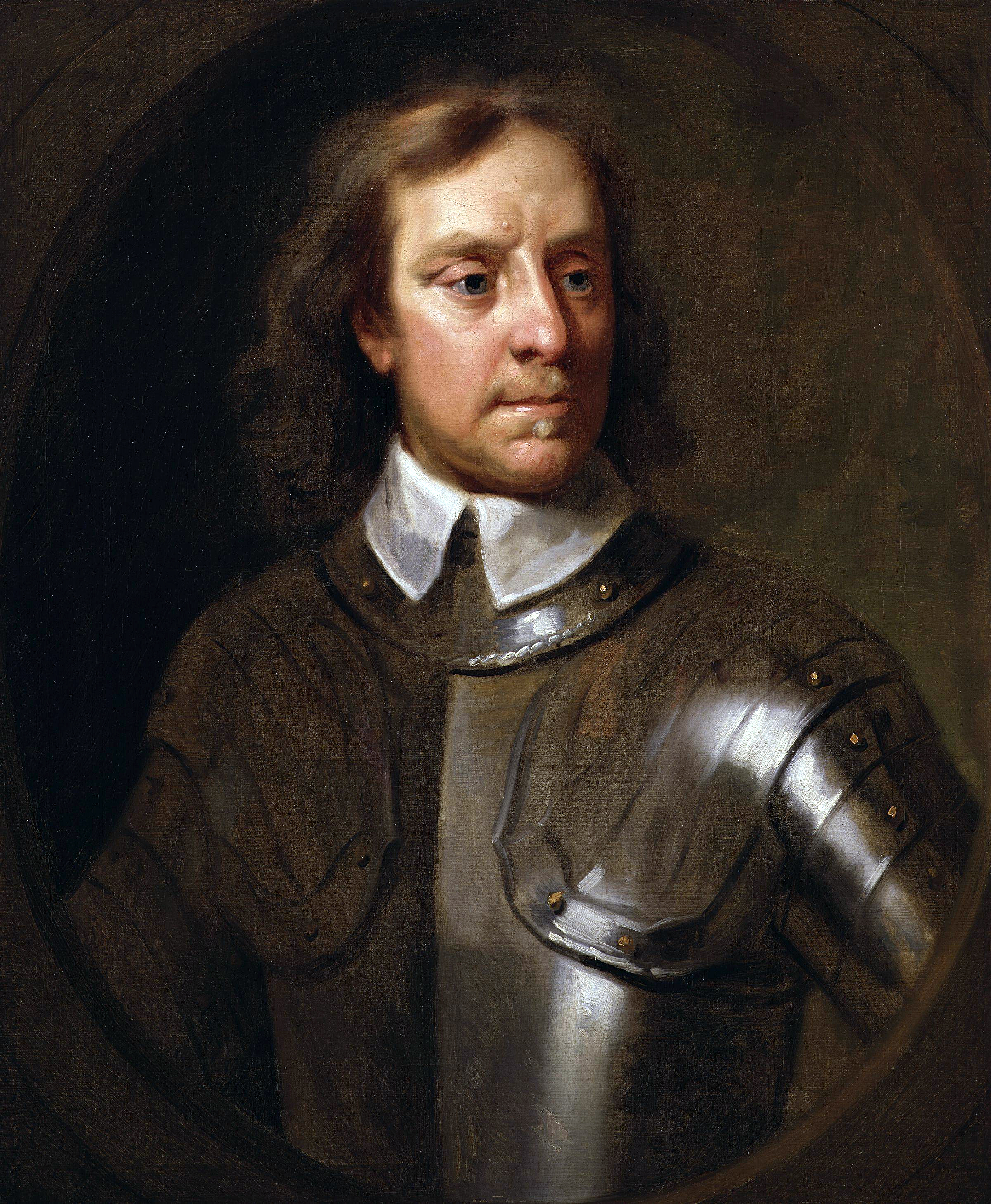
올리버 크롬웰, 호국경, 1653년–58년

호국경의 문장, 1653년–59년

- 찰스 1세는 임시 특별 고등법원에 의해 반역죄로 재판을 받았으며 유죄가 선고되었고, 대중 앞에서 참수형에 처해졌다. 올리버 크롬웰은 사형 집행 영장에 서명한 사람들 중 한 명이다. 1월 30일. 찰스 1세는 자신이 왕권신수설에 의해 통치한다고 주장하며 법원이 자신을 재판할 관할권이 없다고 주장했다. 찰스 1세의 재판과 처형은 군주제에 대한 전통적인 관념에 도전하는 중대한 사건으로 남아있다. 패트릭 헨리는 "자유가 아니면 죽음을 달라" 연설에서 찰스 1세의 운명을 언급한다.
- 잉글랜드, 스코틀랜드, 아일랜드 공화국은 1649년 5월 19일 의회에 의해 수립된 공화국으로, 1660년 군주제가 복원될 때까지 지속되었다. 이는 잉글랜드의 최초이자 유일한 공화국이었다.
- 메릴랜드 관용법 1649년, 가톨릭 교도를 포함한 모든 기독교인에게 종교적 관용을 확립했다. 이 식민지는 가톨릭 교도들의 피난처로 설립되었으며, 공화국 시대에도 보호가 계속되었다.
- 상무원은 1650년에 설립되었다.
- 바베이도스, 버지니아, 버뮤다, 앤티가와의 무역 금지법은 의회 대신 찰스 2세를 통치자로 인정한 것에 대한 조치였다. (10월 30일)
- 1651년, 1652년 항해법
- 크롬웰은 해군을 개혁하여 선박 수를 늘리고, 가족 관계 대신 능력에 따라 장교를 승진시키고, 공급업체와 조선소 직원의 횡령을 단속하여 영국이 네덜란드 상업 지배력에 대한 세계적인 도전을 감행할 수 있도록 했다.
- 제1차 영국-네덜란드 전쟁 1652년–53년. 잉글랜드 공화국은 상업 강국이자 물품 운반자로서의 네덜란드 공화국을 약화시키려 시도한다.
- 통치장전, 잉글랜드 최초의 성문 헌법은 1653년 12월 15일에 스코틀랜드, 아일랜드 및 해외 영토에 적용되었다. 권력은 공식적으로 분리되었다.
  - 행정권은 호국경이 가졌다. 이 직책은 세습이 아니라 선출직이었지만 종신직이었다.
  - 입법은 의회에서 이루어졌다. 의회는 3년마다 소집되어 최소 5개월 동안 회의를 열어야 했다.
  - 상비군은 "잉글랜드, 스코틀랜드, 아일랜드의 방위와 안보를 위해 기병과 용기병 10,000명, 보병 20,000명"과 "해양 방어를 위한 적절한 수의 선박" (XXVII조)으로 구성되었다.
  - 로마 가톨릭에 대한 영구적인 불관용.
- 버지니아 최초 가족은 1647년–60년에 도착했다. 잉글랜드 연방을 피해 도망쳐온 왕당파의 대규모 이주였다. 버지니아는 왕실에 대한 충성심 때문에 "올드 도미니언"으로 알려지게 되었다.
- 세번 전투, 메릴랜드에서 연방군 깃발 아래 싸우던 청교도 군대가 볼티모어 경을 위해 싸우던 왕당파를 물리쳤다 (1655년 3월 25일).
- 유대인의 잉글랜드 재정착 허용 (1655년); 1290년 이후 금지되었다.
- 자메이카 탈취는 잉글랜드가 히스파니올라섬을 점령하는 데 실패한 후 스페인으로부터 이루어졌다. 1655년 5월. 자메이카는 흑인 노예 노동으로 설탕을 생산하는 영국의 가장 부유한 소유지가 되었다.
- 1658년 뉴포트 (로드아일랜드주), 식민지 무역의 주요 중심지에 유대인 정착 허용.
- 올리버 크롬웰 사망 (1658년), 준비 부족한 아들 리처드 크롬웰이 호국경으로 계승
- 리처드 크롬웰 사임 (1659년).

## 1660년–1688년, 왕정 복고

### 1660년

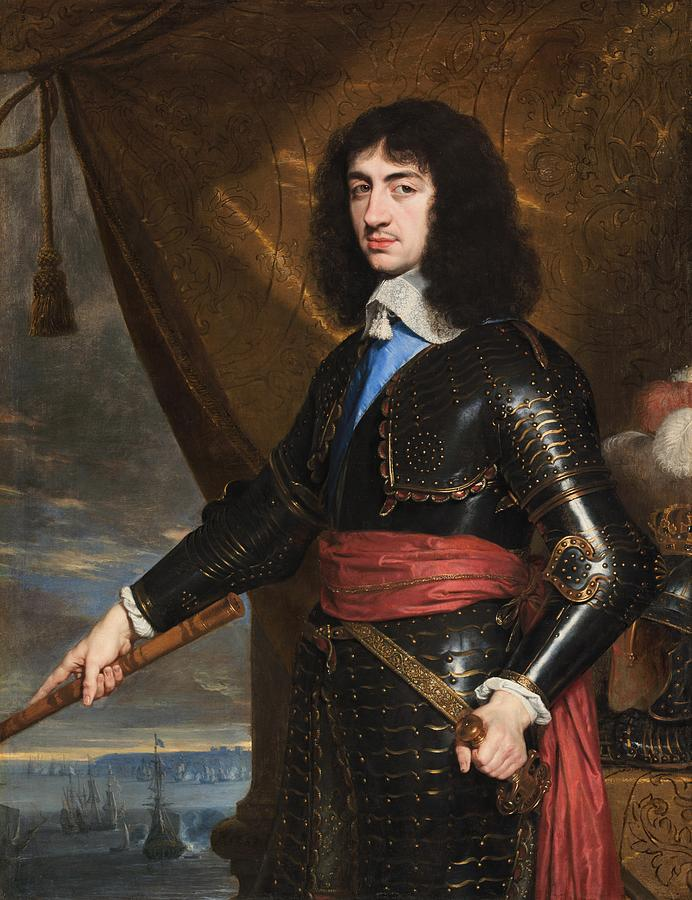
찰스 2세 재위 1660년–1685년

- 스튜어트 왕조 복원, 찰스 2세 유럽 망명에서 귀환
  - 브레다 선언 (1660년 4월 4일) 찰스는 잉글랜드 내전과 공위시대 동안 저지른 범죄에 대해 찰스를 합법적인 왕으로 인정한 모든 사람에게 일반 사면을 약속했다. 종교적 관용과 군인들에게 체불금을 지급하고, 군대는 왕실 휘하로 재임용될 것이라고 약속했다.
- 왕실 권위가 식민지로 복귀한다.

### 1663년
- 캐롤라이나 지주들은 캐롤라이나 식민지에 대한 왕실 헌장을 받는다.

### 1664년
- 잉글랜드가 네덜란드 식민지 뉴네덜란드를 점령하고 뉴욕으로 이름을 바꾼다.
- 찰스 2세는 그의 동생 요크 공작 제임스에게 뉴욕을 영주령으로 부여한다. 그는 이를 세분화하여 뉴저지를 만든다.
- 델라웨어 식민지가 설립되었다.

### 1670년
- 찰스턴 (사우스캐롤라이나주) 설립

### 1676년–77년
- 베이컨의 반란은 아메리카 원주민들을 버지니아에서 몰아내는 데 실패한 왕실 총독 윌리엄 버클리 (총독)에 대항하여 버지니아의 잉글랜드 개척민들이 일으킨 반란이다. 반란군들은 수도 제임스타운을 불태웠다.

### 1679년
- 뉴햄프셔 식민지가 왕실 헌장을 받았다.

### 1682년
- 윌리엄 펜 (1644년)은 펜실베이니아 식민지의 영주로서 필라델피아를 설립했다.

### 1683년
- 상무원은 매사추세츠를 포함한 여러 북아메리카 식민지의 헌장에 대해 쿼 워런토 영장을 발부했다 (6월 3일).

### 1684년
- 찰스 2세에 의해 매사추세츠만 식민지 헌장이 취소되었다 (6월 18일).

### 1685년

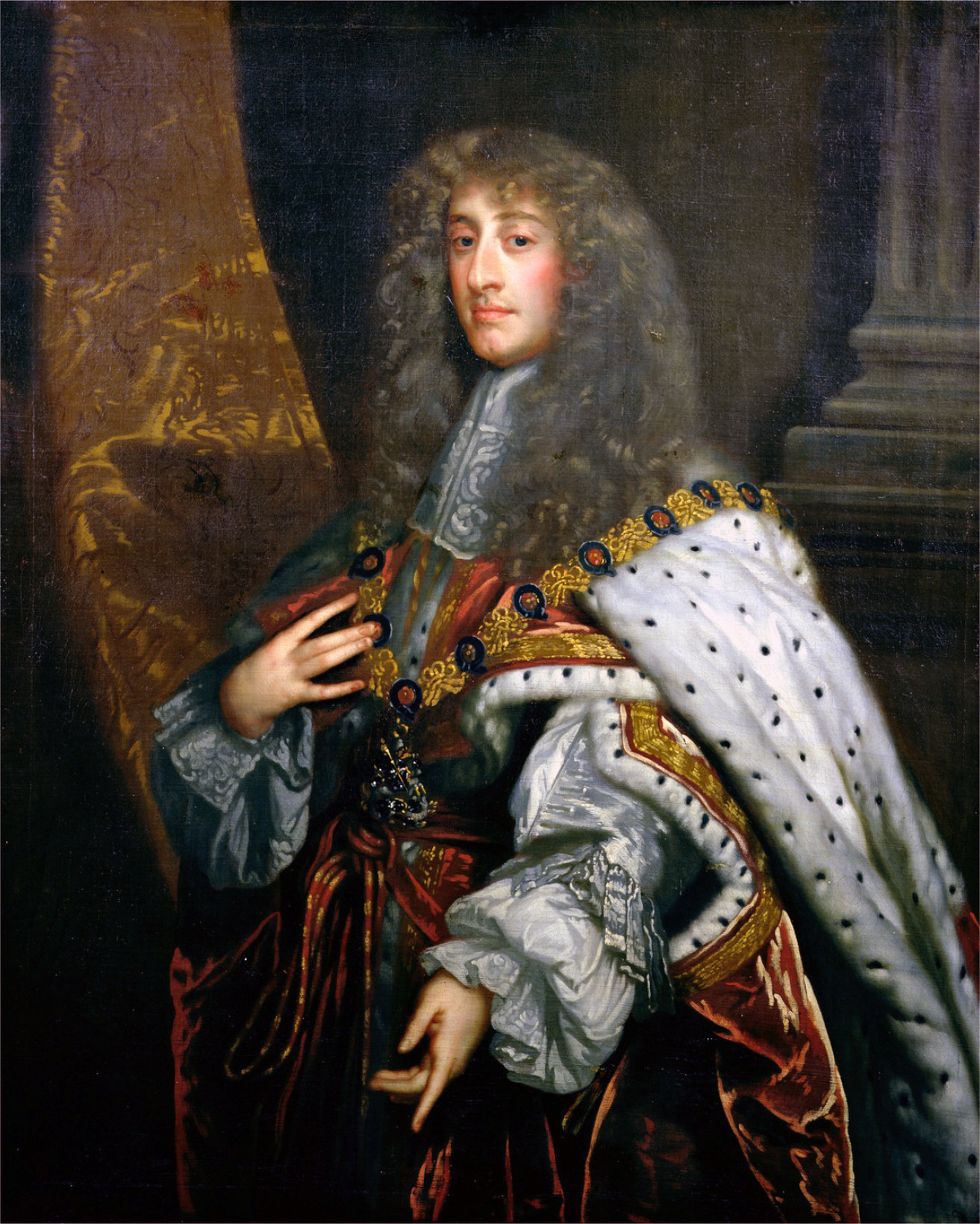
제임스 2세, 재위 1685년–88년

- 찰스 2세는 적법한 후손 없이 사망하고, 그의 동생 제임스 2세 (잉글랜드)가 왕위를 계승한다.

### 1686년
- 뉴잉글랜드 연맹 해체
- 왕실 헌장이 보스턴에 도착하여 제임스 2세 (잉글랜드)의 통치 기간 동안 뉴잉글랜드와 중부 식민지의 이전에 분리된 왕실 식민지들의 행정부를 중앙집권화하는 뉴잉글랜드 자치령을 설립했다 (5월 14일).

### 1688년

윌리엄 3세의 원정군 기치

- 명예 혁명 또는 1688년 혁명, 가톨릭 교도인 제임스 2세 (잉글랜드)를 윌리엄 3세(제임스 2세의 조카)와 메리 2세(제임스 2세의 딸)가 개신교 군주로서 공동 통치하되, 권력은 의회가 갖도록 하여 축출한 사건.

## 1689년–1700년

### 1689년

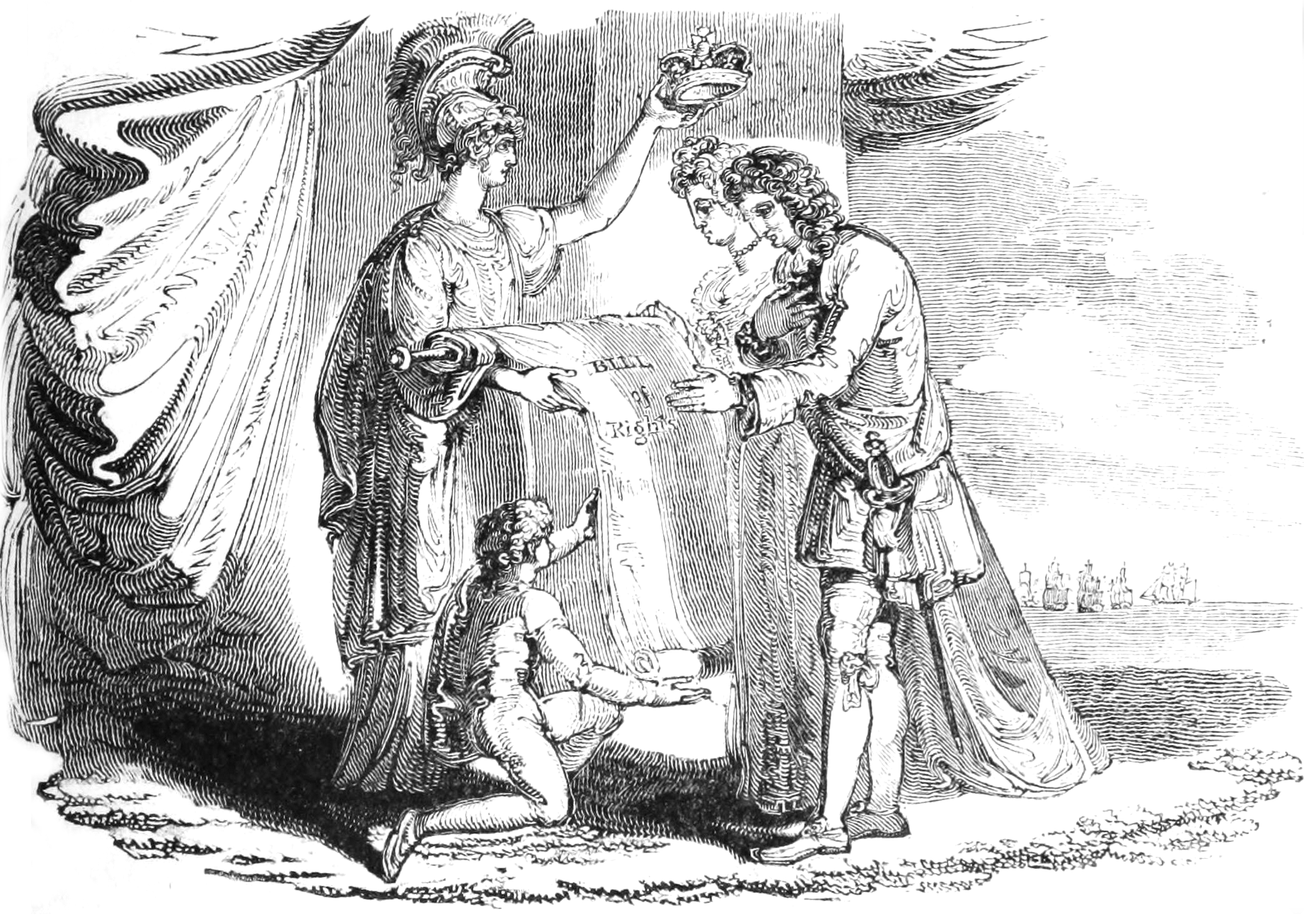
잉글랜드 권리장전의 우의화, 윌리엄 3세와 메리 2세가 문서에 서명하는 모습

- 권리장전 (영국), 기본적인 시민권을 열거하고 잉글랜드 군주국의 왕위 계승을 변경하여 개신교도만이 왕위를 계승하도록 요구한 의회 법령. 이는 영국 헌법에서 중요한 법률로 남아있다. 이는 왕실이 의회에 대표된 국민의 동의를 구해야 하는 헌법적 요구 사항을 명시한다. 군주의 권한에 제한을 두며, 정기적인 의회, 자유 선거, 의회 특권을 포함한 의회의 우월성을 확립했다. 또한 잔인하고 비정상적인 형벌의 금지 및 의회의 승인 없이 부과된 세금을 납부하지 않을 권리와 같은 개인의 권리를 나열했다. 권리장전은 1689년 12월 16일 재가 (입헌군주제)를 받았다.
- 1689년 보스턴 반란, 이전 매사추세츠만 식민지의 지도자들이 정부 통제권을 되찾았다. 다른 식민지에서는 추방되었던 정부 구성원들이 권력을 되찾았다 (4월 18일).
- 뉴욕에서 라이슬러 반란이 일어나 뉴잉글랜드 자치령으로부터 영토를 분리시켰고, 1691년에 종결되었다.
- 메릴랜드의 개신교 혁명, 존 쿠드의 반란으로도 알려져 있으며, 가톨릭 영주 정부를 전복시켰다.

### 1690년
- 매사추세츠만 식민지는 다른 식민지들이 뒤따르면서 처음으로 지폐를 발행했다.

### 1691년
- 윌리엄 3세와 메리 2세는 공식적으로 매사추세츠만 주를 설립하는 헌장을 승인했다 (10월 7일).

### 1693년
- 버지니아 윌리엄스버그에 윌리엄 & 메리 칼리지가 설립되었다. 식민지에서 두 번째로 오래된 고등 교육 기관이다. 미국 건국의 아버지인 토머스 제퍼슨과 제임스 먼로가 이 학교를 다녔다.

### 1699년

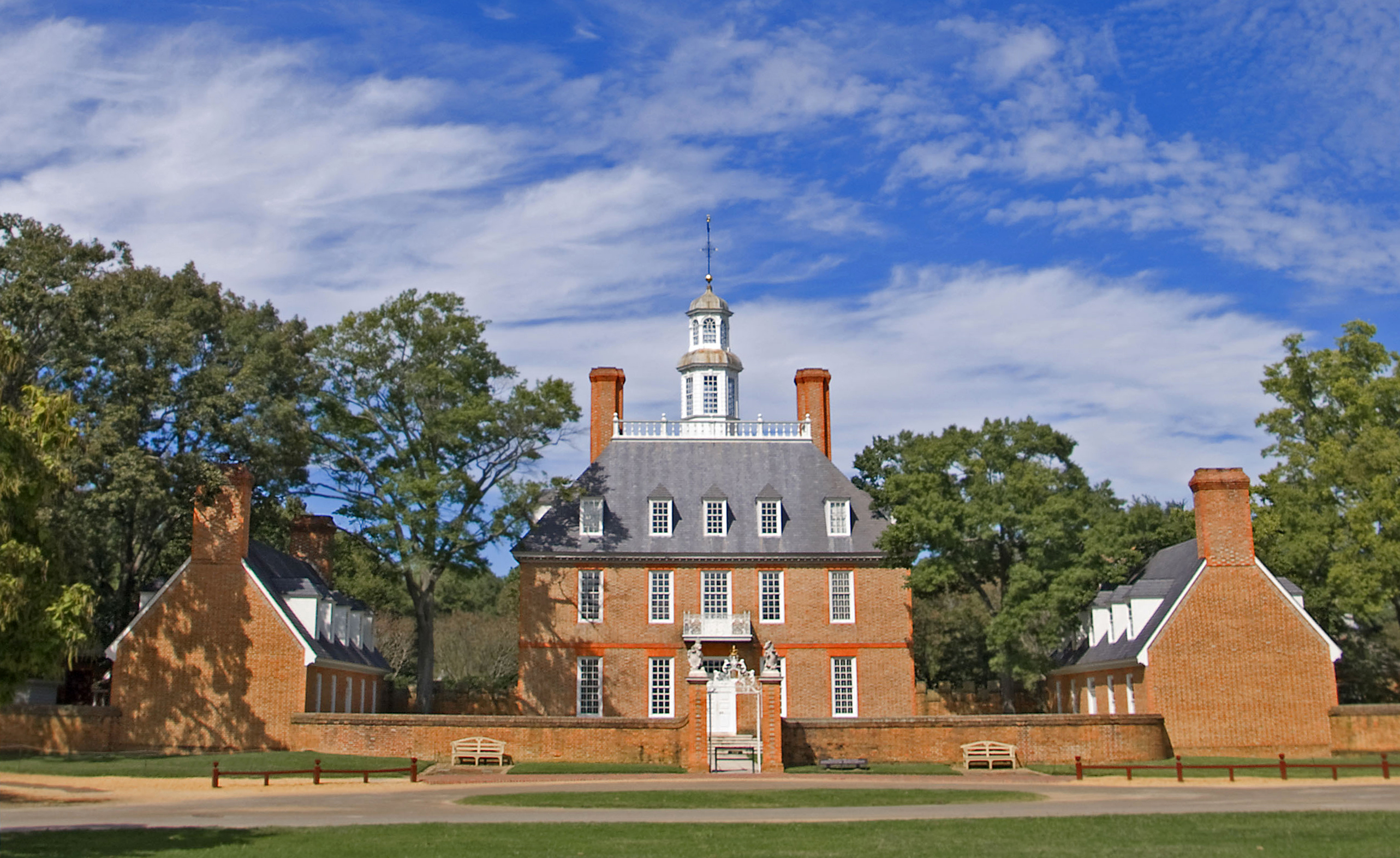
윌리엄스버그의 주지사 궁

- 윌리엄스버그 (버지니아주)는 윌리엄 3세의 이름을 따서 버지니아의 수도가 되었다.

## 1700년–1765년

### 1700년
- 북아메리카에 정착한 잉글랜드인 인구는 20만 명에 달했으며, 누벨프랑스의 프랑스인 정착민은 1만 2천 명에 불과했다. 나머지 북아메리카 영토는 쇠퇴하는 스페인 제국이 차지했다.[2]

### 1701년
- 1701년 왕위계승법은 잉글랜드와 아일랜드 왕위 계승을 오직 개신교도에게만 한정하며, 로마 가톨릭이 되거나 로마 가톨릭과 결혼하는 사람을 실격시켰다. 이로 인해 찰스 1세의 나머지 후손들(개신교도 손녀 앤 제외)이 왕위를 계승할 수 없게 되었다.
- 예일 대학교, 뉴헤이븐에 설립. 미국 독립 전쟁 영웅 네이선 헤일이 동문이다.

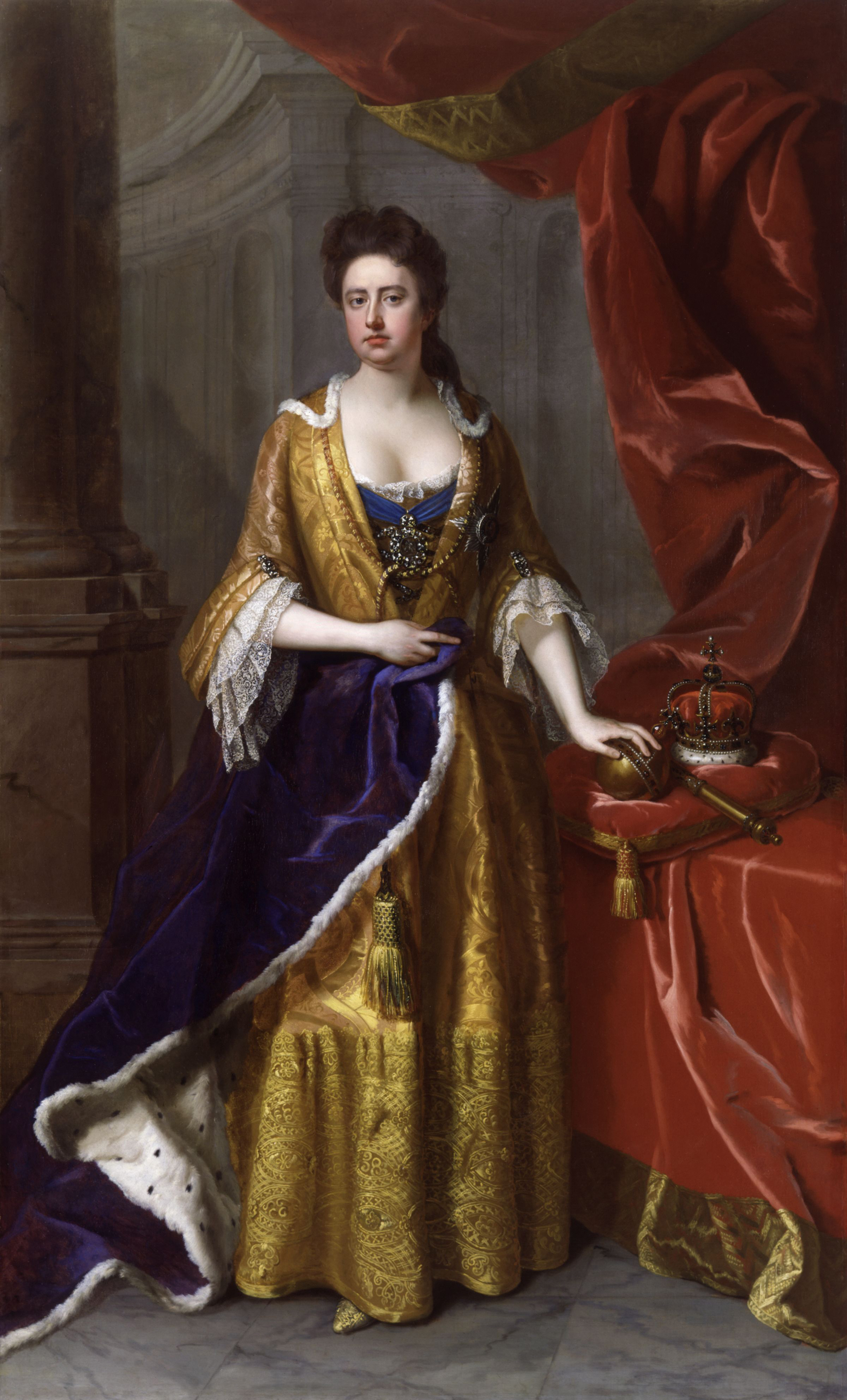
앤, 그레이트브리튼 왕국과 아일랜드의 여왕

### 1702년-1714년, 앤 여왕
- 앤 (영국)은 제임스 2세 (잉글랜드)의 딸이었다. 개신교도로 양육된 그녀는 잉글랜드, 스코틀랜드, 아일랜드를 통치한 스튜어트가의 마지막 군주였다. 17번의 임신에도 불구하고, 그녀는 살아있는 후계자를 낳지 못했다. 그녀의 사망은 왕위 계승 위기를 촉발했다.

### 1702년
- 앤 여왕의 전쟁/스페인 왕위 계승 전쟁은 독일인들의 아메리카 식민지로의 이주를 촉진했다.

### 1706년
- 벤저민 프랭클린 보스턴에서 출생 (1월 17일), 미국 건국의 아버지 중 최연장자

### 1707년
- 1707년 연합법, 두 개의 의회 법률로, 하나는 1707년 3월 스코틀랜드 의회에서, 다른 하나는 그 직후 잉글랜드 의회에서 통과되었으며, 이어서 조약이 체결되어 잉글랜드 왕국과 스코틀랜드 왕국이 앤 여왕을 주권자로 하는 '그레이트브리튼'이라는 단일 '정치적 국가'로 정치적으로 통합되었다. 잉글랜드와 스코틀랜드의 비준 법률은 1707년 5월 1일에 발효되어, 웨스트민스터 궁전을 기반으로 하는 새로운 왕국이 수립되었다.

### 1714년-1727년, 조지 1세

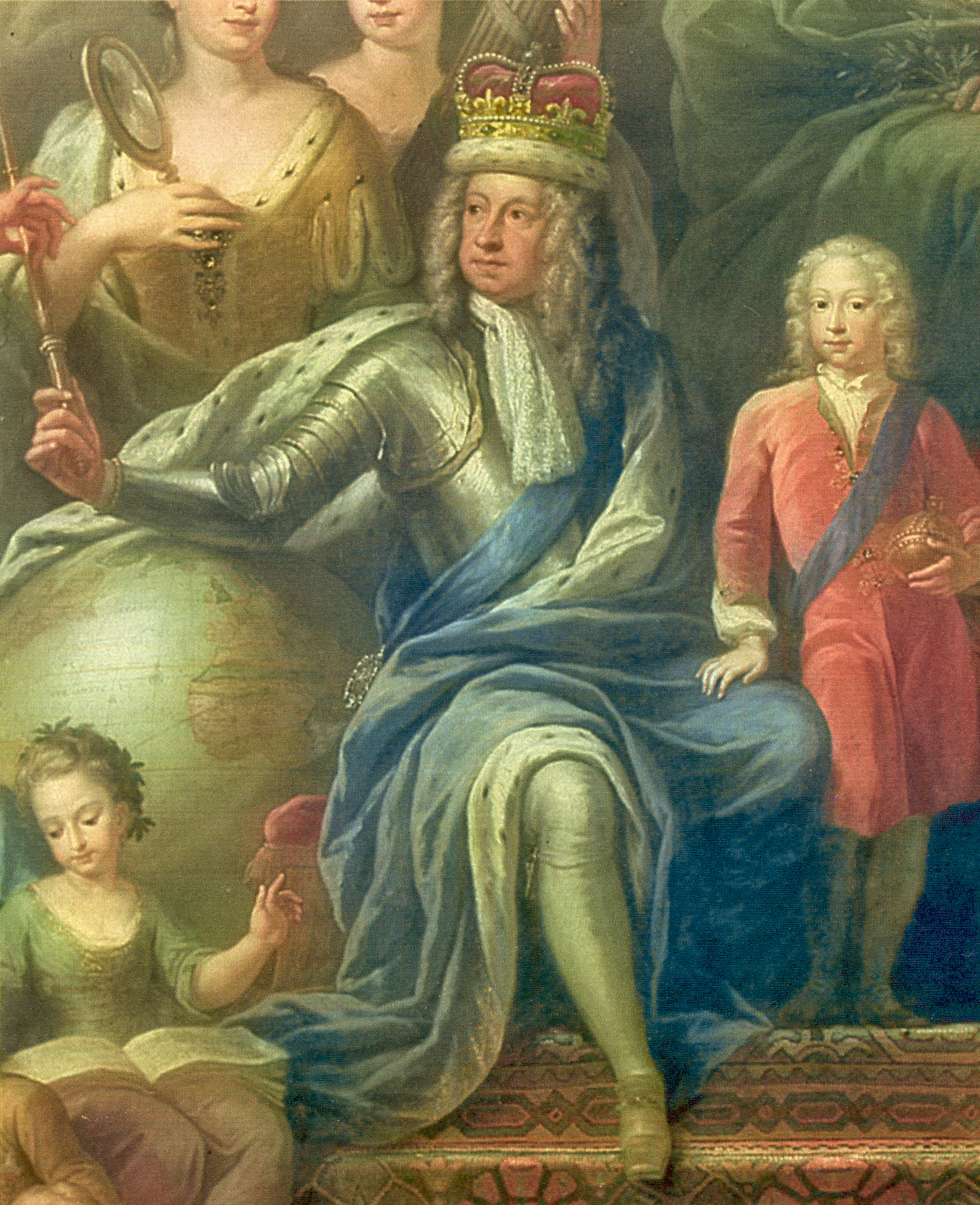
조지 1세

- 독일 하노버 공국의 조지 1세 (영국)가 그레이트브리튼 군주로 선택되었다. 그는 독일어를 구사하는 50세의 소규모 중앙 유럽 국가 통치자였음에도 불구하고, 개신교 루터교도였으며, 프랑스에 거주하는 가톨릭 스튜어트가의 왕위 요구자보다 더 나은 대안으로 여겨졌다. 조지 1세는 살아있는 남성 후계자와 함께 왔기에 또 다른 왕조 위기에 대한 우려를 덜었다.

### 1722년
- 새뮤얼 애덤스 매사추세츠에서 출생 (9월 27일)

### 1727년-1760년, 조지 2세

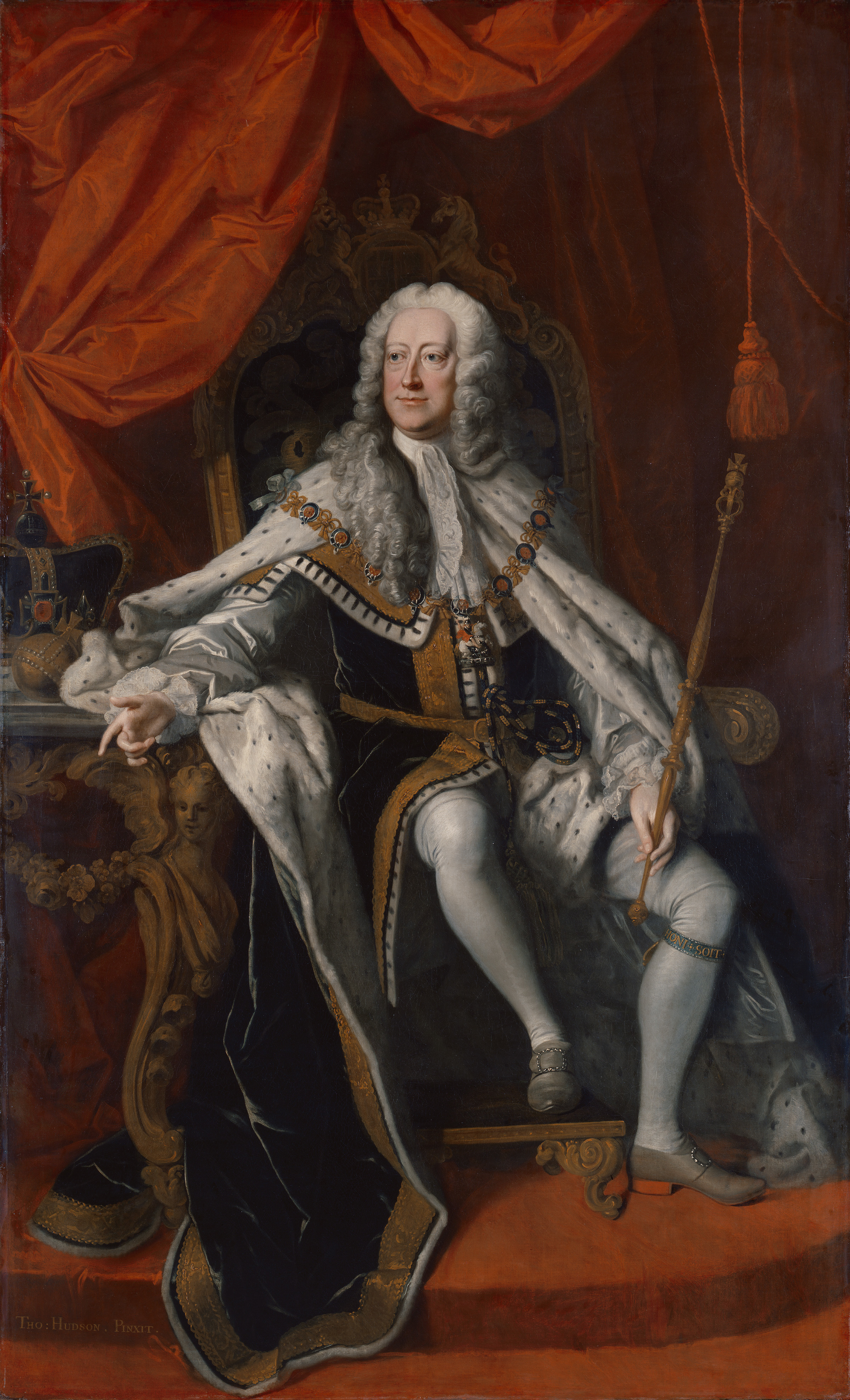
조지 2세

- 조지 2세 왕위를 계승한다.

### 1732년

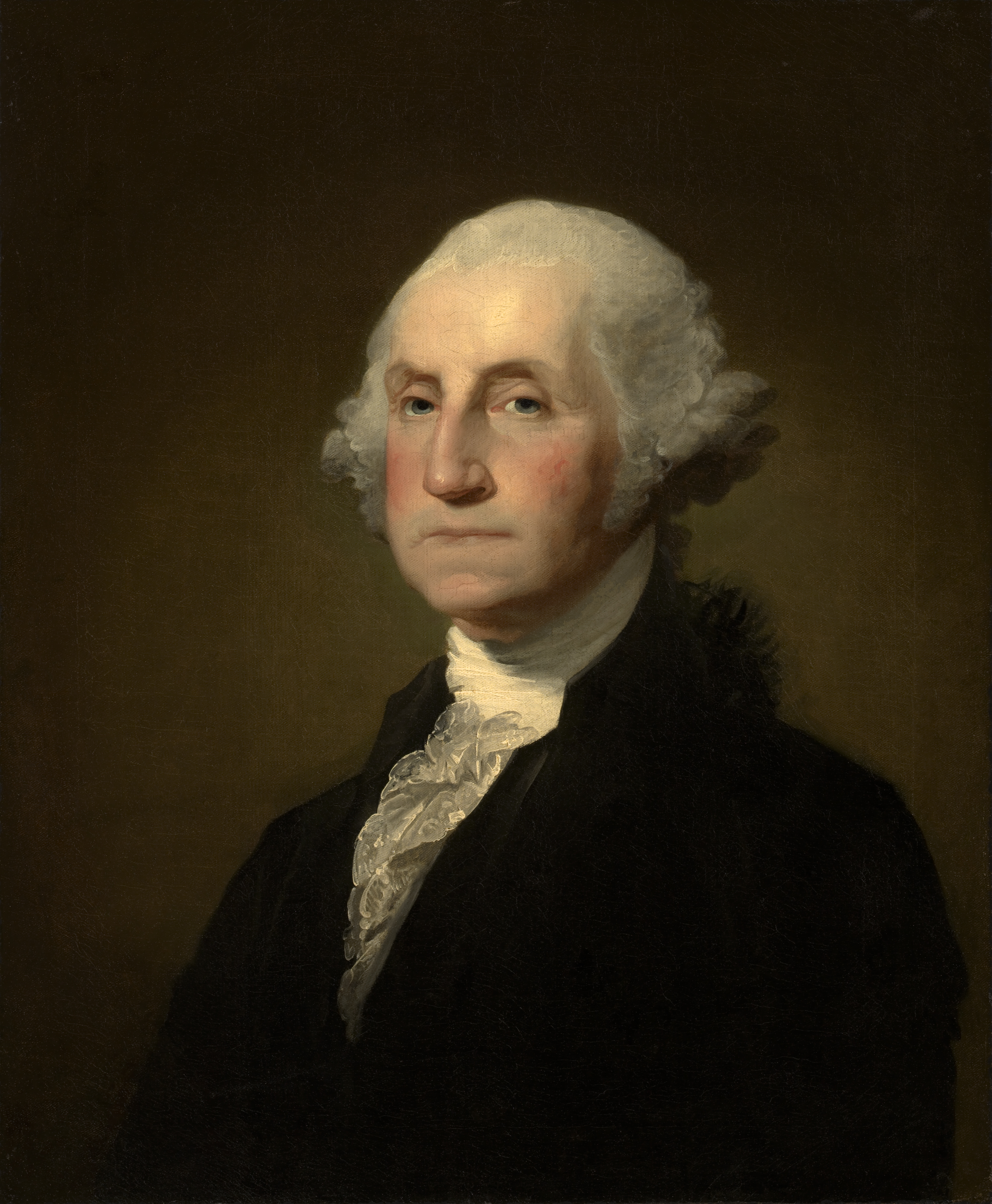
조지 워싱턴

- 조지 2세는 제임스 오글소프에게 조지아 식민지 왕실 헌장을 부여했다. 이 식민지는 캐롤라이나와 스페인령 플로리다 사이의 완충 지대가 될 예정이었다.
- 조지 워싱턴 버지니아에서 출생 (2월 22일)

### 1733년
- 제임스 오글소프가 서배너를 설립했다.
- 당밀법이 의회에서 통과되어 식민지 당밀 무역에 영향을 미쳤다.

### 1735년

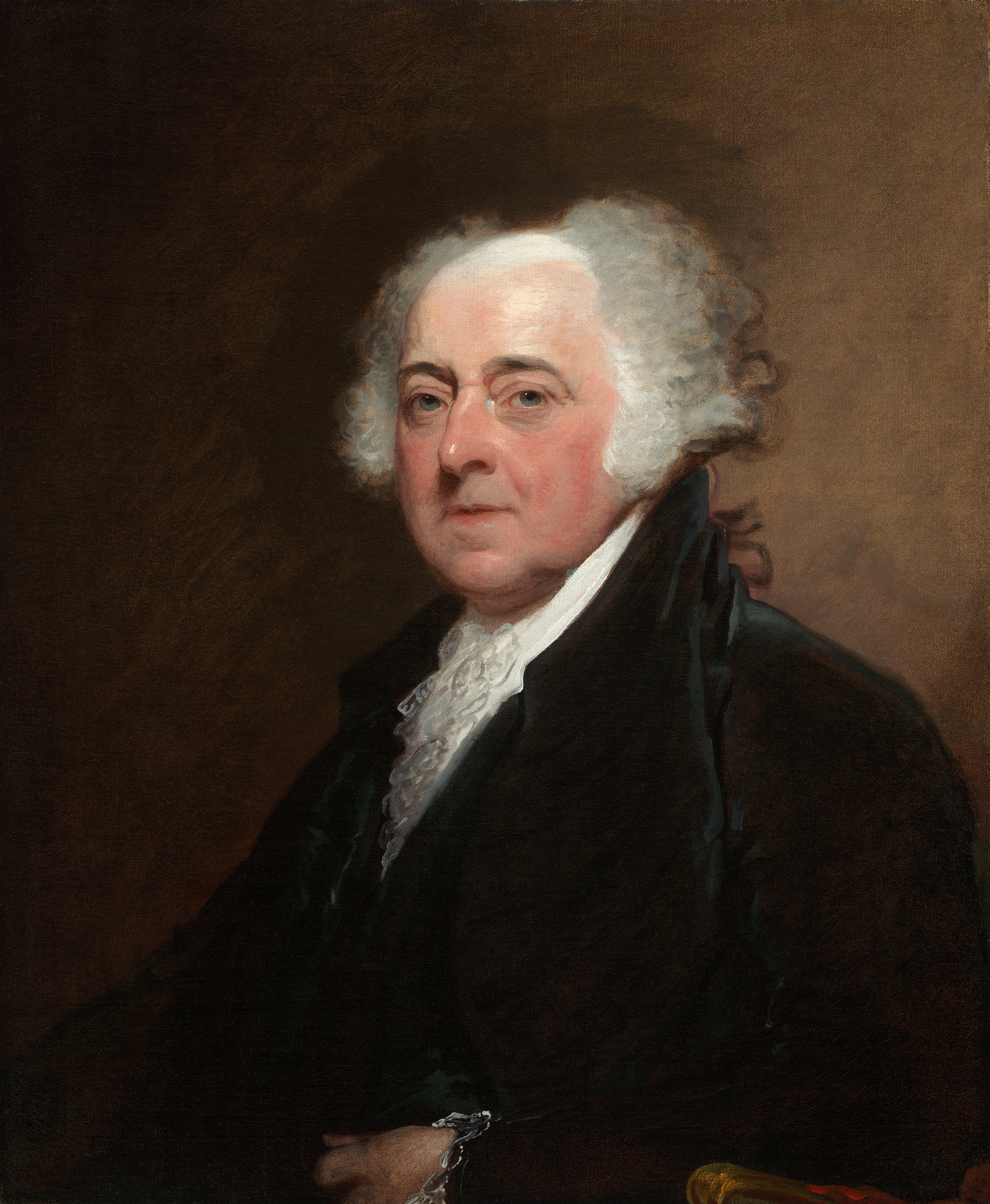
존 애덤스

- 존 애덤스 매사추세츠에서 출생 (10월 30일)

### 1739년
- 스토노 반란, 사우스캐롤라이나 노예 봉기로 식민지 시대 최대 규모였다.

### 1739년-1748년
- 젱킨스의 귀 전쟁은 그레이트브리튼과 스페인 간의 분쟁이었다. 전투는 주로 누에바그라나다 부왕령과 카리브해에서 벌어졌으며, 주요 작전은 1742년에 거의 끝났다. 이 분쟁은 오스트리아 왕위 계승 전쟁 (1740년-1748년)과 관련이 있는 것으로 간주된다.

### 1740년
- 스토노 반란 이후 사우스캐롤라이나 의회에서 1740년 흑인법이 통과되었다.
- 의회에서 1740년 플랜테이션법이 통과되어 기독교 외국인이 영국 왕실의 귀화 신민이 될 수 있는 조건을 정의했다.

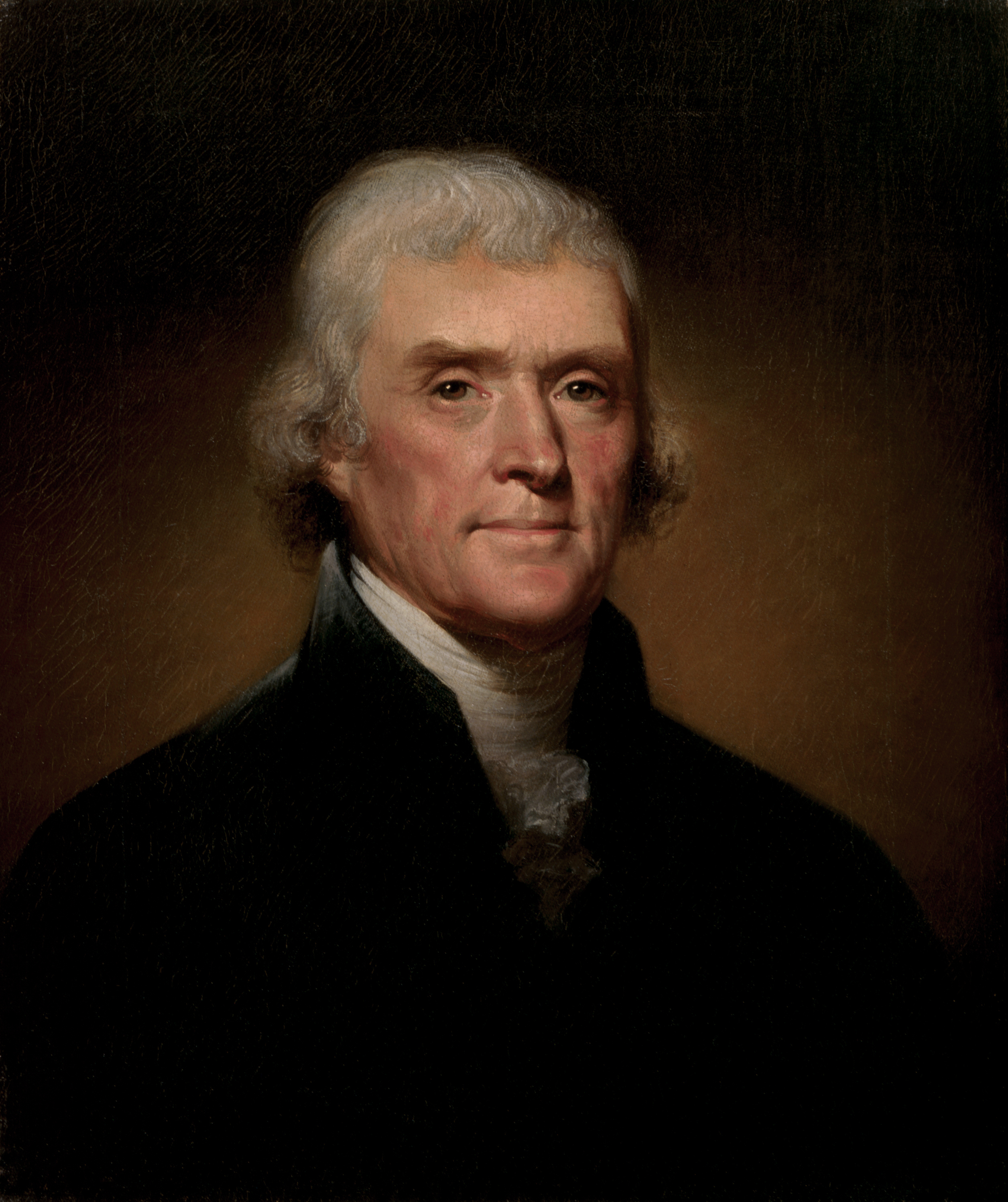
토머스 제퍼슨

### 1742년
- 조지아 침공, 플로리다에 주둔한 스페인 제국군이 영국 식민지 조지아가 점유하고 있던 분쟁 지역을 점령하려 시도했다. 주지사 제임스 오글소프 지휘 하의 현지 영국군이 집결하여 블러디 마쉬 전투와 굴리 홀 크릭 전투에서 스페인군을 격파하고 철수시켰다. 조지아에 대한 영국의 소유권은 이후 마드리드 조약 (1750년 1월 13일)에서 스페인에 의해 공식적으로 인정되었다.

### 1743년
- 토머스 제퍼슨 버지니아에서 출생 (4월 13일)

### 1744년-1748년

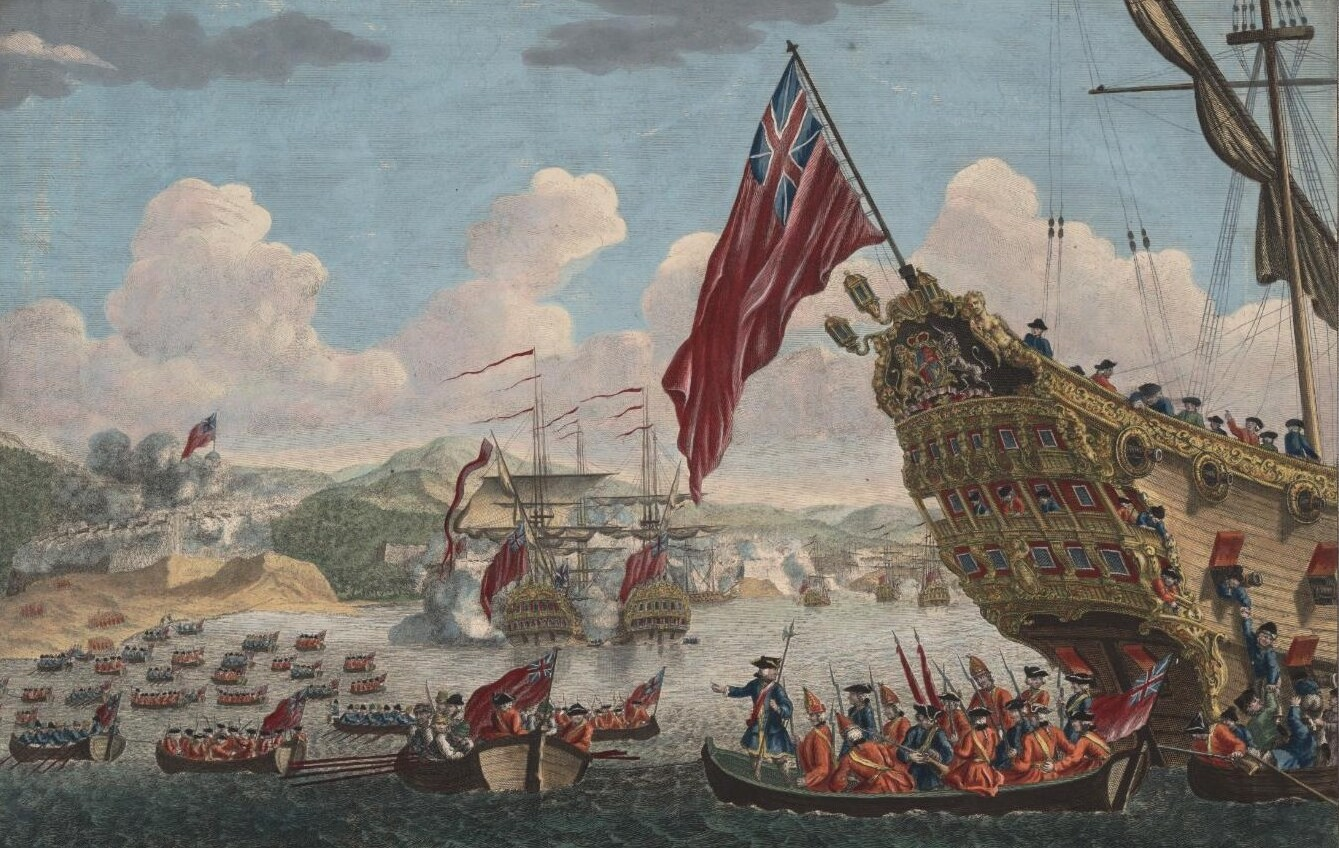
영국군과 영국계 미국군이 루이스버그에서 프랑스군을 포위하는 모습, 1745년

- 조지 왕의 전쟁은 북아메리카에서 벌어진 오스트리아 왕위 계승 전쟁 (1740년–1748년)의 일부였다. 이는 프렌치 인디언 전쟁 중 네 번째 전쟁의 세 번째 전쟁으로, 주로 뉴욕, 매사추세츠만(메인 포함), 뉴햄프셔(당시 버몬트 포함), 그리고 노바스코샤주의 영국 식민지에서 발생했다. 가장 중요한 작전은 매사추세츠 총독 윌리엄 셜리가 조직한 원정으로, 노바스코샤의 케이프브레턴섬에 있는 프랑스 루이스버그 요새를 포위하여 최종적으로 점령했다.

### 1746년
- 뉴저지 칼리지 (현재 프린스턴 대학교). 미국 건국의 아버지 동문으로는 제임스 매디슨, 에런 버, 벤저민 러시가 있다.

### 1747년
- 버지니아 오하이오 회사 설립, 토지 투기 회사

### 1748년

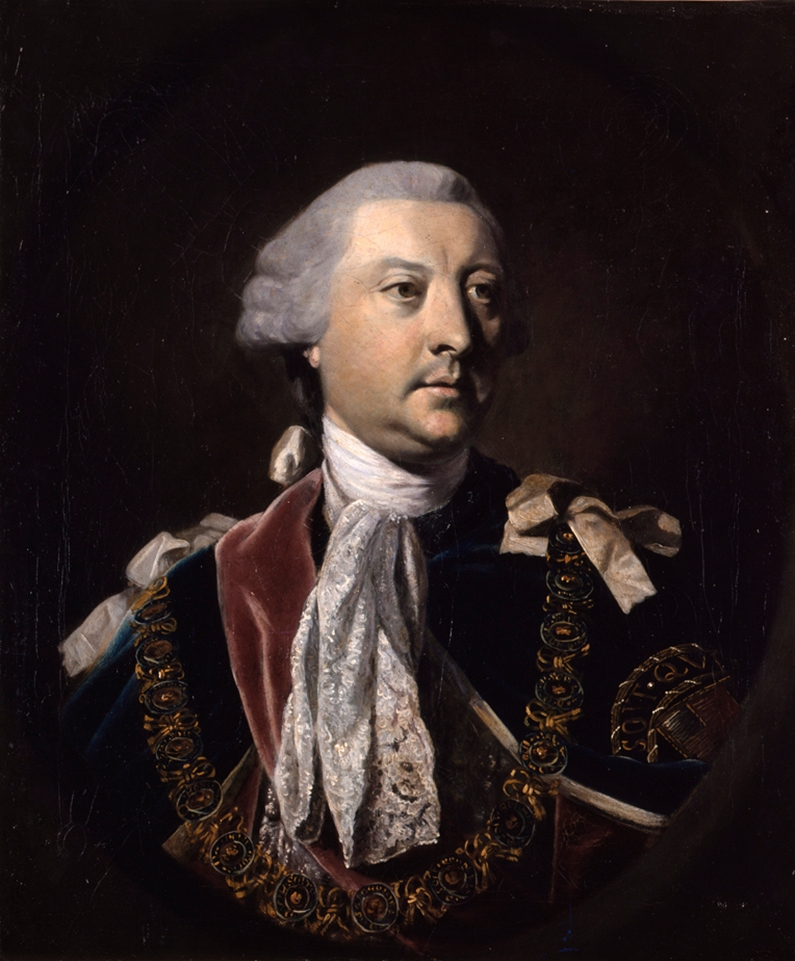
핼리팩스 경

- 핼리팩스 경은 아메리카 식민지 업무만을 전담하는 유일한 왕실 부처인 영국 상무원의 수장으로 임명되었다. 그는 이전 왕실 정책이었던 식민지 문제에 대한 건전한 방임을 종식시키려 시도했으며, 이는 많은 지역 자치권과 왕실 관리들에 대한 느슨한 감독을 허용하는 것이었다. 새로운 통일적이고 제한적인 왕실 통제 방식의 실행은 대부분 실패했지만, 7년 전쟁 이후 1763년에 다시 시도되었다. 식민지 아메리카에서는 이를 프렌치 인디언 전쟁이라고 불렀다.[3]

### 1749년
- 의회는 통화법안을 통과시켰다. 여기에는 "정부 지침에 반하는 식민지 입법 조치는 무효"라는 조항이 포함되어 있었다. 식민지 대리인들의 반발과 정부의 유보는 이를 "향후 고려" 대상으로 남겨두었다.[4]
- 핼리팩스 (노바스코샤주)는 노바스코샤주의 수도로 설립되었다 (6월 21일).

### 1751년

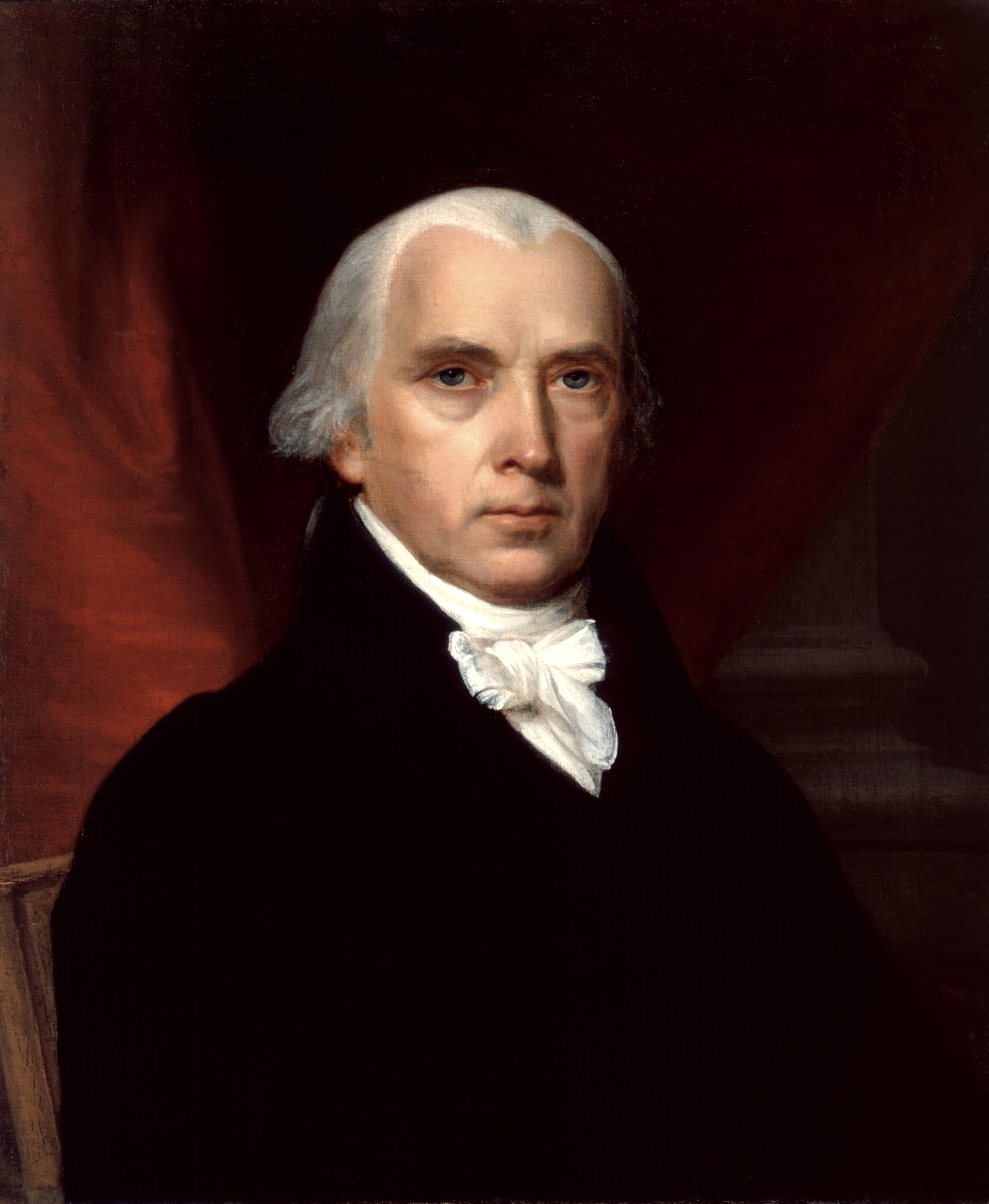
제임스 매디슨

- 제임스 매디슨 버지니아에서 출생 (3월 16일).

### 1754년

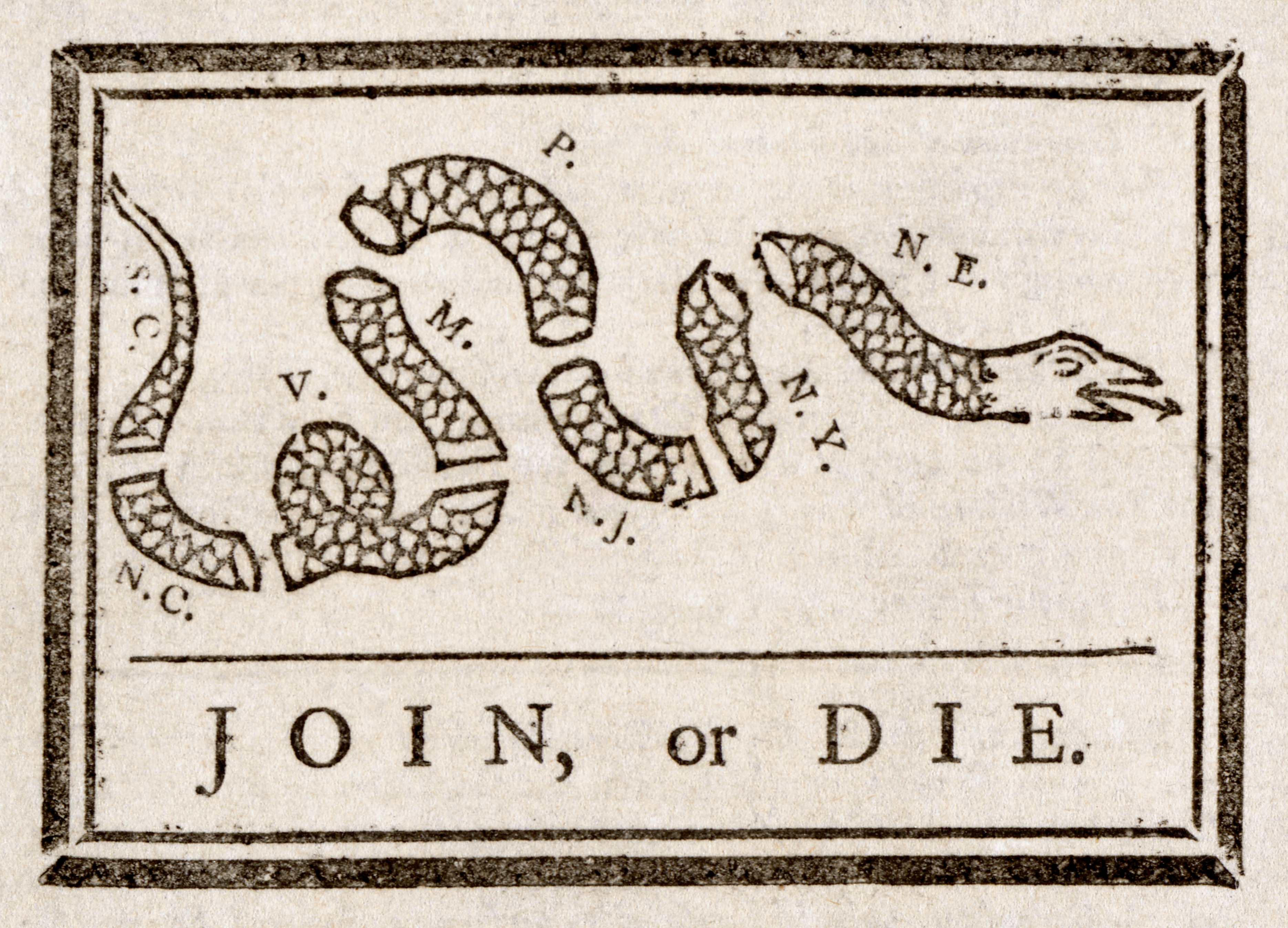
벤저민 프랭클린의 뭉치지 않으면 죽는다 목판화, 1754년

- 프렌치 인디언 전쟁 (1754년–1763년), 9년간의 분쟁으로, 7년 전쟁의 북아메리카 부분. 식민지 민병대가 중요한 역할을 수행했으며, 버지니아 농장주 조지 워싱턴 대령은 군사 지도자로서 명성을 얻었다.
- 올버니 회의, 18세기에 아메리카 식민지 대표들이 모여 어떤 종류의 공식적인 연합을 논의한 첫 번째 회의. 이로쿼이족의 지원을 얻으려 시도했다 (6월 18일 – 7월 11일).
- 컬럼비아 대학교 뉴욕에 설립. 미국 건국의 아버지 동문으로는 알렉산더 해밀턴, 존 제이, 로버트 리빙스턴, 구버너 모리스, 헤라클레스 멀리건이 있다.

### 1755년

북아메리카 미첼 지도

- 존 미첼 (지리학자)이 미첼 지도인 <브리티시와 프렌치 도미니언즈 인 노스 아메리카> 지도를 출판했다. 이 지도는 잉글랜드 식민지의 서쪽 경계가 미시시피 강 너머까지 확장되어 있음을 보여주며, 영국이 프랑스와 분쟁 중인 영토에 대한 정치적 주장을 담고 있었다. 1783년 미국 독립 전쟁을 종결하는 조약 협상에서 이 지도가 사용되었다.
- 펜실베이니아 대학교는 벤저민 프랭클린에 의해 설립되었으며, 그는 사망할 때까지 이사의 직책을 유지했다.

### 1757년

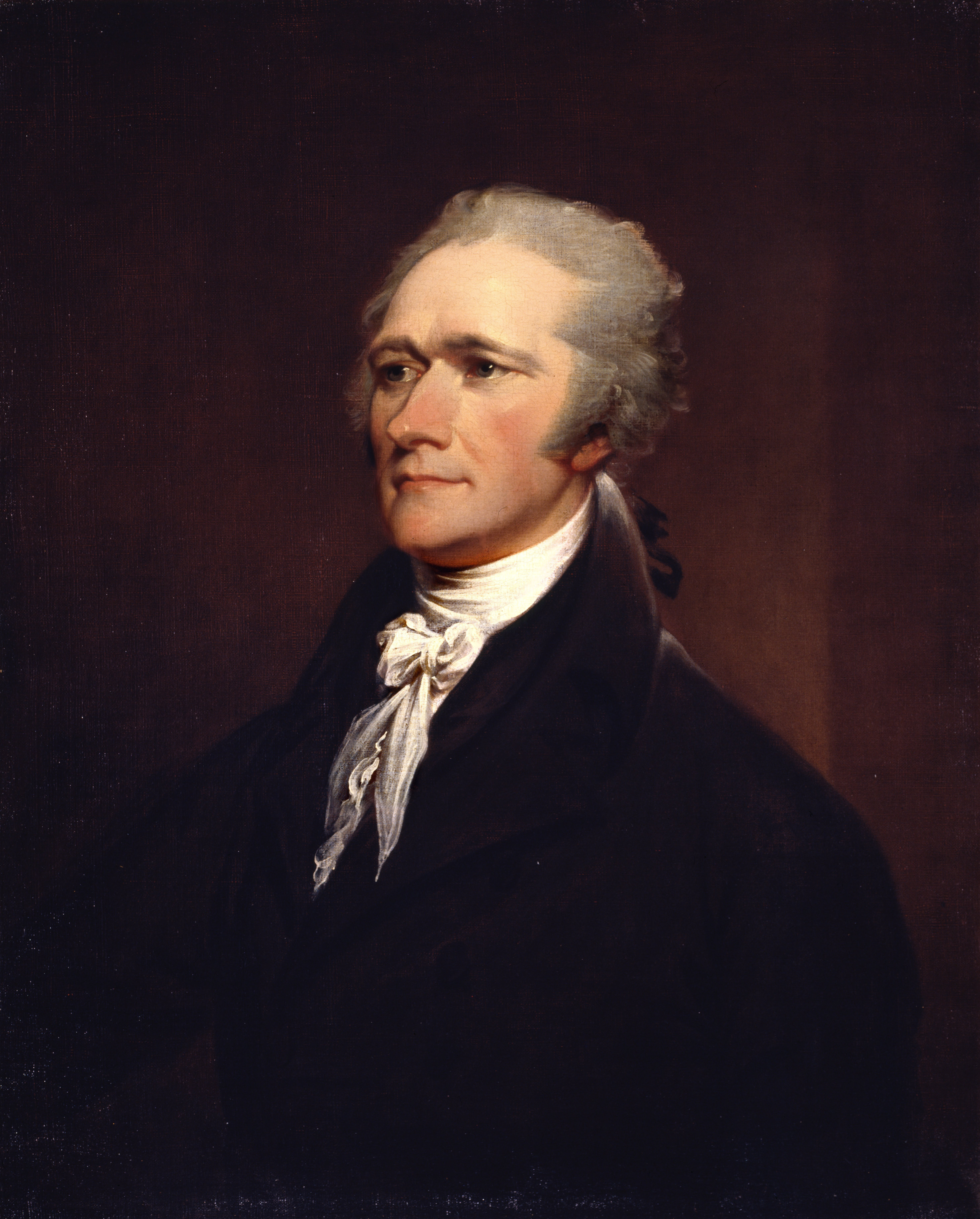
알렉산더 해밀턴

- 윌리엄 피트 총리는 7년 전쟁에 전면적으로 참여하여 왕실 재정에 막대한 부채를 안겼다.
- 알렉산더 해밀턴 영국 카리브해 네비스섬에서 출생 (1월 11일)

### 1759년–60년

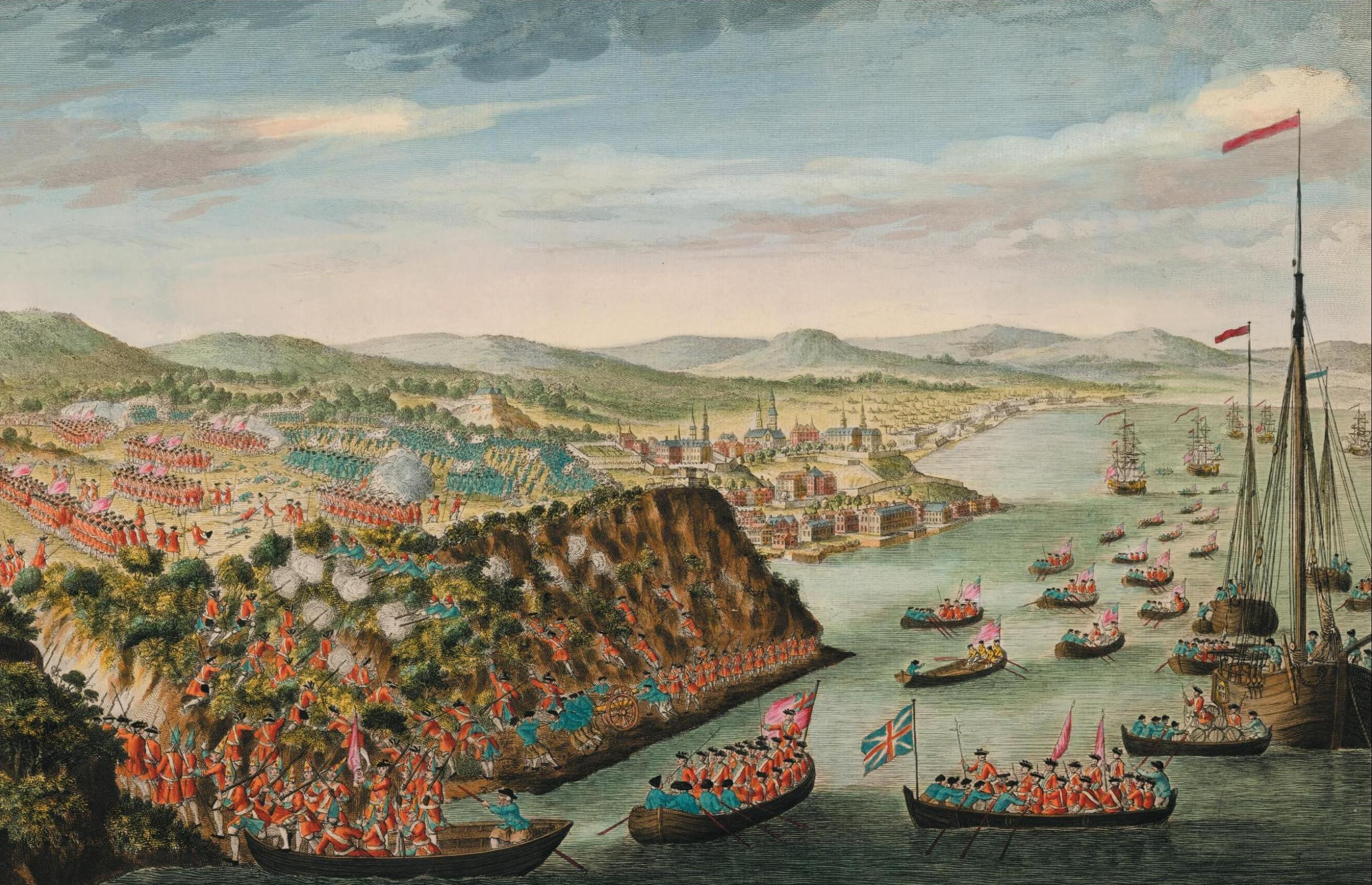
석 달간의 작전 끝에 영국군은 아브라함 평원 전투 후 퀘벡 시를 점령했다.

- 누벨프랑스에서 영국군이 프랑스군을 격파
  - 누벨프랑스의 수도 퀘벡이 영국군에 함락된다.
  - 몬트리올이 영국군에 함락된다.
  - 누벨프랑스 총독 피에르 드 리고는 몬트리올 항복 조약에 따라 제프리 애머스트 원수에게 항복한다. 이는 프렌치 인디언 전쟁에서 프랑스와 영국 간의 북아메리카에서의 대부분의 전투를 종식시킨다. 애머스트는 이후 캐나다와 미국 식민지 서쪽의 오하이오 영토 및 일리노이 컨트리 영토의 첫 영국 총독이 된다 (9월 8일).

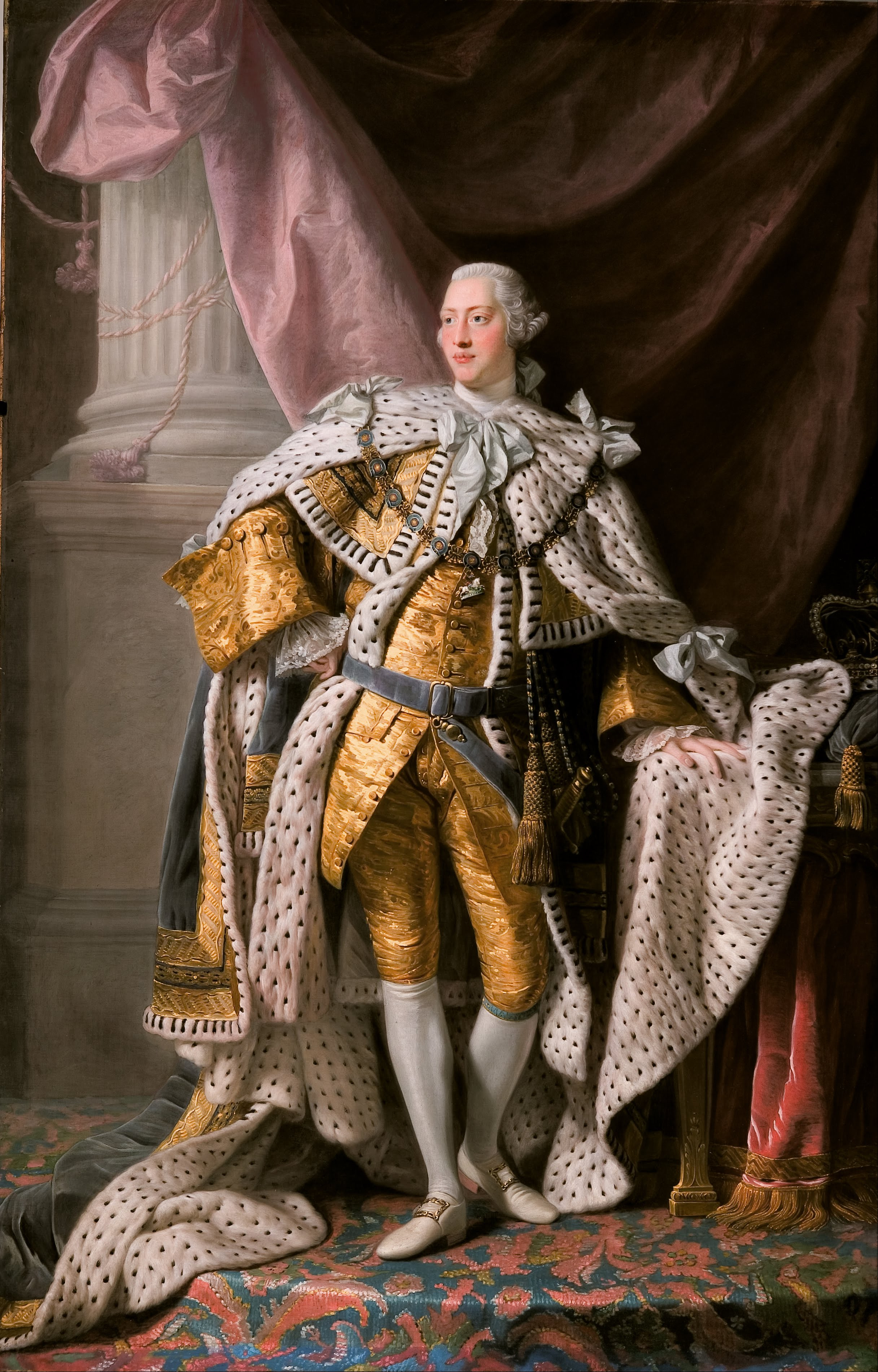
조지 3세

### 1760년
- 조지 2세 사망, 77세.

### 1760년-1820년, 조지 3세
- 조지 2세의 손자 조지 3세가 22세의 나이로 왕위를 계승한다 (10월 25일). 그는 영국에서 태어나 영어를 모국어로 사용하는 최초의 하노버 군주이다. 그의 통치는 7년 전쟁 동안 시작되어 미국 독립 전쟁 전체, 나폴레옹 전쟁, 그리고 미영 전쟁까지 이어졌다.

### 1760년
- 조지 3세는 즉위 첫날 전쟁을 끝내고 싶다고 선언했다. 그는 이 전쟁이 유럽에서 하노버의 이익에만 기여하고, 영국은 전쟁 비용으로 막대한 국가 부채를 지게 되어 재정적으로 파탄하고 있다고 보았다.[5]

### 1763년

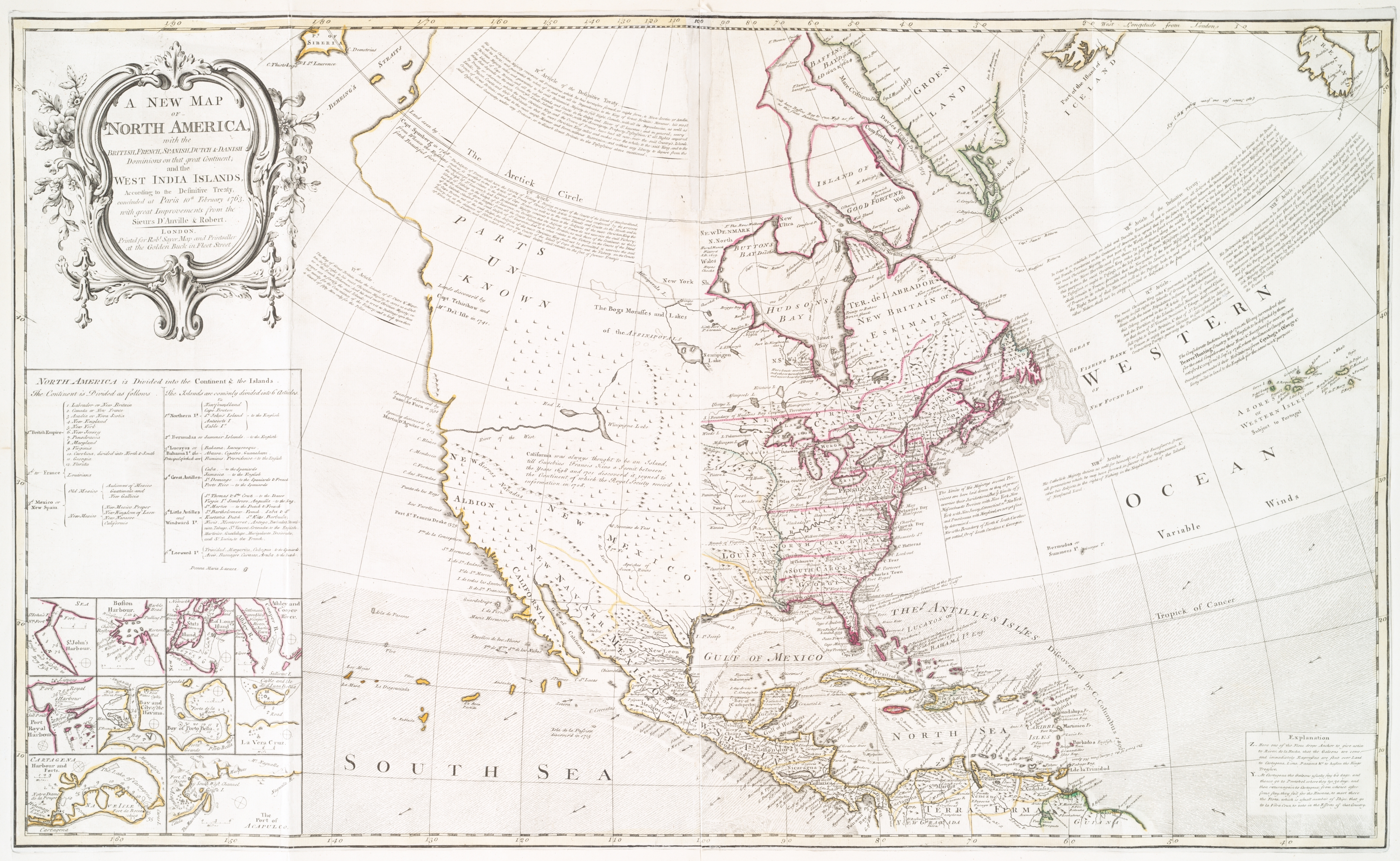
파리 조약 (1763년) 이후 그려진 북아메리카의 새로운 지도

- 파리 조약 (2월 10일)은 7년 전쟁 (1756년–1763년), 북아메리카에서는 프렌치 인디언 전쟁 (1754년–1763년)을 종식시켰다. 프랑스는 북아메리카 영토 대부분을 영국에 할양했지만, 프랑스령 루이지애나의 미시시피강 서쪽은 스페인에 할양되었다. 프랑스는 또한 도미니카 연방, 그레나다, 세인트빈센트 그레나딘, 그리고 토바고섬에 대한 영국의 주권을 인정했다. 조지 3세는 조약 조건에 불만족했는데, 그가 보기에 이는 승리국인 그레이트브리튼보다 패전국인 프랑스와 스페인에 유리하다고 여겼기 때문이다.
- 조지 그렌빌 수상 취임 (4월 16일) – 강경파로서, 7년 전쟁으로 인한 막대한 부채를 갚고 식민지에 대한 의회의 권위를 주장하기 위해 식민지가 재정적으로 기여하도록 하는 정책을 시행했다.

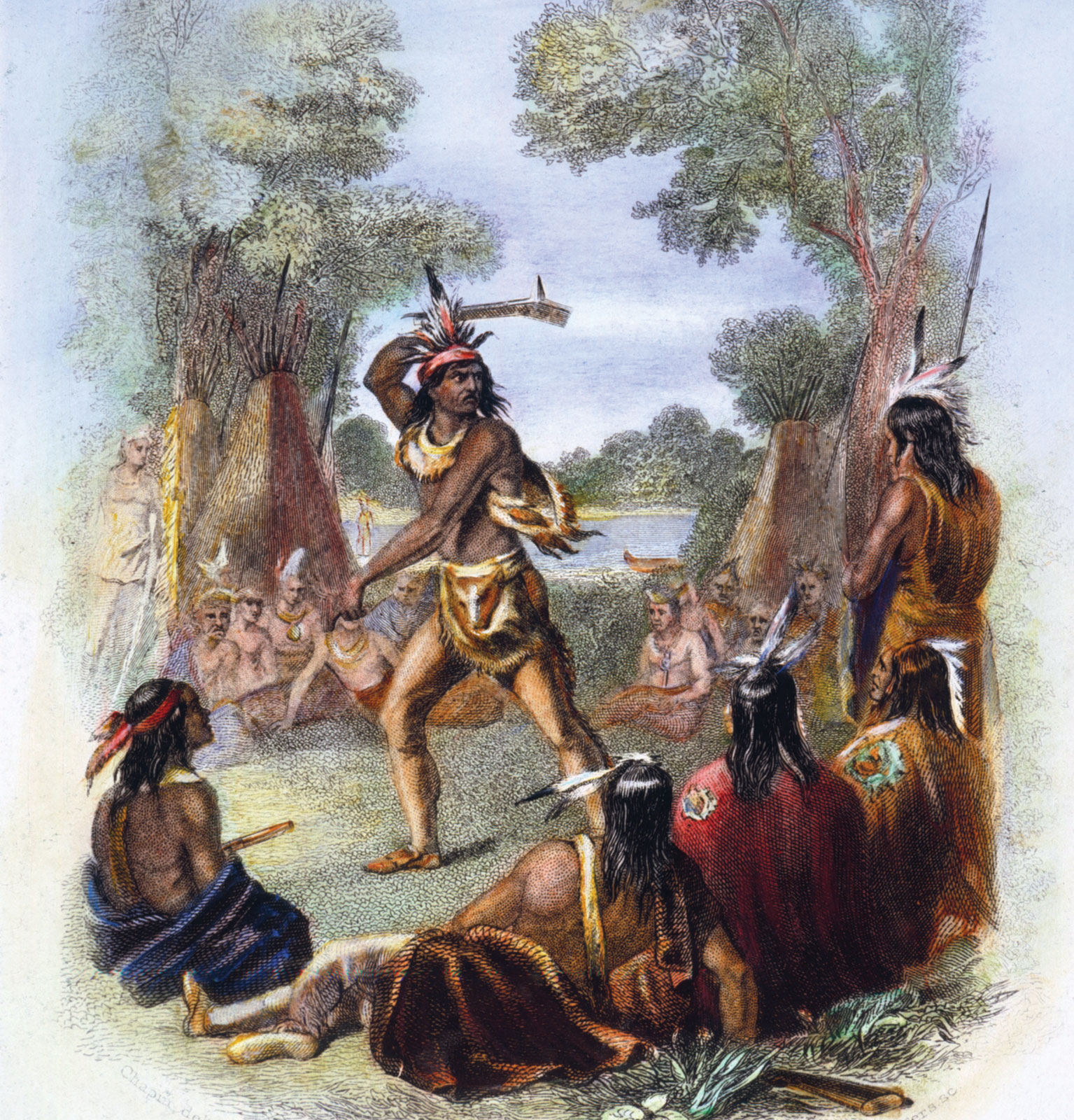
오브완디야그와 전쟁 회의

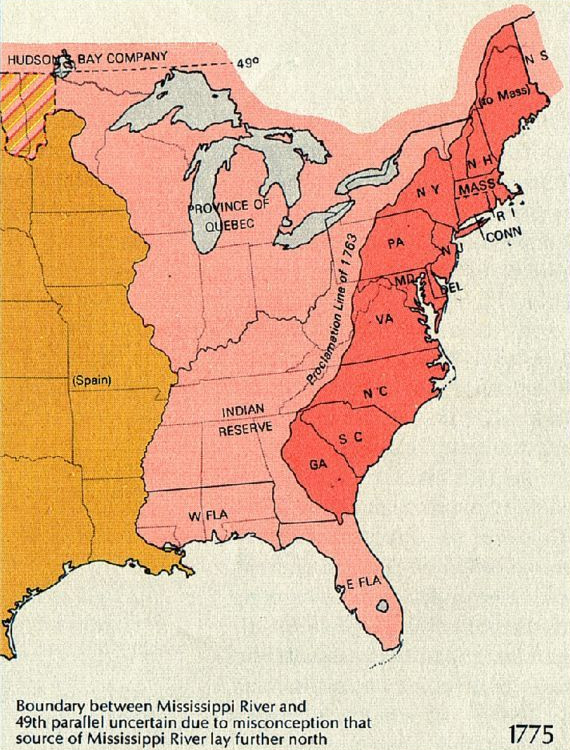
1775년 동부 북아메리카, 영국의 퀘벡 주 (분홍색), 인디언 보호구역 (분홍색), 대서양 연안 13개 식민지 내 유럽계 미국인 정착지 (빨간색), 1763년 선언으로 확정된 서부 국경 및 현재의 미국의 주 경계 포함

- 폰티액 전쟁은 오브완디야그 추장의 총 지휘 아래 오대호 지역의 미국 원주민 연맹에 의해 시작되었다. 이들은 이전에 프랑스와 동맹을 맺었지만, 애머스트 아래의 영국 정책에 불만족했다 (1763년 4월 25일 – 1766년 7월 25일).
- 1763년 선언은 프랑스로부터 새로 할양받은 영토에 대한 왕실 통제를 확립했으며, 일부 영국 식민지가 이 토지를 주장했다. 백인 정착민과 아메리카 원주민 간의 추가 폭력을 방지하기 위해, 이 선언은 미국 식민지의 서부 경계를 설정했다 (10월 7일). 미국 식민지들은 이를 아메리카 원주민 영토를 침범하여 서쪽으로 계속 확장할 수 있었던 자신들의 이전 권리에 대한 제한으로 보았다.
- 항해법 재강화 조지 그렌빌에 의해 7년 전쟁 이후 대영 제국에 대한 통일된 경제 통제를 재확립하려는 시도의 일환으로

### 1764년
- 설탕법은 미국 세금법으로도 알려져 있으며 (4월 5일) 수익을 늘릴 목적으로 통과되었고, 식민지에서 지폐 발행을 금지하는 통화 조례도 (9월 1일) 통과되었다. 이 법들은 프렌치 인디언 전쟁 이후의 경제 침체기에 발효되었으며, 식민지 주민들이 전쟁 부채 상환에 기여하도록 요구했고 식민지 시위를 촉발했다.

## 1765년–1774년

### 1765년

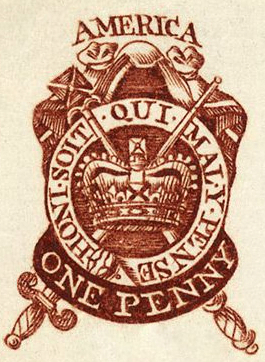
공식 1페니 우표

- 보스턴 사설 은행가이자 군사 계약자인 나다니엘 휠라이트의 파산. 그는 과들루프로 도주하여 17만 파운드의 미지급 부채를 남겨 보스턴 경제에 재앙을 초래했다.[6]

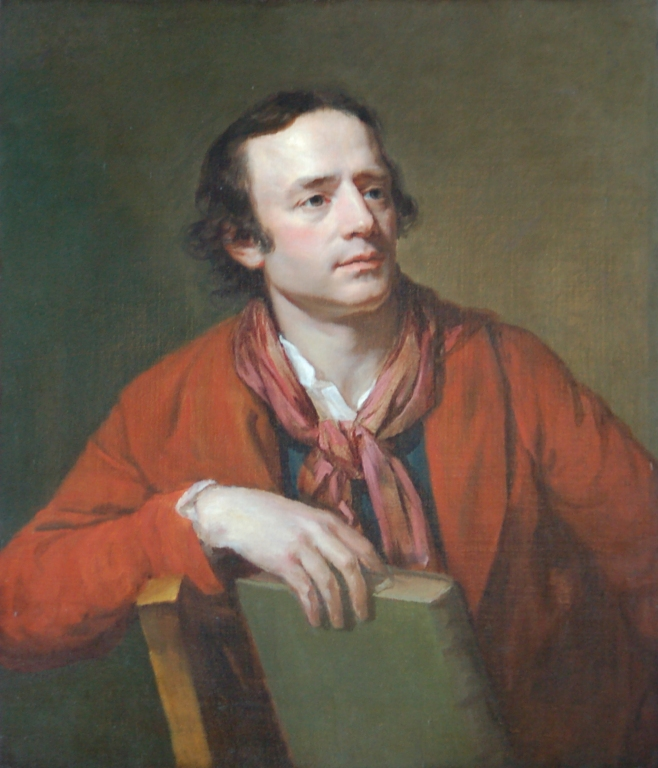
아이작 바레 대령, 국회의원

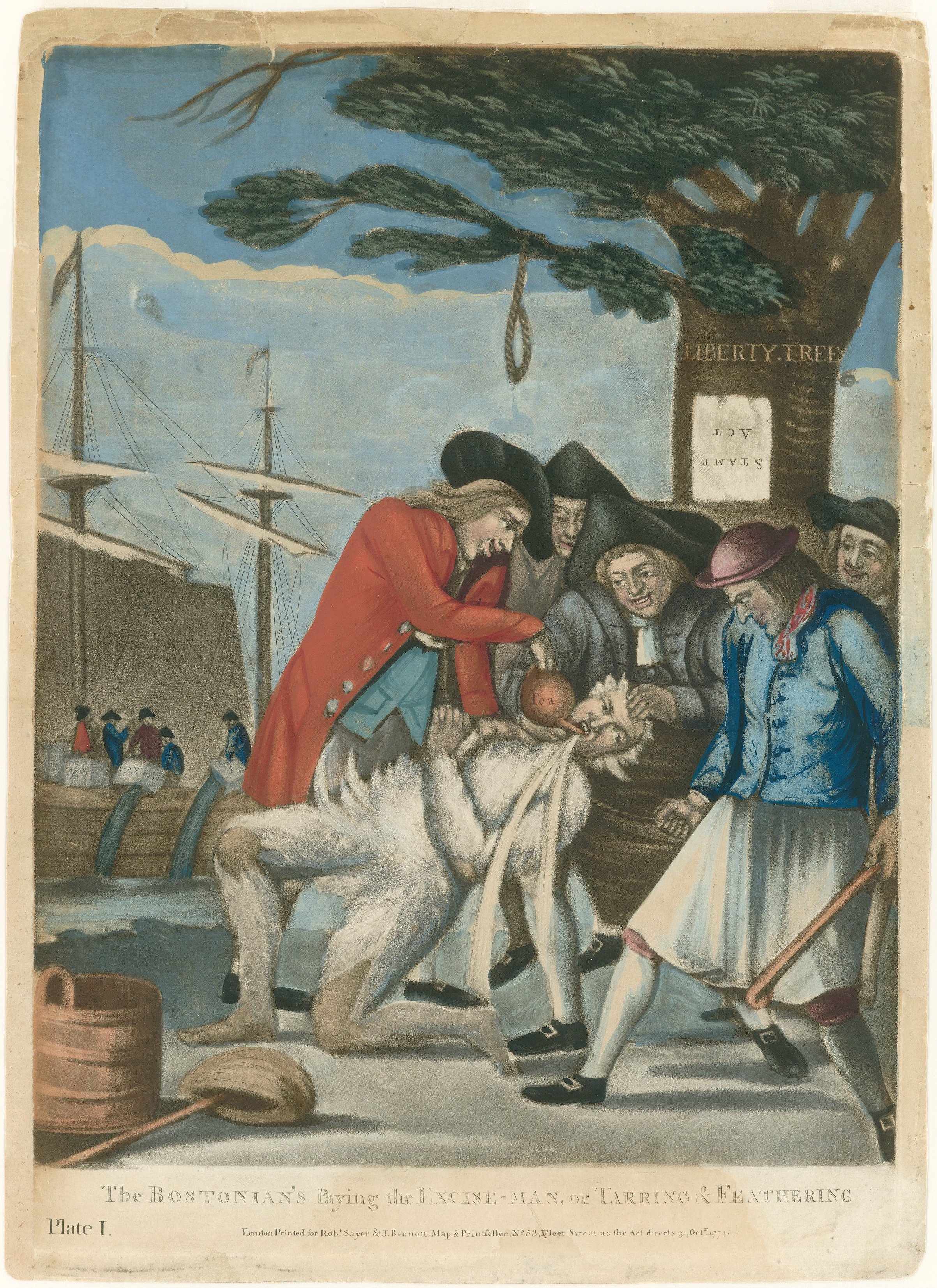
반 인지세법 선전

- 아이작 바레 대령, 아일랜드 국회의원은 인지세법 논쟁 중 의회에서 열정적인 연설로 미국 식민지 주민들을 옹호했다.[7]
- 인지세법은 (3월 22일) 의회에서 제정되어 통제를 강화하고 식민지 주민들을 통제하기 위해 아메리카에 주둔하는 병력 유지 비용을 충당하는 데 도움이 되도록 식민지에서 사용되는 많은 종류의 인쇄물에 세금을 부과했다. 이는 권리 침해로 간주되어 여러 식민지에서 폭력적인 시위를 촉발했다. 5월, 버지니아의 식민지 의회는 패트릭 헨리가 후원한 버지니아 결의안을 통해 영국법에 따라 버지니아 주민들은 자신들이 선출한 대표자들이 있는 의회에 의해서만 세금을 부과받을 수 있다고 주장했다.
- 병영법 (3월 24일), 13개 식민지에 영국군에게 주택, 식량 및 기타 보급품을 제공하도록 요구하는 의회법. 이 법은 대부분의 식민지에서 저항을 받거나 회피되었다. 1767년과 1769년에 의회는 뉴욕 식민지의 총독과 입법부가 이를 준수하지 못하자 그들을 정지시켰다.

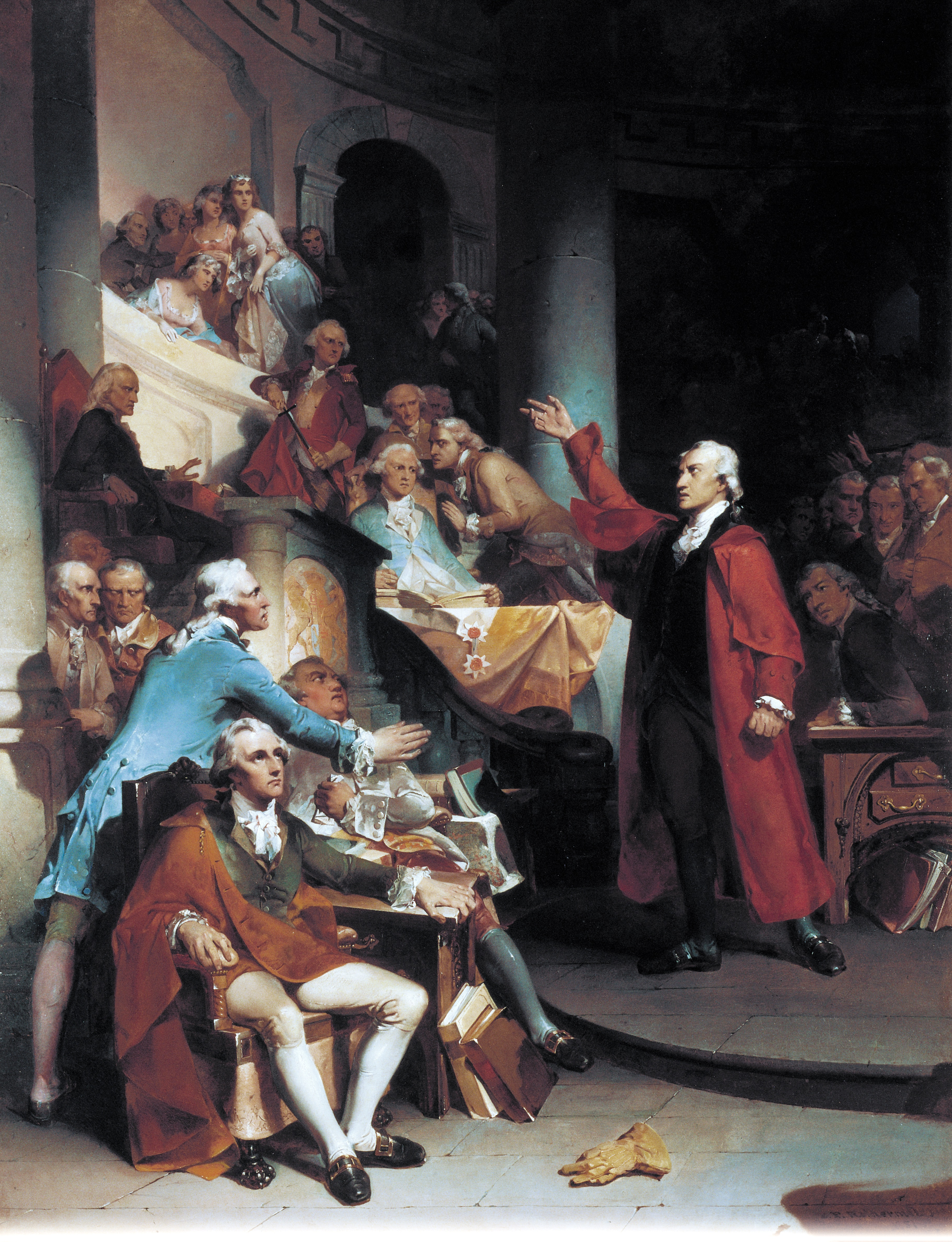
패트릭 헨리

- 버지니아 결의안 (5월 29일)은 식민지 의회에서 통과되었으며, 주로 패트릭 헨리가 작성했다. 이는 의회의 행동에 맞서 식민지 권리를 옹호했으며, 식민지에 널리 배포되었다.
- 보스턴에서 자유의 아들들 결성, 이름은 국회의원 아이작 바레의 연설에서 따왔으며, 새뮤얼 애덤스가 주도적인 역할을 했다.
- 인지세법 회의, 9개 식민지 대표들이 모여 (10월 19일) 권리 및 불만 선언을 채택하고 의회와 국왕에게 법률 폐지를 청원했다.

### 1766년

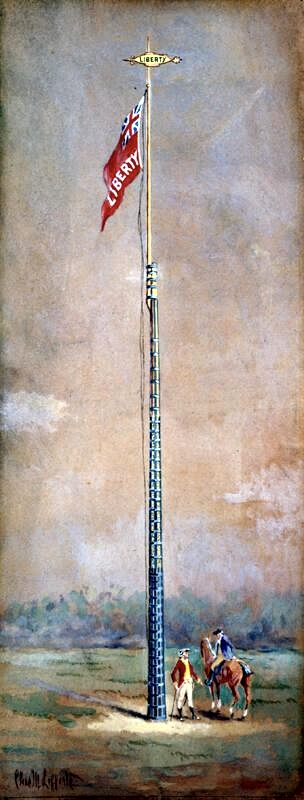
자유의 기둥, 뉴욕시

- 제1대 채텀 백작 윌리엄 피트가 수상으로 취임 (7월 31일), 1768년까지 재임.
- 인지세법 폐지 의회에 의해. 선언법 동시에 발행되어 의회의 "모든 경우에 있어서 아메리카 식민지와 사람들을 구속하는 법률과 법규를 제정할 완전한 권력과 권위"를 주장. 이는 전통적으로 권한을 가졌던 각 식민지의 입법부의 행동을 무효화하기 위해 고안되었다 (3월 18일).
- 자유의 기둥은 인지세법 폐지를 축하하며 뉴욕 시 커먼스에 세워졌다 (5월 21일). 이 기둥과 다른 기둥들의 제거 및 자유의 아들들에 의한 교체를 둘러싸고 영국 수비대와의 산발적인 충돌이 1775년 뉴욕 식민지가 혁명적인 뉴욕 주 의회의 통제 하에 들어갈 때까지 계속되었다.

### 1767년

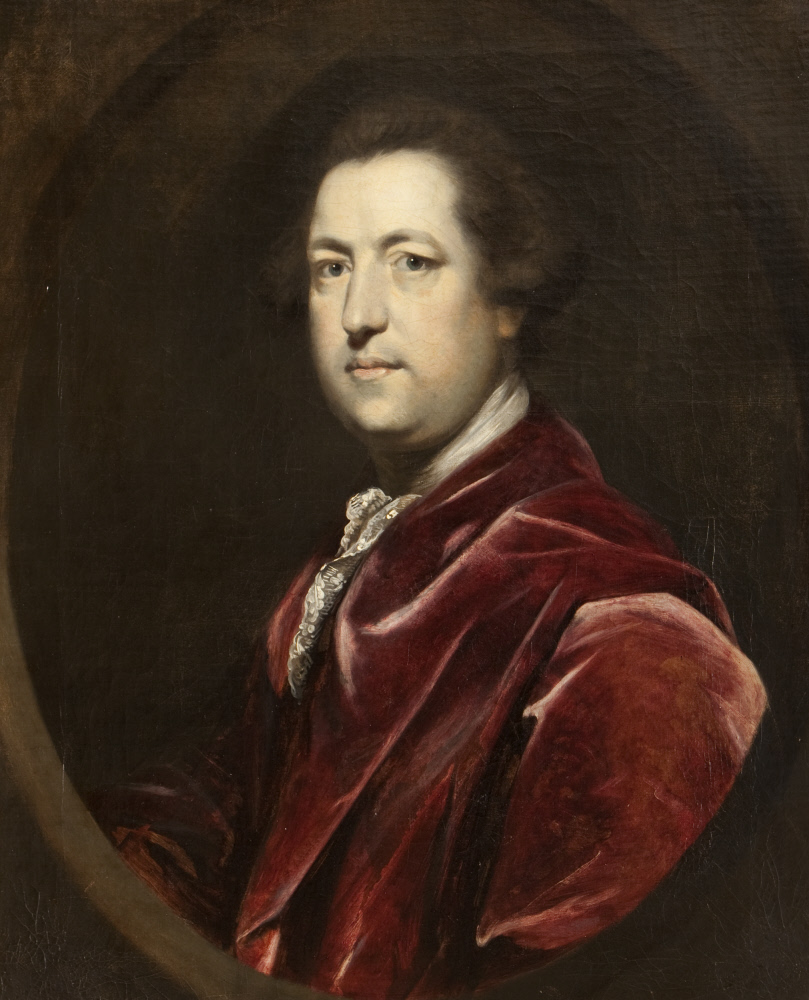
찰스 타운젠드

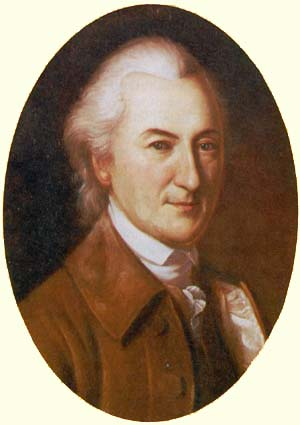
존 디킨슨 (1732년)

- 타운젠드 법 – 인지세법 폐지 이후 아메리카 식민지에 세금을 부과할 의회의 권리를 재차 주장하며, 차를 포함한 아메리카로 수입되는 많은 품목에 관세를 부과했다 (6월 29일). 의회에 어떠한 대표권도 부여받지 못한 미국 식민지 주민들은 이 법안들을 권력의 명백한 남용으로 강력히 비난했다.
  - 1767년 6월 29일 수익법 통과.
  - 1767년 6월 29일 세관 위원법 통과.
  - 1767년 7월 2일 면책법 통과.
  - 1767년 7월 2일 뉴욕 제한법 통과.
  - 1768년 3월 8일 해군 재판소법 통과.
- 존 디킨슨 (1732년)의 펜실베이니아 농부로부터의 편지는 타운젠드 법에 대한 응답이다.

### 1768년

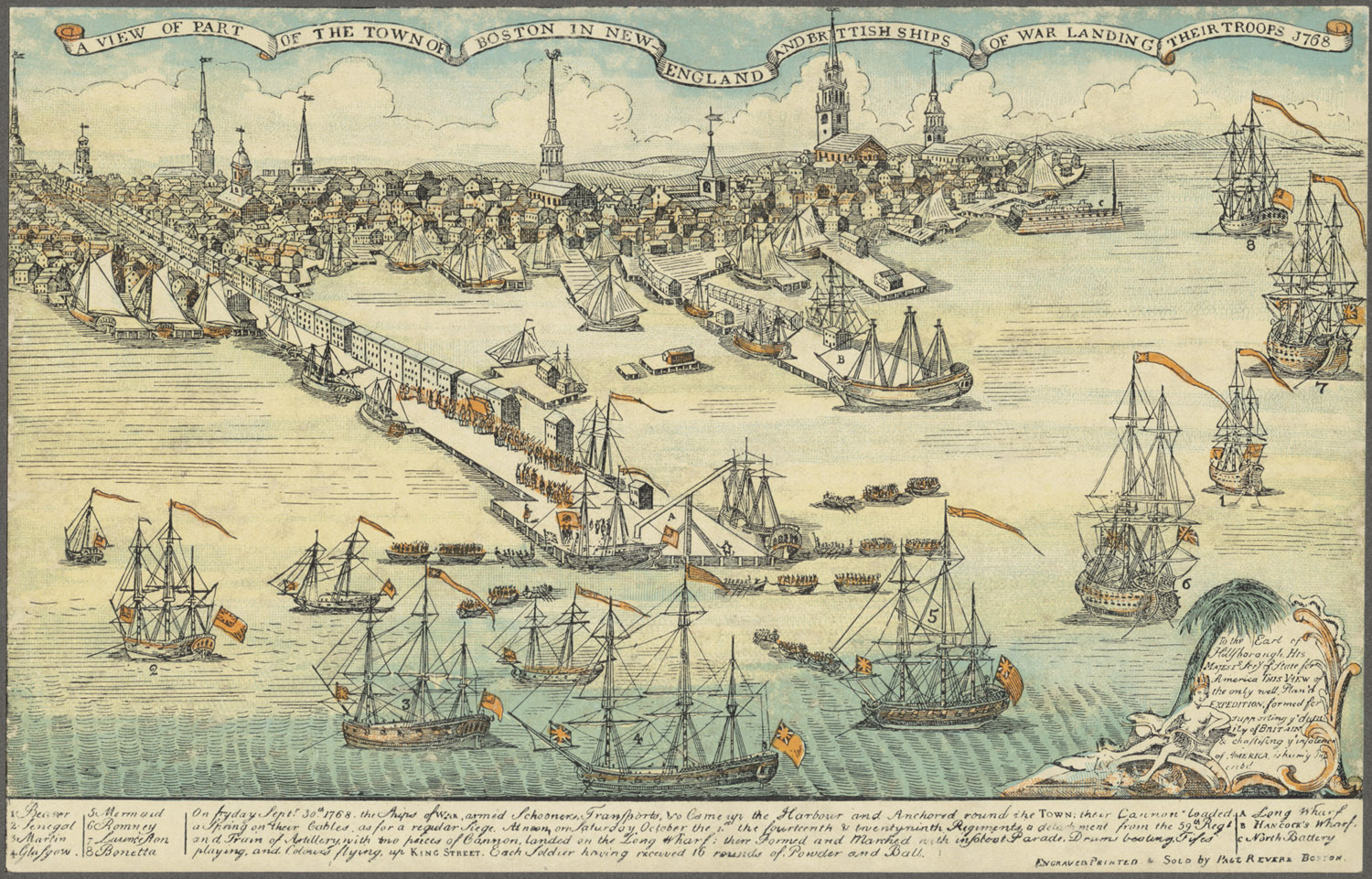
보스턴 항구 1768년, 폴 리비어의 영국 전함이 보이는 판화

- 매사추세츠 회람서한 (2월) 새뮤얼 애덤스는 타운젠드 법이 위헌이라고 주장한다. 영국 식민지 장관은 식민지 총독들에게 서한 지지를 중단하라고 명령한다. 그는 또한 매사추세츠 총독에게 식민지 의회가 서한을 철회하지 않으면 총회를 해산하라고 명령한다. 월말까지 뉴햄프셔주, 코네티컷주, 뉴저지주 의회는 서한을 지지했다.

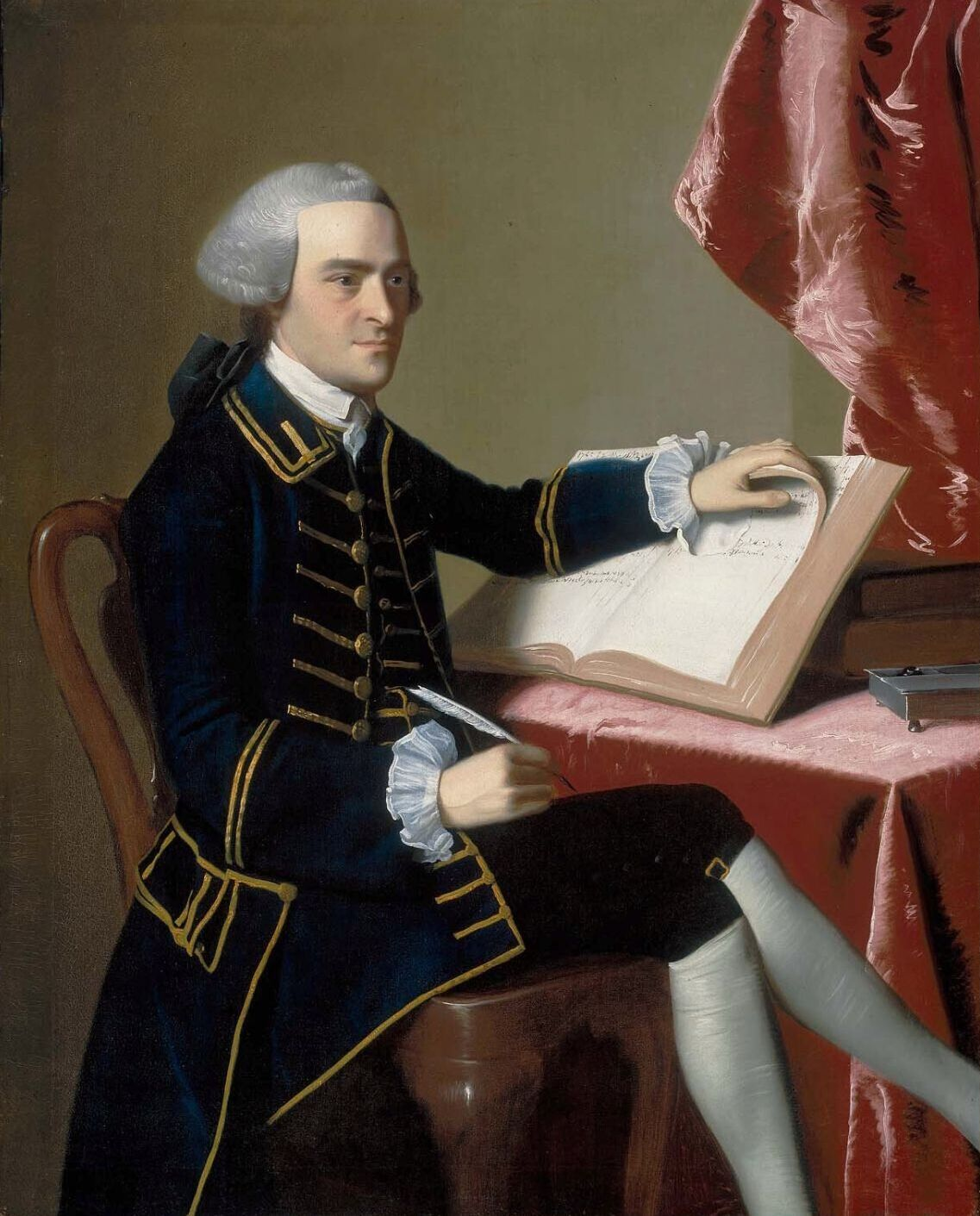
존 핸콕, 리버티의 소유자

- 리버티 폭동 (6월 10일) 보스턴에서 세관원이 밀수 혐의로 존 핸콕의 선박 리버티를 압류하자 폭도들이 세관원을 공격하는 폭력 사태가 발생했다. 영국은 질서를 잡기 위해 50문의 대포를 장착한 전함을 보스턴 항구에 보내 점령했다.

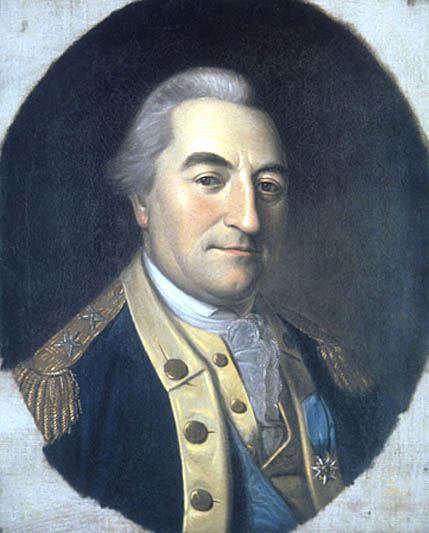
요한 데 칼프

- 매사추세츠 왕실 총독이 의회를 해산 (7월), 의회가 새뮤얼 애덤스의 회람 서한을 철회하라는 그의 명령을 거부한 후. 8월, 보스턴과 뉴욕의 상인들은 타운젠드 법이 폐지될 때까지 대부분의 영국 상품 불매 운동에 동의했다. 9월, 보스턴의 타운 회의에서 주민들은 스스로 무장할 것을 촉구받았다. 9월 말, 더 많은 영국 전함들이 보스턴 항구로 항해해 들어왔다. 영국 정규 보병 2개 연대가 보스턴에 상륙하여 영구적인 군사 점령을 시작했다.
- 프랑스는 군 장교 요한 데 칼프를 영국에 대한 미국의 저항을 평가하기 위한 비밀 임무에 파견했다. 그는 나중에 대륙군 장군이 되어 전투에서 사망했다.

### 1769년
- 한 현지 자유의 아들인 알렉산더 맥두걸이 익명으로 "뉴욕 시와 식민지의 배신당한 주민들에게"라는 선언문을 발행했다 (12월 16일).

- 핸콕의 몰수된 선박은 로드아일랜드에서 영국 해군 선박으로 개조되어 HMS 리버티로 재명명되었고, 이후 로드아일랜드 해안을 순찰하며 관세 위반을 단속하는 데 사용되었다. 1769년 7월 19일, 윌리엄 레이드 선장의 지휘 아래 리버티호의 승무원들은 뉴 런던 선장 조셉 팩우드를 가로막고 코네티컷 선박 두 척을 뉴포트로 압류 및 견인했다. 이에 대한 보복으로 팩우드와 로드아일랜드 주민 폭도들이 레이드를 마주했고, 리버티호에 승선하여 침몰시키고 나중에 뉴포트 항구의 염소섬 북쪽 끝에서 불태웠다. 이는 영국 왕실에 대한 미국인들의 최초의 공개적인 저항 행위 중 하나였다.

### 1770년

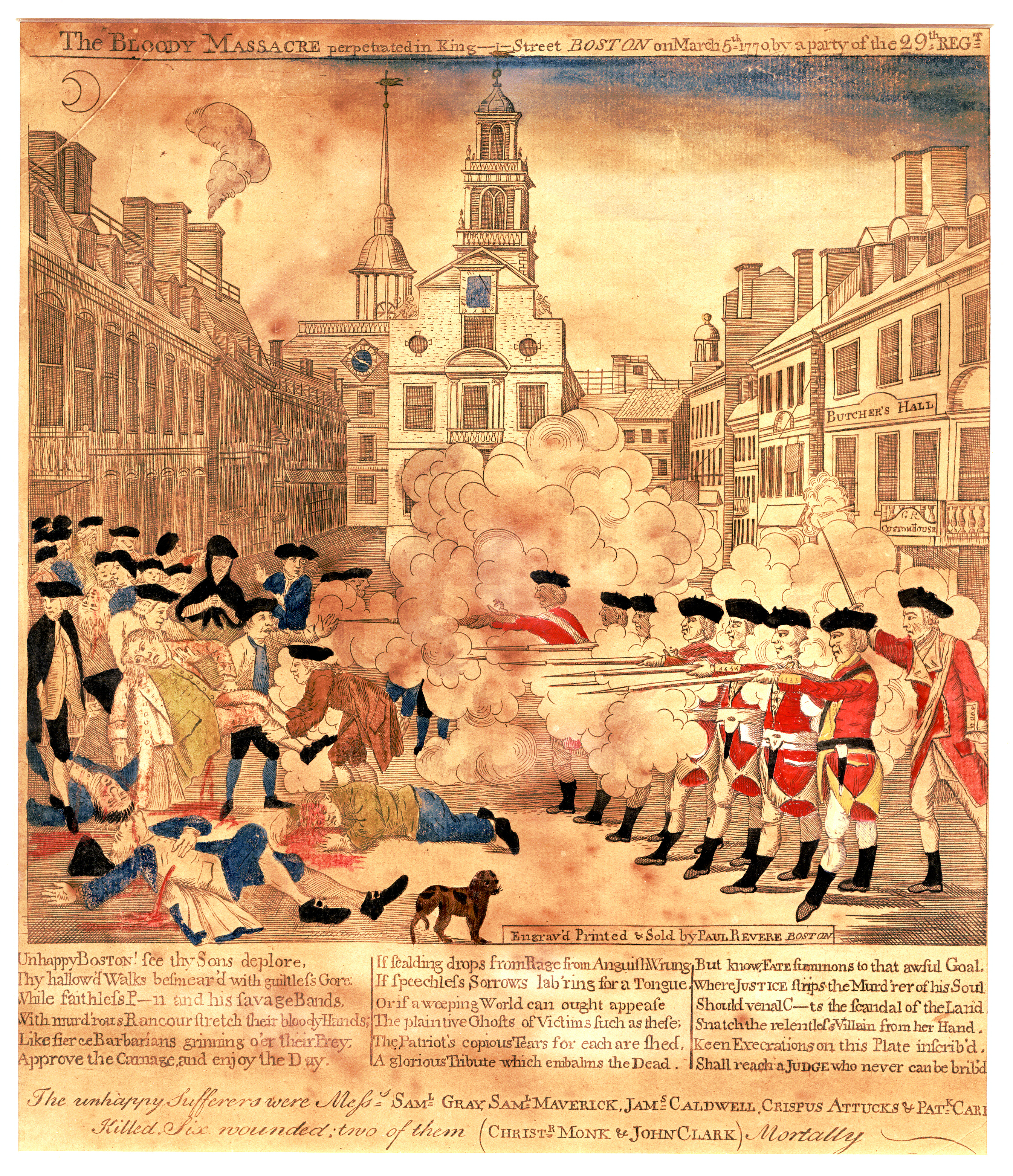
보스턴 학살, 애국자 폴 리비어의 판화

- 뉴욕에서 황금 언덕 사건 발생, 자유의 아들들 연루. 영국군이 민간인에게 부상을 입혔고, 1명 사망 (1월 19일).
- 노스 경이 영국 총리가 되다 (1월 28일), 1782년까지 재임, 사실상 전쟁 전 기간.
- 크리스토퍼 사이더 총격 사건 (2월 22일)
- 보스턴 학살 (3월 5일), 300~400명의 보스턴 시민들에게 괴롭힘을 당하던 소수의 영국군 병사들이 민간인에게 발포하여 5명 사망.

### 1771년
- 앨러맨스 전투 노스캐롤라이나주에서 (5월 16일).

### 1772년
- 1769년과 1772년 사이에 익명으로 작성된 정치적 글 모음인 유니우스의 편지가 런던에서 출판되었다. 한 편지에서는 왕에게 "한 혁명으로 얻은 왕좌는 다른 혁명으로 잃을 수 있음을 기억하라"고 경고한다.

- 새뮤얼 애덤스가 통신위원회를 조직

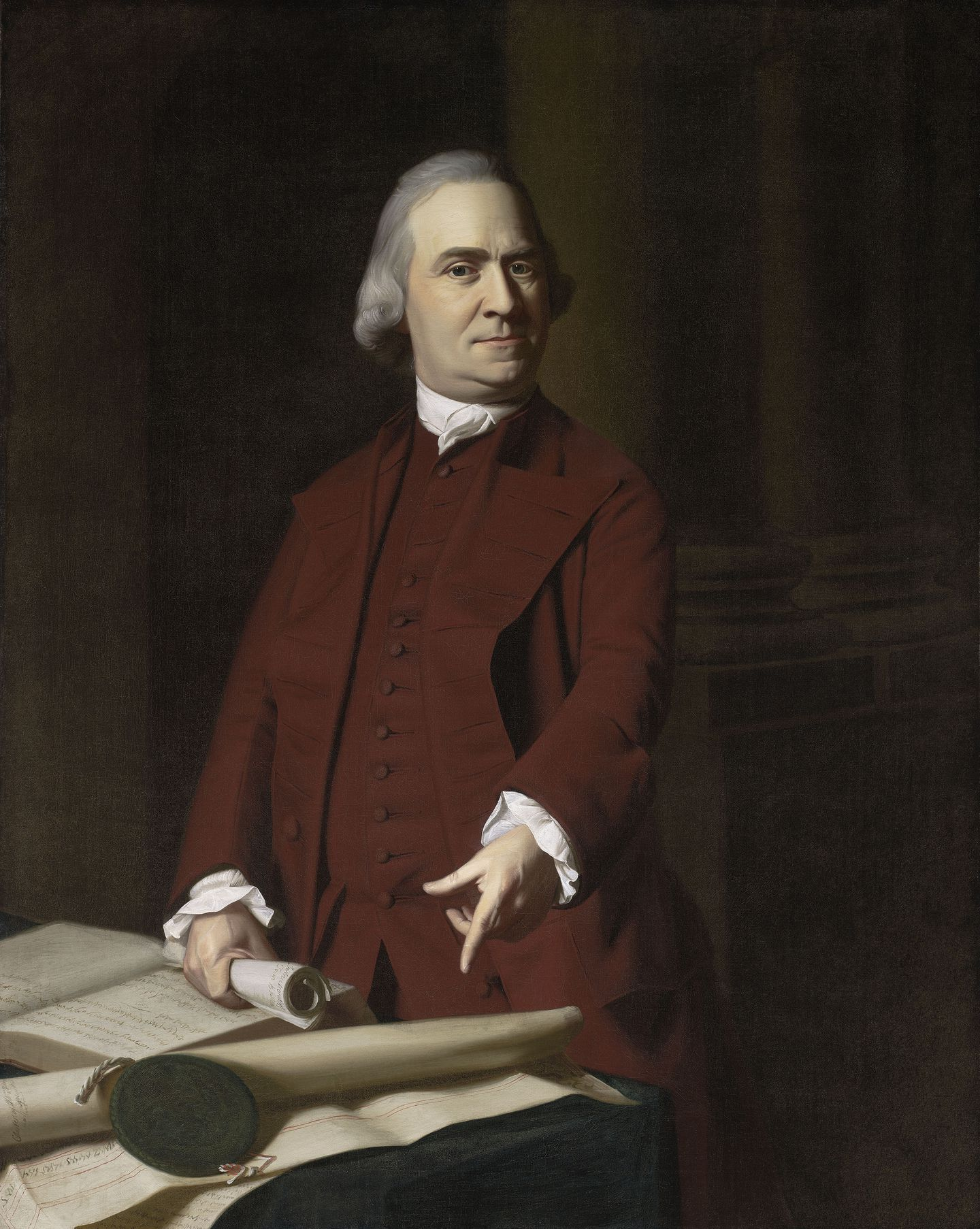
새뮤얼 애덤스

- 파인 트리 폭동 (4월 13일–14일), 뉴햄프셔 식민지 주민들의 왕실 소나무 벌채 규제 저항.
- 테네시가 될 지역의 와타우가 협회가 독립을 선언했다 (5월).
- 개스피 사건 (6월 9일)

### 1773년

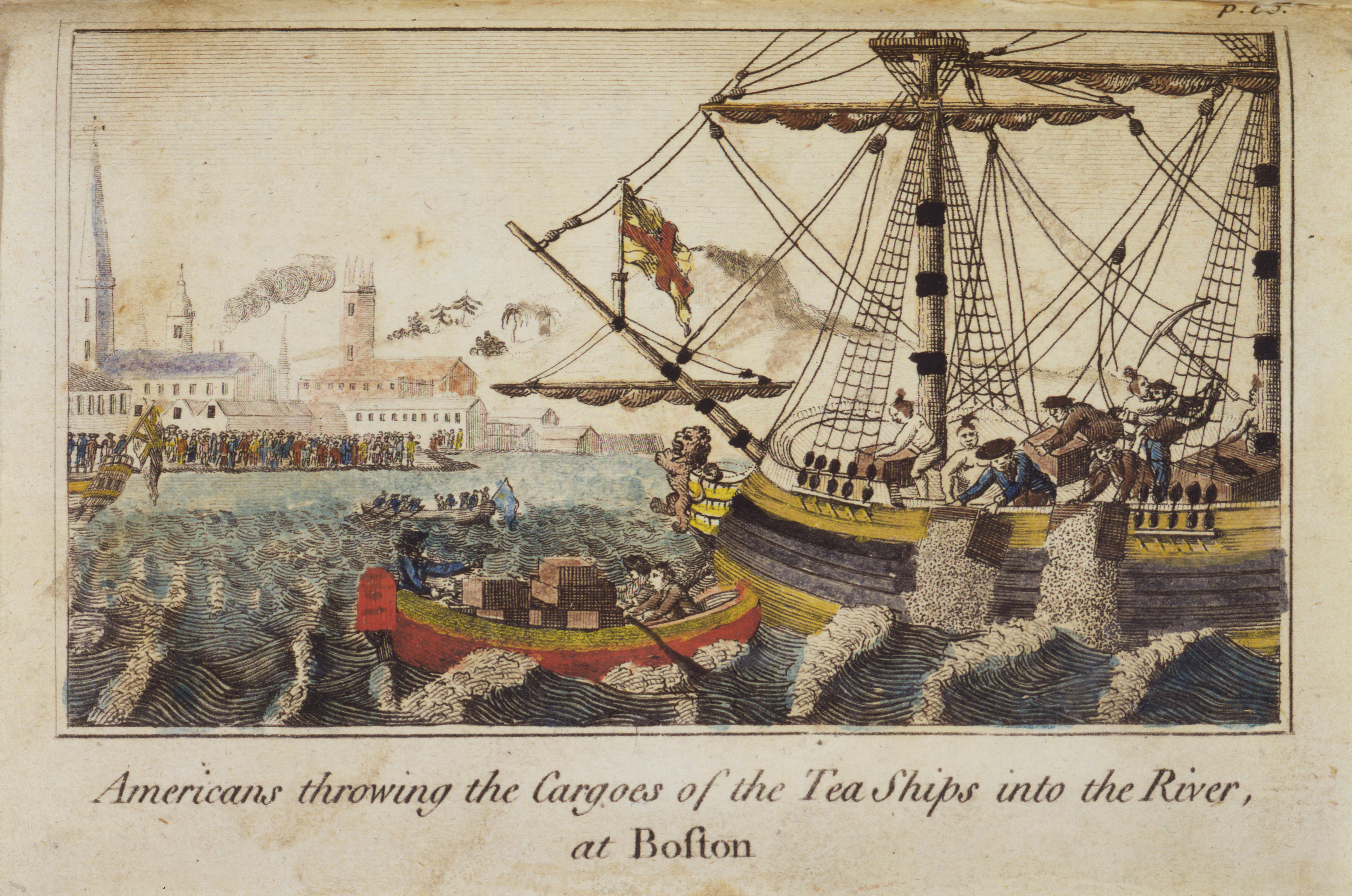
보스턴 차 사건

- 제임스 리빙턴의 뉴욕 가제트 출판 시작 (4월 22일).
- 차법이 의회에서 통과되어 식민지들이 차를 오직 영국 동인도 회사로부터만 구매하도록 강제했으며, 이제 다른 모든 공급원은 불법으로 간주되었다 (5월 10일).
- 뉴욕의 현지 자유의 아들들이 뉴욕 자유의 아들들 협회를 발행했다 (12월 15일).
- 모든 주요 항구의 식민지 주민들은 차가 상륙하는 것을 거부했다.
- 보스턴 차 사건 (12월 16일)

### 1774년
- 매사추세츠의 런던 주재 대리인 벤저민 프랭클린은 의회 앞에서 조롱당한다 (1월 29일).[8]
- 던모어 경의 전쟁 (5월–10월)
- 토머스 게이지 장군이 매사추세츠의 군사 총독으로 임명 (5월 13일), 민간인 총독 토머스 허친슨 (총독)을 교체
- 영국 의회가 일련의 법안을 통과시켰는데, 식민지에서는 이를 참을 수 없는 법이라고 불렀으며, 보스턴 차 사건에 대한 보스턴을 처벌하기 위함이었다. 여기에는 다음이 포함된다:

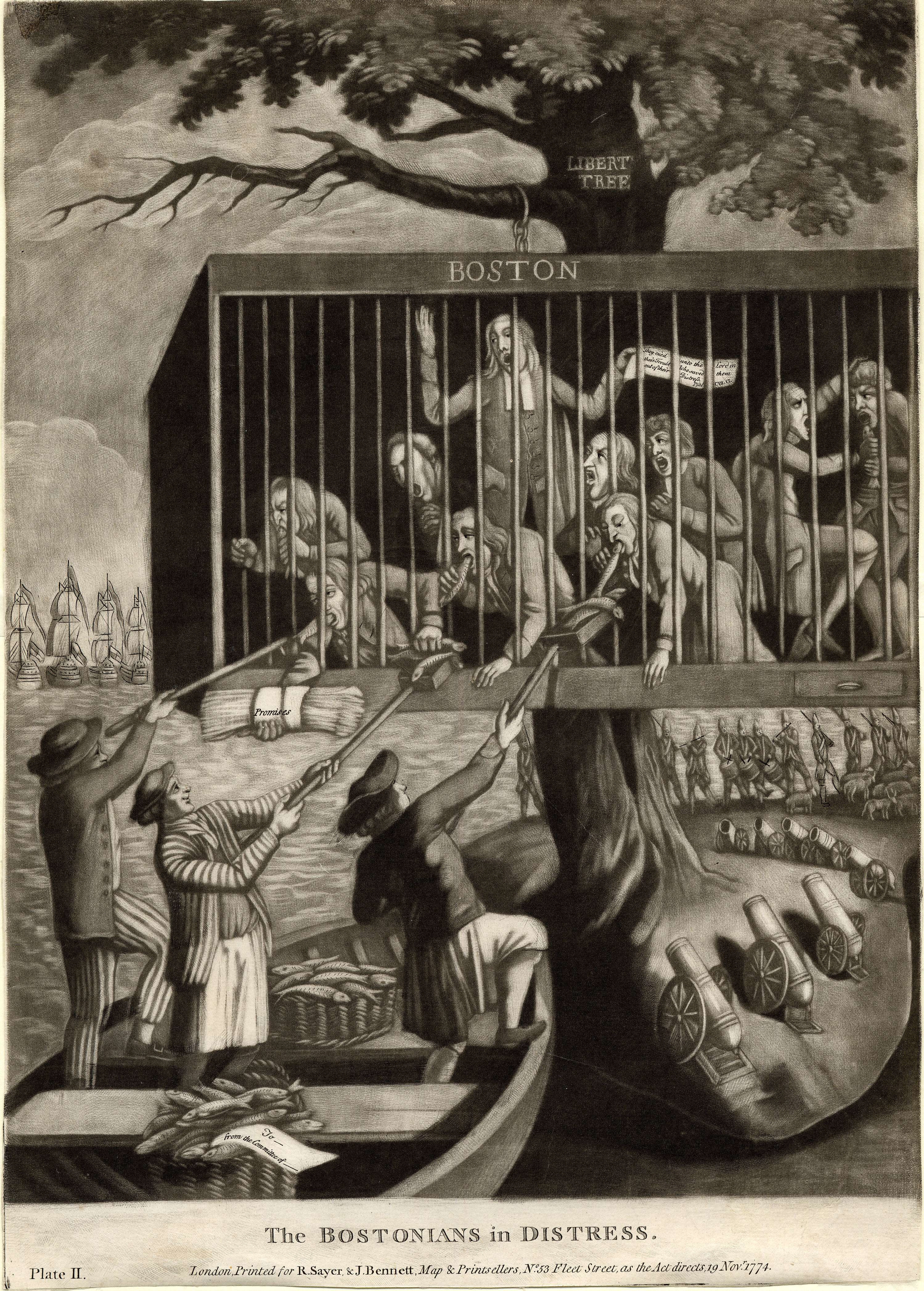
보스턴 항만법 이후 "궁지에 몰린 보스턴 시민들"

- - 보스턴 항만법 (3월 31일) – 항구 폐쇄
  - 1774년 사법법 (5월 20일)
  - 매사추세츠 정부법 (5월 20일)
  - 두 번째 병영법 (6월 2일)
  - 퀘벡 법 (6월 22일)은 프렌치 인디언 전쟁에서 프랑스로부터 얻은 영토의 통치 조건을 설정했다. 프랑스 민법과 정부 제도의 지속, 그리고 가톨릭의 관용이 포함되었다. 영토 경계는 오하이오 계곡을 통과하여 확장되었는데, 버지니아, 펜실베이니아, 코네티컷 식민지들은 자신들의 헌장에 따라 이 지역을 주장했으며, 아메리카 원주민의 주장을 무시하고 백인 정착민들에게 토지 판매를 통해 이익을 얻을 것으로 예상했다.

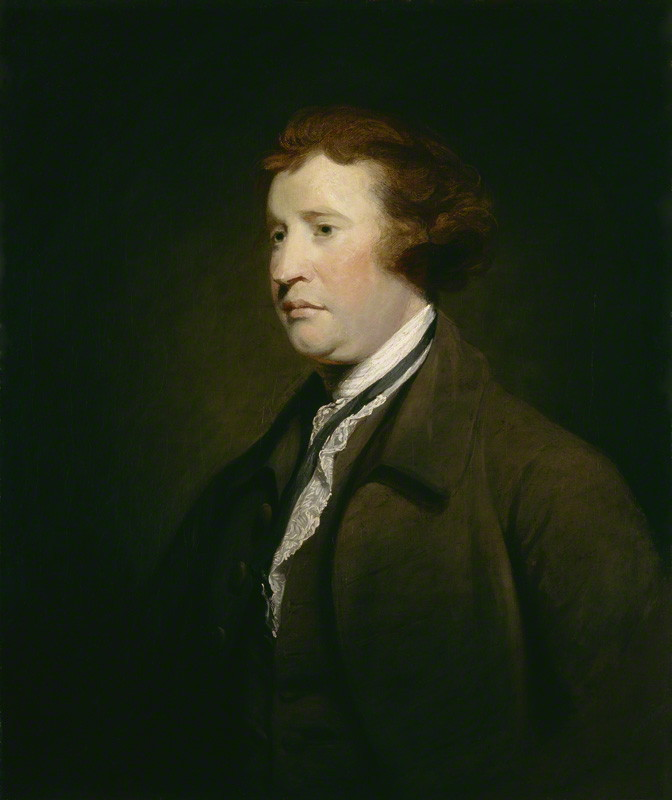
에드먼드 버크

- 앵글로아일랜드인 국회의원 에드먼드 버크는 의회에서 미국 세금에 관하여 연설을 통해 타운젠드 법의 폐지를 요구하며, 미국인들에 대한 가혹하고 징벌적인 정책이 잘못되었고 역효과를 낳을 것이라고 경고했다. 그는 이 연설을 인쇄하여 널리 배포했다.

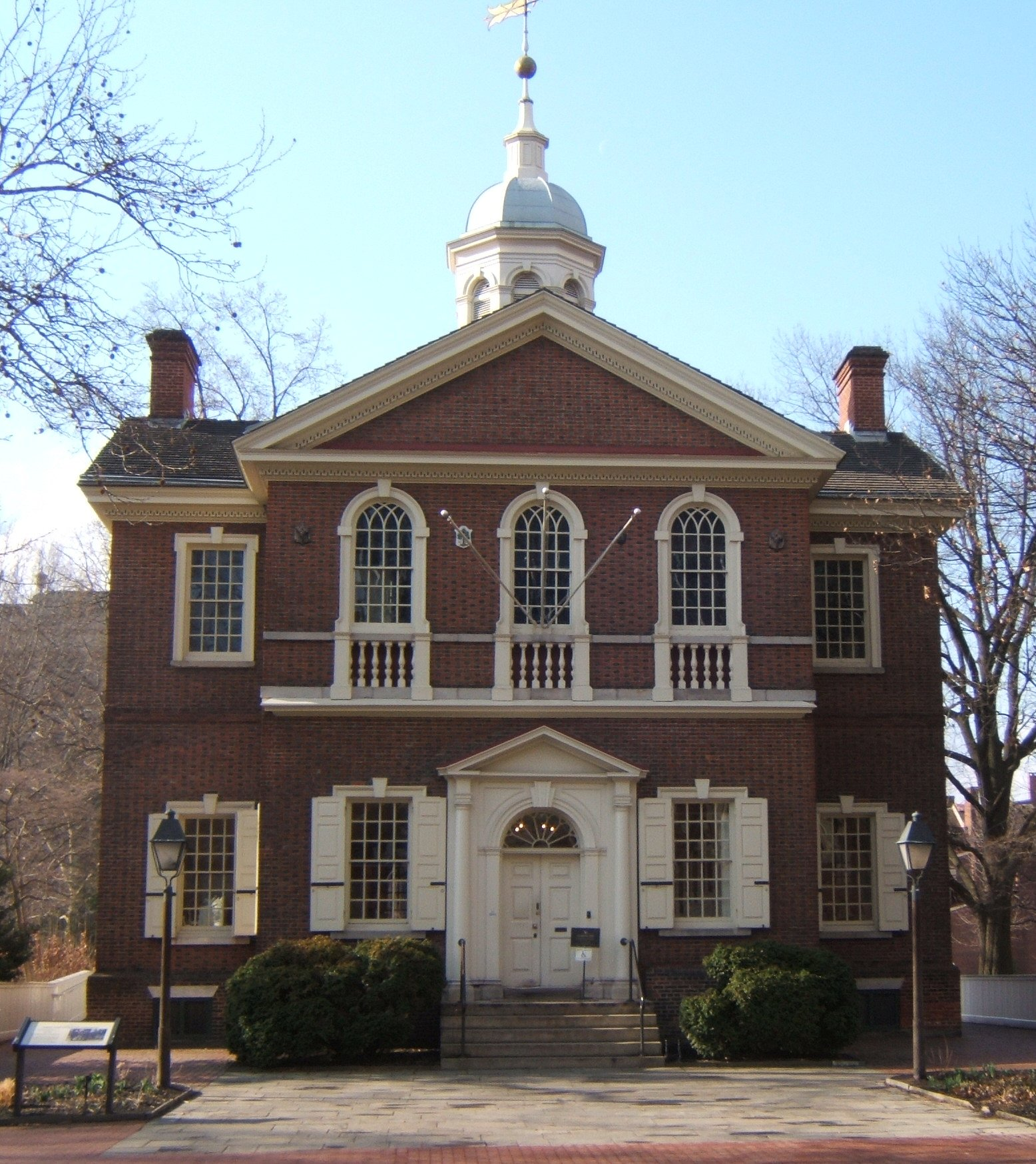
제1차 대륙회의가 열렸던 목수의 전당

- 화약 경보, 게이지 장군의 케임브리지 화약고 비밀 습격 (9월 1일)
- 제1차 대륙회의, (9월 5일 – 10월 26일); 12개 식민지에서 대표 파견; 주요 조치:
  - 조지프 갤러웨이의 연합 계획은 1774년 9월에 논의되었으며, 미국 식민지를 위한 대평의회 창설을 요구했다. 각 식민지는 대평의회에 대표를 파견하고 대영 제국 내에서 권력을 행사하며 유지할 수 있게 된다. 이는 대륙회의에서 거부되었다.[9]
  - 제1차 대륙회의의 선언 및 결의안, 권리 선언으로도 알려져 있음 (10월 14일)[10]
  - 대륙 협회 설립 (10월 20일)[11]
  - 국왕에게 보내는 탄원 (10월 26일) 참을 수 없는 법 폐지 요청; 조지 3세에게 보내졌지만, 1688년 이후 군주는 이 법들을 통과시킨 의회와 독립적으로 행동할 수 없었다.
- 서퍽 결의안, 서퍽군 (매사추세츠주) (9월 9일)
- 아나폴리스에서 영국 차 상륙을 보이콧하라는 요청에 반하여 페기 스튜어트호가 불태워졌다 (10월 19일), "애너폴리스 차 사건"
- 윌리엄과 메리 요새 포위전 (12월 14일)
- 그리니치 차 사건 (12월 22일)

## 미국 독립 전쟁, 1775년–1783년

### 1775년
- 화해 결의 (2월 27일) 의회에서

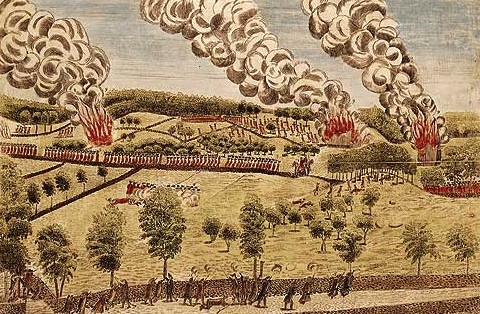
렉싱턴 전투

- 1775년 제한법 (3월 30일)은 식민지를 분할하기 위해 고안되었으며, 뉴잉글랜드 식민지가 영국과 아일랜드 외 다른 국가와 무역하는 것을 제한했고, 뉴잉글랜드 주민들의 어업 접근을 제한했다.
- 폴 리비어의 밤샘 질주 (4월 18일)
- 렉싱턴 콩코드 전투, (4월 19일) 영국 정규군과 매사추세츠 시민 민병대 간의 소규모 교전으로, 미국 독립 전쟁의 무력 충돌 발발
- 보스턴 포위전 (1775년 4월 19일 – 1776년 3월 17일), 보스턴 항구의 영국군에 대한 미국군의 봉쇄로, 다른 식민지들의 지원을 얻어 영국군 철수로 종료되었다.
- 화약 사건, 버지니아 (4월 21일)
- 뉴욕 무기고 습격 (4월 23일)
- 뉴욕 스케네스버러 (현재 화이트홀 (뉴욕주))가 사무엘 헤릭 중위에 의해 점령되었다 (5월 9일).
- 타이컨더로가 요새 점령 뉴욕 북부에서 이선 앨런, 베네딕트 아널드와 그린 마운틴 보이스에 의해 (5월 10일), 미국군의 승리로 심리적으로 큰 힘이 되었을 뿐만 아니라, 그들이 포획한 대포를 보스턴으로 옮겨 영국군이 보스턴을 철수하고 뉴욕시로 재배치하도록 강제하는 데 결정적인 역할을 했다.

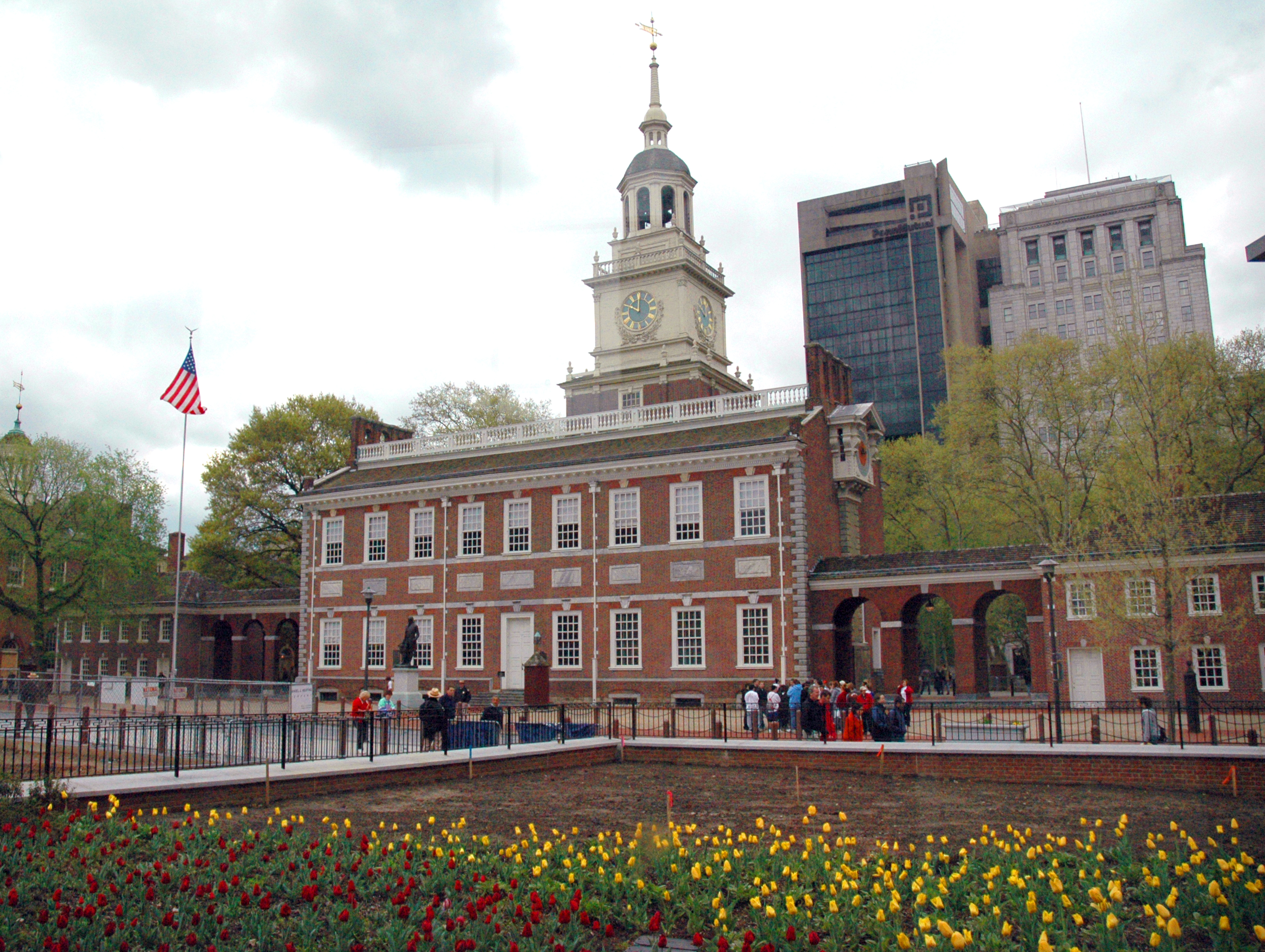
필라델피아 독립기념관 (미국), 제2차 대륙회의가 열린 곳

- 제2차 대륙회의는 예정대로 회의를 시작했다 (5월 10일). 이 회의는 민병대를 모집하고, 전략을 지휘하고, 외교관을 임명하고, 무기 들고 일어설 필요와 원인 선언과 올리브 가지 청원서와 같은 청원서를 작성함으로써 혁명 전쟁 초기에 사실상의 연방 정부 역할을 했다. 다음 해 의회가 독립선언을 만장일치로 채택했을 때 13개 식민지 모두가 대표되었다.
- 첼시 크릭 전투, 매사추세츠 (5월 27일–28일). 미국군의 승리, 식민지군에 의한 최초의 영국 해군 함정 포획.
- 마키아스 전투 (6월 11일–12일)
- 대륙육군 의회에 의해 창설 버지니아의 조지 워싱턴이 총사령관으로 (6월 14일)

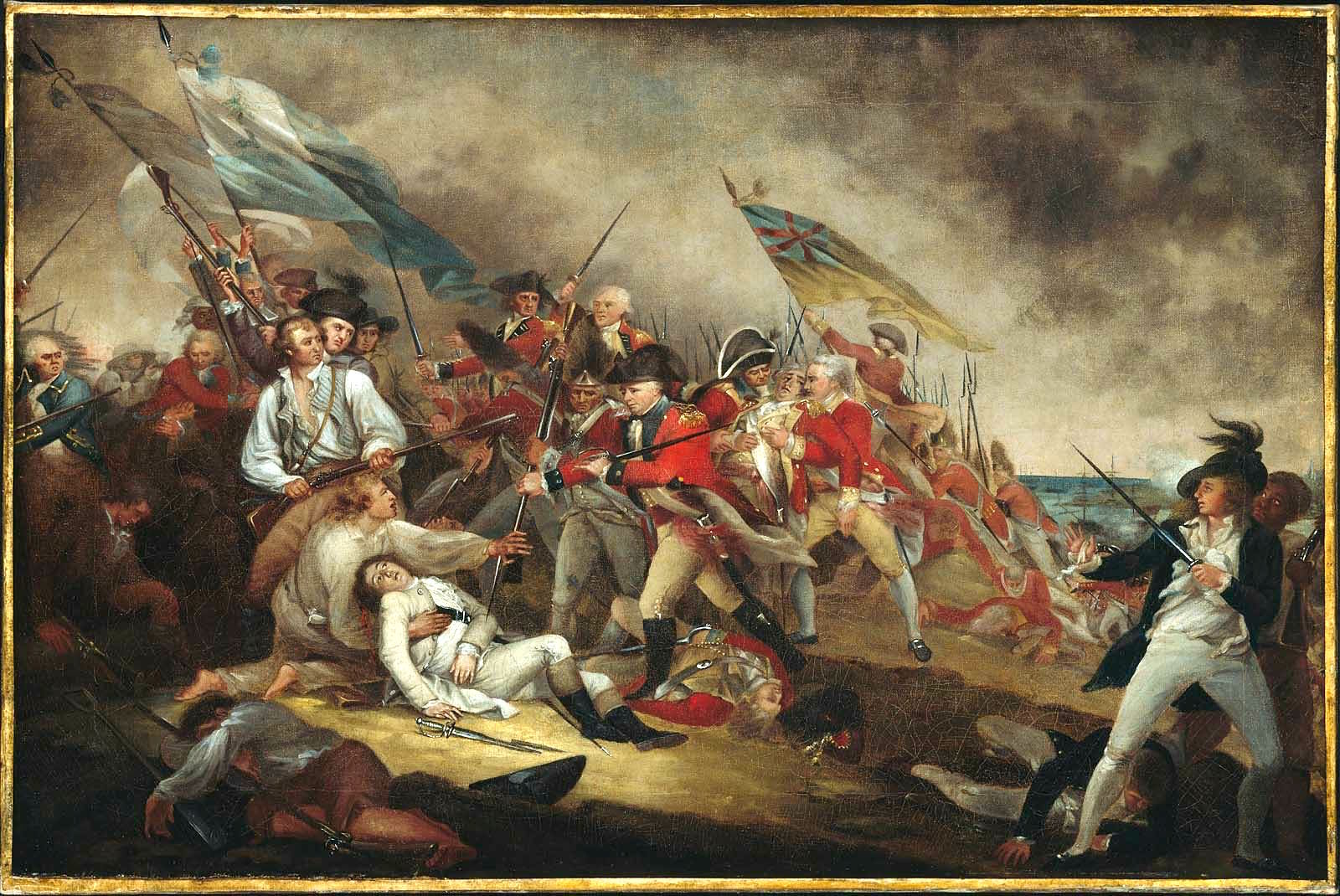
벙커 힐 전투, 보스턴

- 벙커 힐 전투, 보스턴 (6월 17일), 영국군의 대규모 병력 손실을 입은 피로스의 승리

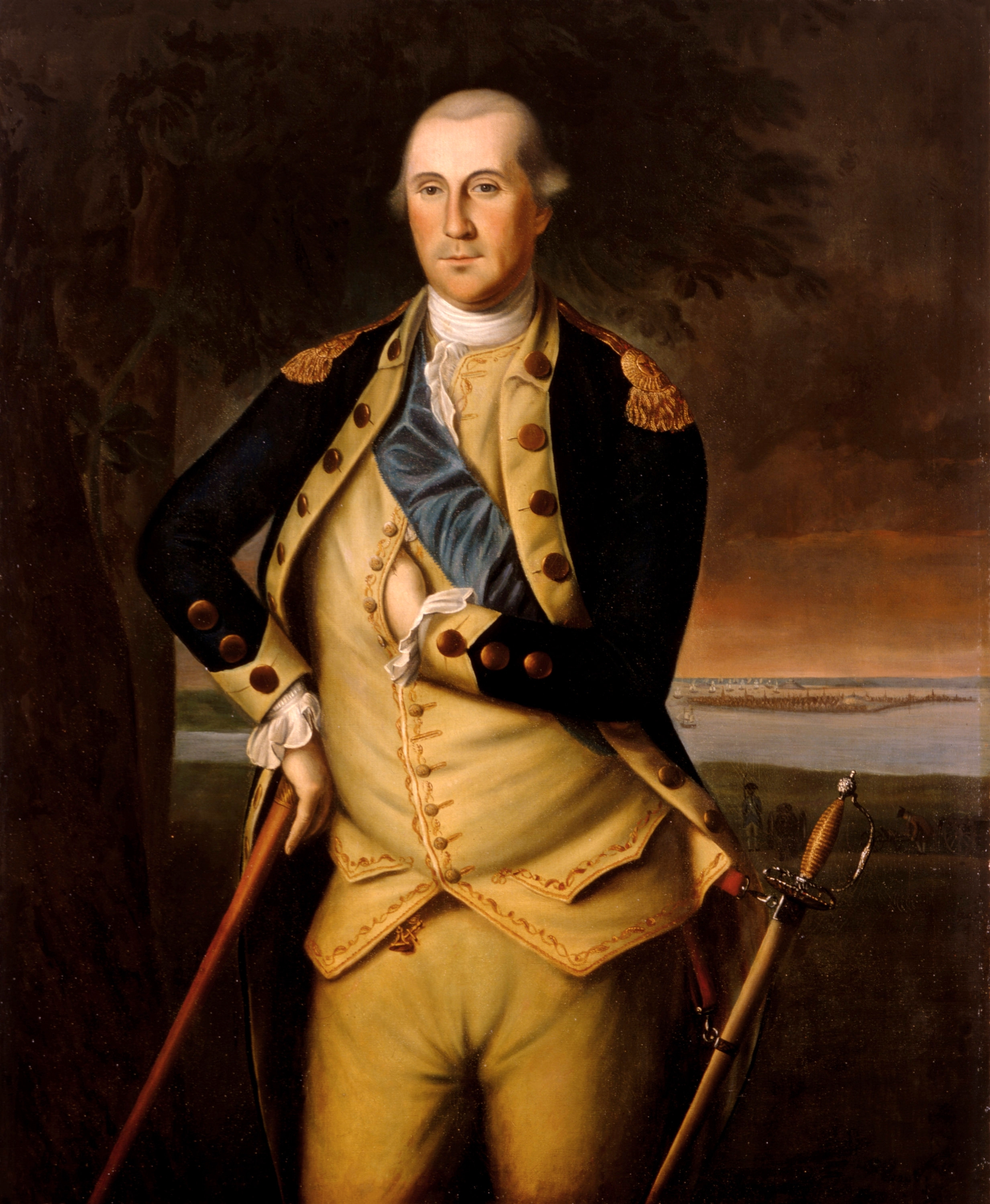
조지 워싱턴

- 워싱턴은 케임브리지 (매사추세츠주)에 도착하여 대륙육군의 지휘권을 인수한다 (7월 2일).
- 무기 들고 일어설 필요와 원인 선언 발표 (7월 6일).
- 올리브 가지 청원서가 제2차 대륙회의에 의해 채택되어 조지 3세에게 보내졌다 (7월 8일), 평화를 위한 최후의 노력.
- 조지 3세는 1775년 반란 선포를 발표 (8월 23일), 올리브 가지 청원서에 대한 사실상의 왕실 응답.
- 대륙해군 설립 제2차 대륙회의에 의해 (10월 13일).
- 스노우 캠페인 (11월–12월)
- 던모어의 선언 버지니아 왕실 총독 던모어 경이 발표, 반군 소유의 노예 남성들이 영국을 위해 싸우면 자유를 주겠다고 제안 (11월 7일).
- 대륙 해병대는 대륙 회의에 의해 설립되었다. 이들은 오늘날의 미국 해병대가 되었다 (11월 10일).
- 켐프스 랜딩 전투 (11월 15일)
- 새비지 올드 필즈 공성전 (11월 19일–21일)
- 헨리 녹스는 59문의 포획된 대포 (타이컨더로가 요새와 크라운 포인트 요새에서 탈취)를 뉴욕 북부에서 매사추세츠 보스턴으로 운송했다. 56일이 걸렸다 (1775년 12월 5일 – 1776년 1월 24일).
- 그레이트 브릿지 전투 (12월 9일)

개즈던 깃발, "나를 밟지 마라"

- 크리스토퍼 개즈던이 만든 개즈던 깃발이 처음으로 공식적으로 게양되었다 (12월 20일).
- 퀘벡 전투 (1775년 12월 31일) 영국군의 주요 승리. 미국군 리처드 몽고메리 장군 전사, 베네딕트 아널드 장군 (당시 미국군 소속) 부상. 프랑스계 캐나다인들은 미국 침공을 지지하지 않았다.

### 1776년

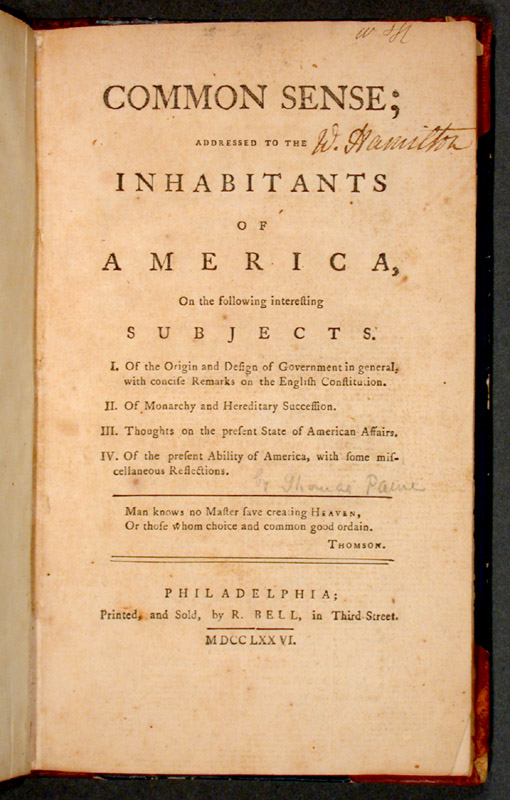
상식

- 노퍽 불태우기, 버지니아 (1월 1일).
- 뉴햄프셔주는 최초의 주 헌법을 비준했다 (1월 5일).
- 토머스 페인의 상식 (소책자) 출판 (1월 10일). 이는 베스트셀러가 되어 많은 식민지 주민들에게 독립만이 유일한 길임을 확신시켰다.
- 데이비드 매튜스가 뉴욕 시장으로 임명되었다. 그는 혁명 기간 동안 영국령 북아메리카의 최고 민간 관료였다.
- 무어 크릭 다리 전투, 노스캐롤라이나 (2월 27일) 노스캐롤라이나 민병대 승리.
- 라이스 보트 전투, 조지아 (3월 2일–3일)
- 나소 전투 (3월 3일–4일)

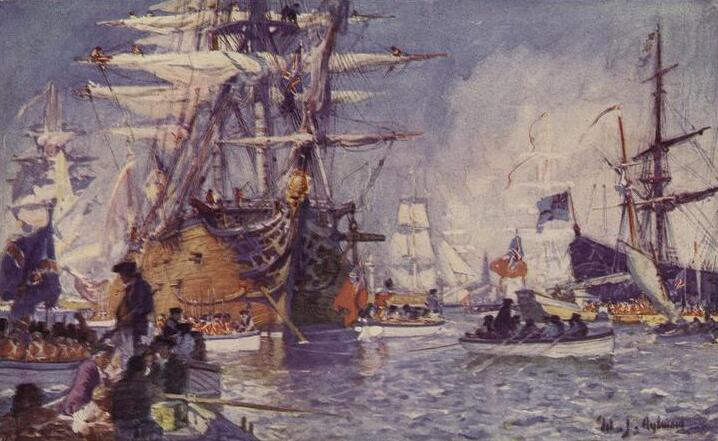
영국 해군이 보스턴을 철수

- 도체스터 고지 요새화로 영국군이 보스턴에서 철수하게 된다 (3월 4일–5일).
- 영국군 보스턴 철수 (3월 17일), 성공적인 미국군의 1년간의 보스턴 포위전 종결.

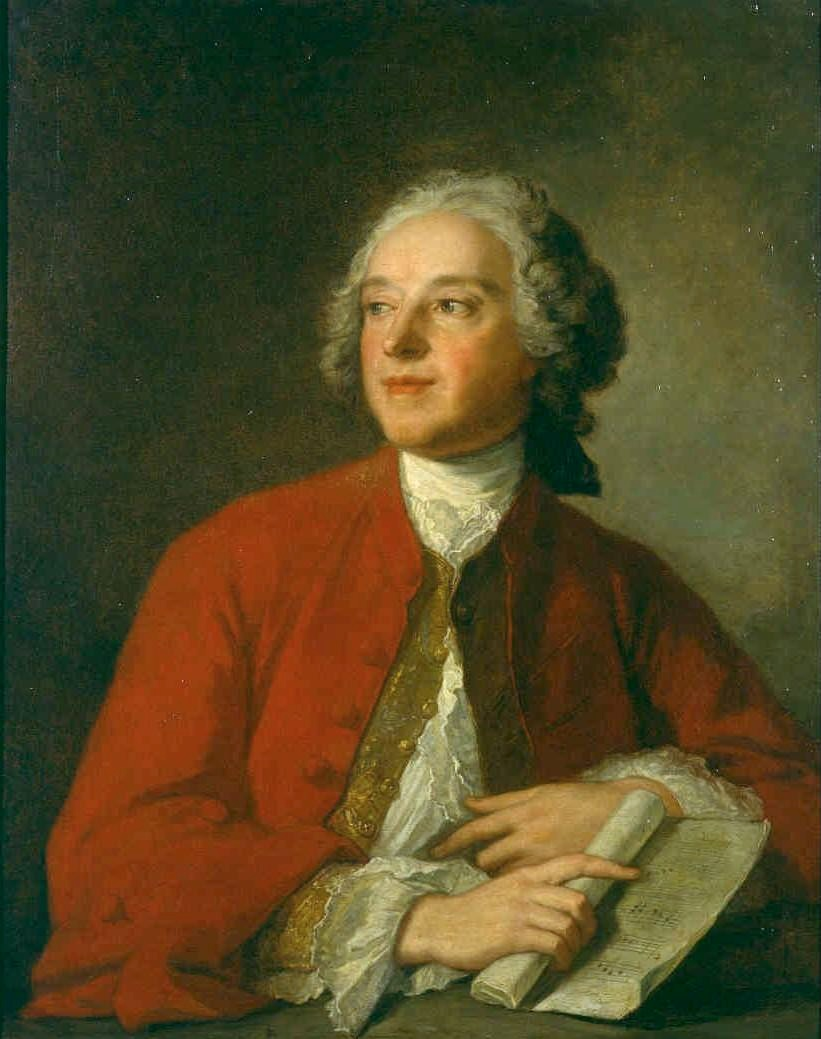
피에르 보마르셰가 프랑스로부터 미국인에게 비밀 원조를 전달

- 사일러스 딘 대륙회의에 의해 프랑스에 파견 대륙군 구매 대리인으로 (3월). 미국에 대한 프랑스의 비밀 재정 지원 시작.
- 로데리게 오르탈레스 이 시아는 5월에 파리에서 설립되어 경쟁국인 영국을 약화시키기 위해 프랑스와 스페인으로부터 미국 반군에게 비밀 군사 및 재정 지원을 조정했다.
- 대륙육군은 첫 번째 겨울 야영지인 케임브리지 (매사추세츠주)를 떠난다 (4월 4일).
- 의회는 영국을 제외한 모든 다른 나라들과의 무역을 위해 미국 항구를 개방한다 (4월 6일).
- 올리버 크롬웰, 20문 코르벳함이 코네티컷에서 진수되었다 (6월 13일). 이 함선은 청교도 군사 및 정치 지도자이자 1649년 찰스 1세의 사형 집행 영장에 서명한 인물이며, 사망할 때까지 잉글랜드 공화국의 호국경이었던 올리버 크롬웰의 이름을 따서 명명되었다.
- 펜실베이니아 주 회의 (6월 18일–25일) 펜실베이니아의 독립 선언; 펜실베이니아 민병대 동원; 1776년 펜실베이니아 헌법을 작성한 헌법 제정 회의 대표 선출 조직

전쟁 위원회

- 제2차 대륙회의는 대륙육군을 감독하기 위해 상설 행정 기관인 전쟁 및 군수국을 설립했다 (6월 12일).
- 설리번섬 전투 (6월 28일)
- 토머스 히키 (군인)가 조지 워싱턴 암살 음모에 연루되어 교수형에 처해졌다 (6월 28일). 영국 식민지 왕당파인 뉴욕 시장 데이비드 매튜스는 이 음모에 연루되어 플랫부시에서 이전에 체포되었다 (6월 22일).
- 거북이 내장 만 전투 (6월 29일), 미국 해군 승리.

존 트럼불의 1819년 그림 독립선언 (회화)

- 독립 선언 – 제2차 대륙회의가 (7월 2일) 영국 제국으로부터의 독립을 선언하는 결의안을 통과시킨다 (7월 2일).
- 스태튼아일랜드, 브루클린 및 뉴저지 해안에서 역사상 최대 규모의 영국 해군 함대가 집결하기 시작했다 (7월 3일).
- 미국 독립선언 제2차 대륙회의에 의해 선포 (7월 4일).
- 자유의 아들들이 볼링 그린 (뉴욕)에 있는 조지 3세의 동상을 넘어뜨렸다 (7월 9일).
- 롱아일랜드 전투, 일명 브루클린 전투 (8월 27일) – 영국군의 승리. 영국군은 전쟁 내내 뉴욕을 점령했고, 워싱턴의 거의 온전한 병력은 포획을 피했다. 이는 전쟁 중 반복된 전략이었다.
- 영국군 포로선이 뉴욕 월라바웃 만에서 운용되기 시작했다.
- 스태튼아일랜드 평화 회담 (9월 11일) 영국 당국과 대륙회의 의원들 (벤저민 프랭클린, 존 애덤스) 간의 무력 충돌 종식을 위한 회담이 실패로 끝났다.
- 킵스만 상륙 (9월 15일)
- 할렘 하이츠 전투 (9월 16일)
- 1776년 뉴욕 대화재 (9월 21일–22일)
- 네이선 헤일 체포 및 간첩 행위로 처형 (9월 22일).
- 발쿠르섬 전투 (10월 11일) 영국군 승리.
- 펠스 포인트 전투, 뉴욕 (10월 18일)
- 화이트 플레인스 전투, 뉴욕 (10월 29일) 영국군 승리.
- 컴벌랜드 요새 전투 (11월 10일–29일)
- 워싱턴 요새 전투 (11월 16일)
- 포트 리 전투 (11월 20일)
- 아이언 웍스 힐 전투 (12월 23일–26일)

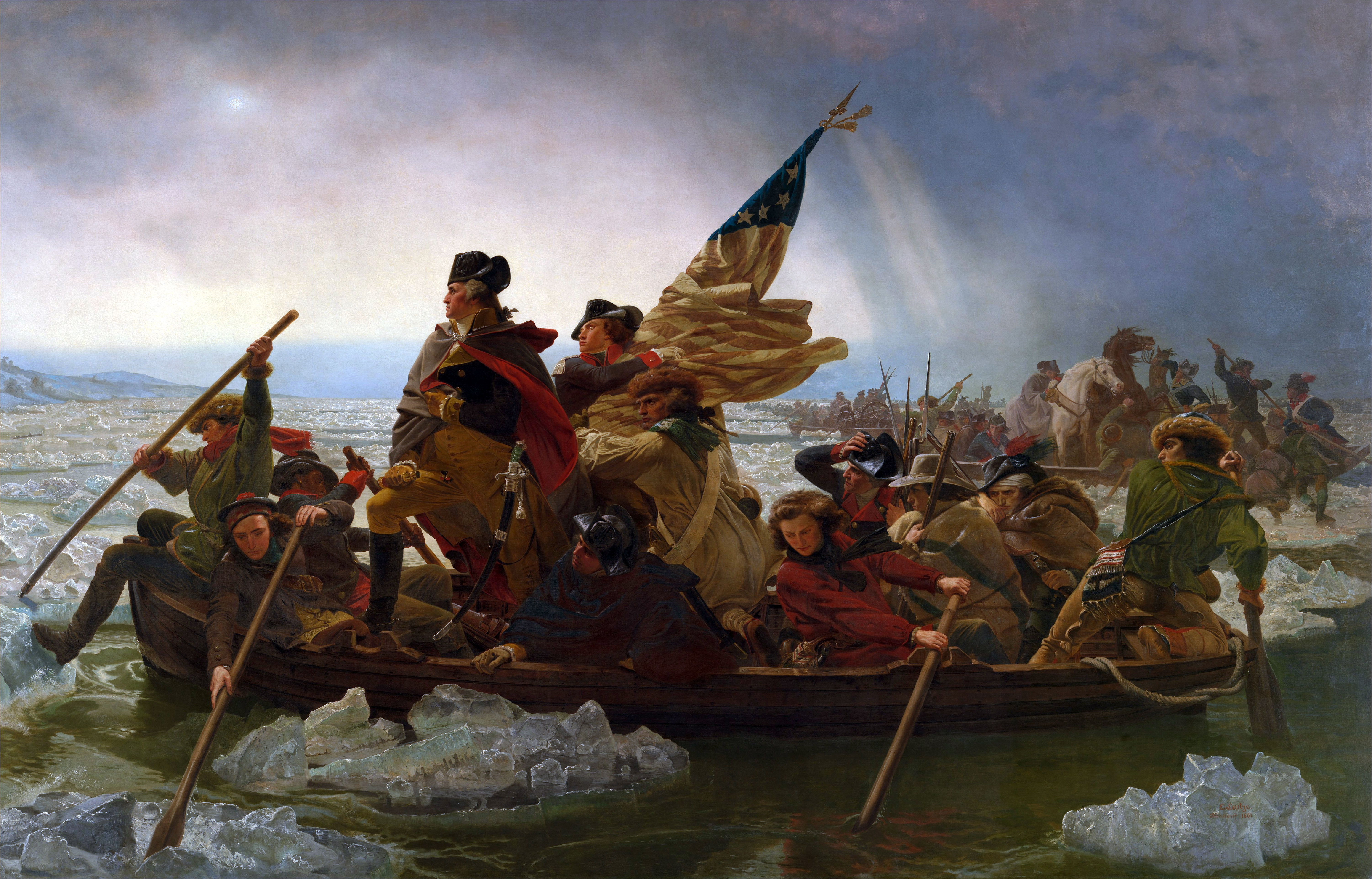
에마누엘 로이체의 1851년 그림 조지 워싱턴의 델라웨어강 횡단

- 트렌턴 전투 (12월 26일) 워싱턴의 헤센 용병에 대한 기습 공격과 승리. 전날 밤 델라웨어강을 건넌 것은 상징적인 이미지이다.
- 토머스 페인은 미국 위기를 출판하여 미국인들이 투쟁을 계속하도록 고무했다. (1776년–1777년)

### 1777년

베치 로스에게 디자인이 귀속된 성조기 초기 혁명 깃발, 1777년에 처음 사용되었다.

일년 내내 전투와 소규모 교전이 벌어졌다.
- 애순핑크 크릭 전투, 트렌턴 제2차 전투로도 알려져 있음 (1월 2일).
- 프린스턴 전투, 뉴저지 (1월 3일)
- 대륙육군은 모리스 타운에서 두 번째 겨울 야영지에 들어간다 (1월 6일).
- 푸라지 전쟁 (1월–3월), 뉴저지:
  - 밀스톤 전투 (1월 20일)
  - 드레이크 농장 전투 (2월 1일)
  - 퀴블타운 전투 (2월 8일)
  - 스팽크타운 전투 (2월 23일)
- 바운드 브룩 전투 (4월 13일)
- 윌리엄 트라이언 소장 휘하의 영국 정규군이 댄버리 (코네티컷주)를 불태우고 약탈했다 (4월 26일).
- 릿지필드 전투 (4월 27일)
- 토마스 크릭 전투 (5월 17일)
- 메이그스 습격 (5월 23일)
- 제1차 미들브룩 야영 (5월 28일 – 7월 2일)
- 1777년 국기법은 대륙회의에 의해 성조기를 명시하기 위해 통과되었다 (6월 14일). 성조기 날은 기념일에 기념되지만, 연방 공휴일은 아니다.
- 숏 힐즈 전투 (6월 26일)
- 타이컨더로가 요새는 진격하는 영국군이 디파이언스 산 (뉴욕주)에 대포를 배치하자 미국군에 의해 버려졌다 (7월 5일).
- 영국군은 뉴욕의 타이컨더로가 요새를 탈환한다 (7월 6일).
- 허버드턴 전투 (7월 7일)
- 13개 식민지 중 하나가 아니었던 버몬트 대표들은 공화국을 수립하고 헌법을 채택했다. 이는 현재 미국 영토 내에서 노예제를 금지한 최초의 헌법이었다 (7월 8일).
- 앤 요새 전투 (7월 8일)
- 스탠윅스 요새 공성전 (8월 2일–23일)
- 오리스카니 전투 (8월 6일)
- 마키아스 전투 (1777년) (8월 13일–14일)
- 베닝턴 전투, 버몬트 (8월 16일)
- 스태튼아일랜드 전투, 뉴욕 (8월 22일)
- 헨리 요새 공성전 (1777년) (9월 1일)
- 쿠치스 다리 전투 (9월 3일)

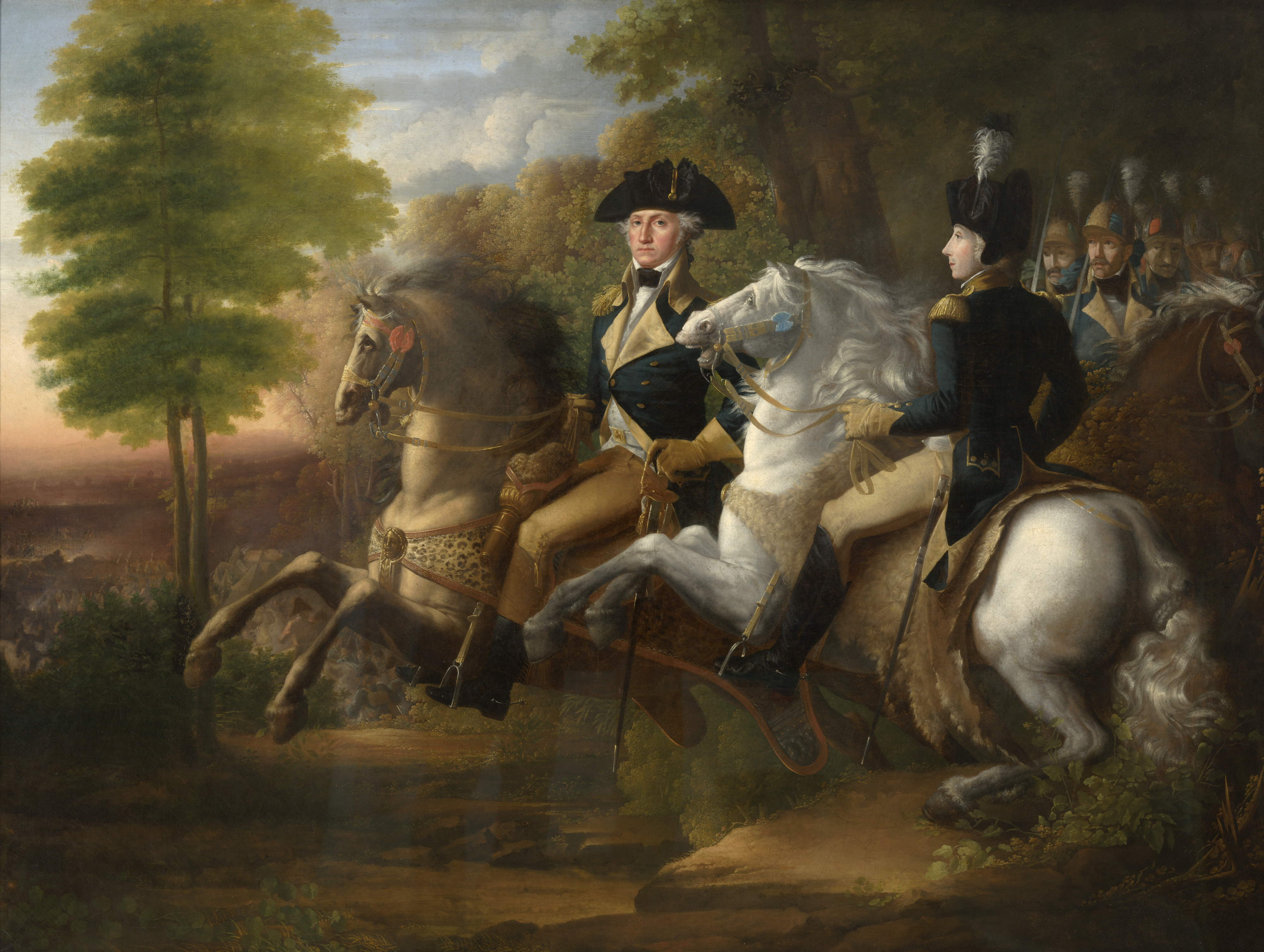
브랜디와인 전투에서의 워싱턴과 라파예트

- 브랜디와인 전투 (9월 11일), 조지 워싱턴 군대에 대한 영국의 주요 승리. 거의 동등한 병력이 정면으로 맞붙은 전투였다.
- 구름 전투 (9월 16일)
- 파올리 전투 (파올리 학살) (9월 20일)
- 필라델피아 영국군 점령, 미국 수도 (9월 26일)
- 저먼타운 전투 (10월 4일)

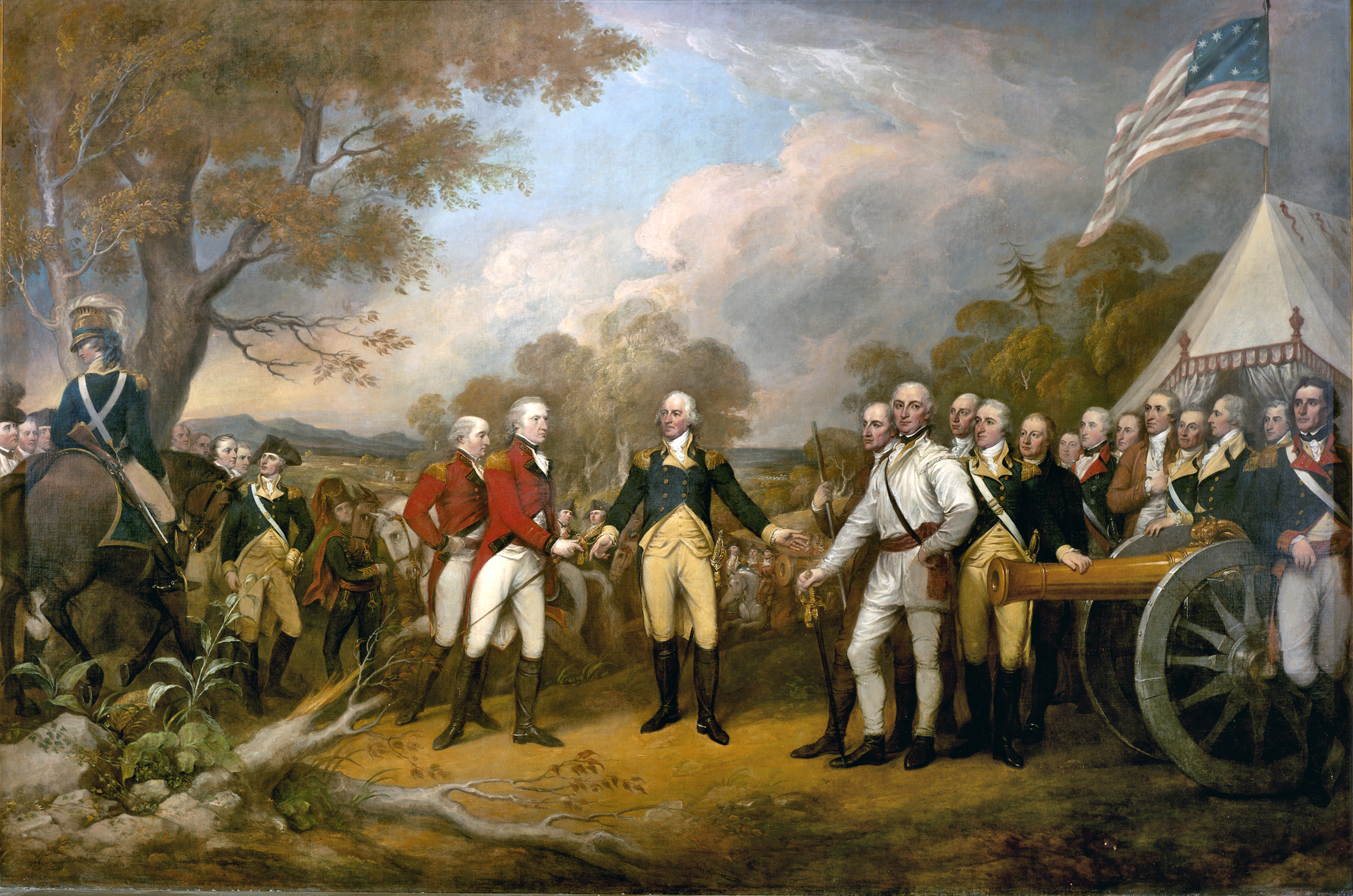
존 트럼불의 1821년 그림 버고인 장군의 항복

- 클린턴 및 몽고메리 요새 전투 (10월 6일)
- 새러토가 전투 (9월 19일 및 10월 7일). 존 버고인 장군 휘하의 영국군 항복. 미국군의 주요 승리로, 프랑스에게 미국인들이 전투에서 승리할 수 있음을 보여주어, 1778년 프랑스가 미국과 공식적으로 동맹을 맺는 데 기여했다.
- 레드 뱅크 전투 (10월 22일)

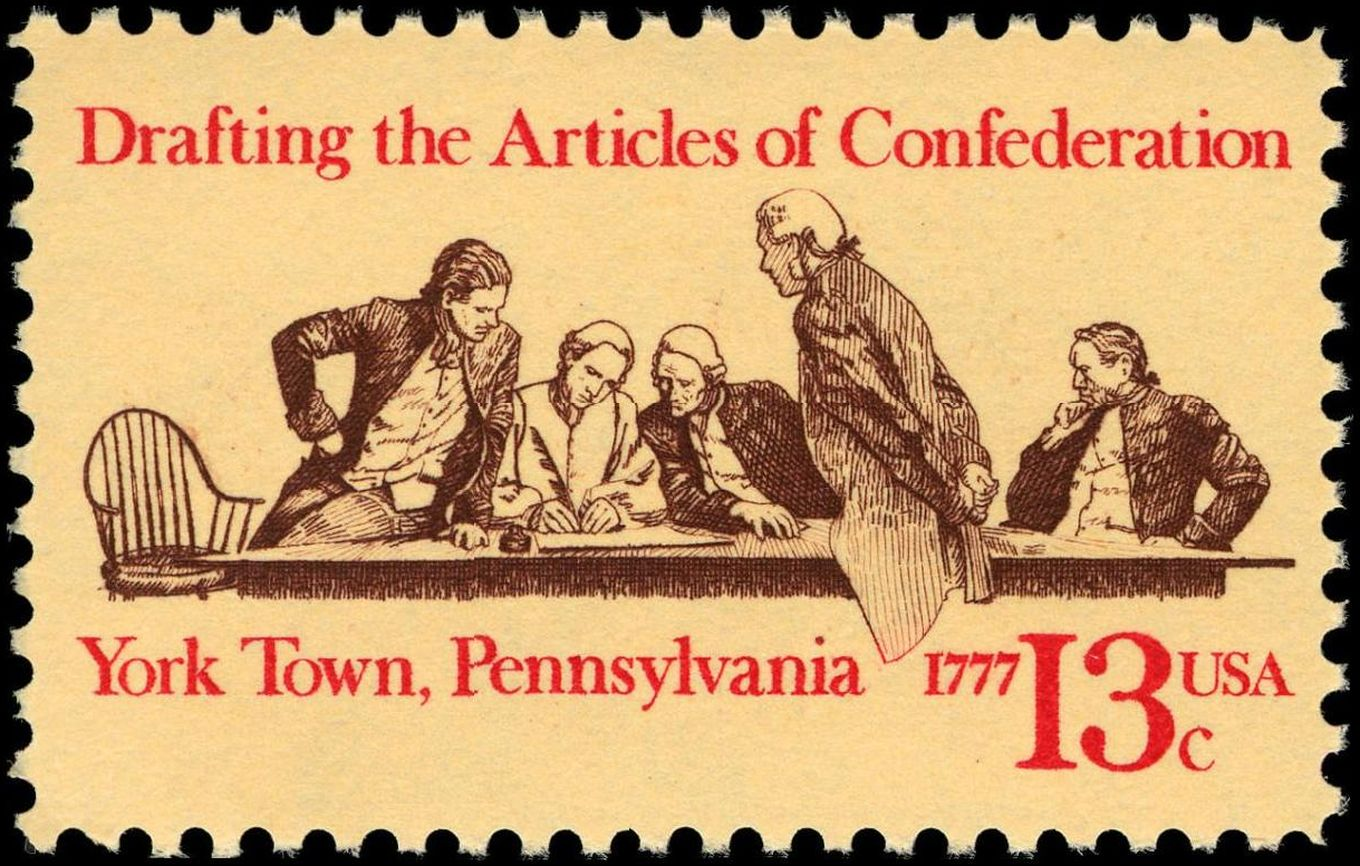
미국 독립 200주년 기념 우표

- 연합규약, 1787년까지 미국의 통치에 대한 공식적인 법적 틀, 제2차 대륙회의에 의해 채택 (11월 15일).
- 미플린 요새 점령 (11월 16일) 및 머서 요새 (11월 18일).
- 글로스터 전투 (1777년) (11월 25일)

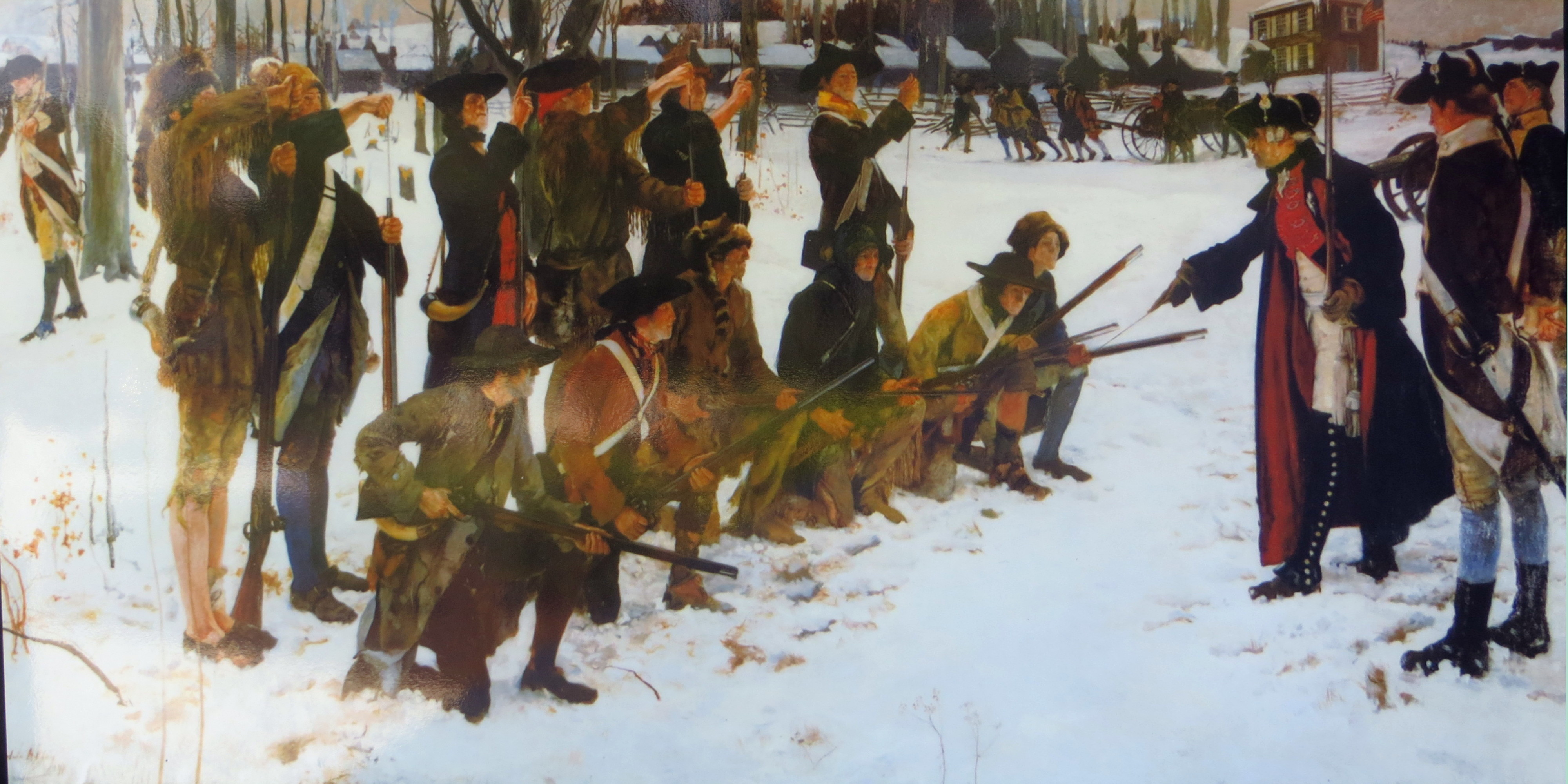
프리드리히 빌헬름 폰 슈토이벤이 밸리 포지에서 대륙군 병사들을 훈련시키는 모습

- 화이트 마쉬 전투 (12월 5일 – 12월 8일)
- 매트슨 포드 전투 (12월 11일)
- 대륙육군은 밸리 포지에서 세 번째 겨울 숙영 (1777년 12월 19일 – 1778년 6월 19일).

### 1778년

프랑스의 국장

- 미국-프랑스 동맹 조약 미국-프랑스 우호 통상 조약과 미국-프랑스 동맹 조약 (1778년)으로 (2월 6일). 영국의 오랜 숙적 프랑스의 전폭적인 지원 (자금, 육군 및 해군 병력, 군수품)은 미국인에게 결정적인 도움이 되었다. 프랑스는 존 폴 존스 (군인)의 함선에 게양된 미국 국기를 최초로 인정하는 외국이 되었다 (2월 14일).
- 프랑스, 영국에 선전포고, 영국-프랑스 전쟁 (1778년~1783년) 시작 및 미국과의 공식 동맹 (3월 17일). 이 전쟁은 대영 제국 내 반란에서 영국 지배력을 약화시키려는 프랑스와 영국 간의 세계적인 분쟁으로 변모했다. 영국은 수익성 높은 자메이카, 바베이도스 등 카리브해 식민지와 인도가 프랑스에 취약해졌으므로 전쟁 전략을 재고해야 했다. 영국은 왕당파에 의존할 수 있다고 믿어 북아메리카 주둔군을 줄였다. 영국은 왕당파의 수와 무기를 들고 싸우려는 의지를 과대평가했다.
- 퀸턴스 다리 전투 (3월 18일)
- 존 폴 존스 (군인)는 레인저를 지휘하여 잉글랜드 화이트헤이븐을 공격했다. 이는 북아메리카 밖에서 이루어진 미국의 첫 해상 교전이었다 (4월 20일).
- 허드슨강 대사슬이 완성되었다 (4월 30일).
- 크룩트 빌레 전투 (5월 1일)
- 배런 힐 전투 (5월 20일)
- 코블스킬 전투 (5월 30일)
- 영국군 필라델피아에서 철수, 뉴욕시로 재배치 (6월 18일)
- 데이비드 매튜스 뉴욕 시장과 다른 영국 및 왕당파 인사들을 납치하기 위한 플랫부시 고래잡이 보트 공격은 제임스 몽크리프 선장과 뉴욕 상공회의소 회장 테오필락트 바슈를 확보하는 데 부분적으로 성공하여 향후 포로 교환에 사용될 예정이었다 (6월).
- 몬머스 전투 (6월 28일)
- 와이오밍 전투 (7월 3일)
- 우산트 전투 (7월 27일)
- 로드아일랜드 전투 (8월 29일)
- 베일러 학살 (9월 27일)
- 컬퍼 스파이단 결성 (10월)
- 체스트넛 넥 전투 (10월 6일)
- 리틀 에그 하버 사건 (10월 15일)
- 체리 밸리 학살 (11월 11일)
- 서배너 점령, 영국군의 승리로 남부 전략 시작 (12월 29일)
- 미들브룩 주둔지에서 대부분의 대륙군이 네 번째 겨울 숙영 (1778년 11월 30일 – 1779년 6월 3일).
- 이즈리얼 퍼트넘 소장은 댄버리 (코네티컷주)의 창고를 감시하기 위해 레딩 (코네티컷주)을 겨울 야영지로 선택했다 (1778년–1779년).

### 1779년
- USS 본험 리처드는 프랑스에서 대륙 해군에게 주어졌다 (2월).
- 보퍼트 전투 (1779년 2월 3일)
- 케틀 크릭 전투, 조지아 (2월 14일) 왕당파 병력에 대한 미국군의 승리.
- 빈센느 요새 포위전 (2월 23일–25일)
- 체서피크 습격 (5월 10일–24일)
- 스토노 페리 전투 (6월 20일)

프랑스의 동맹국인 스페인의 국기

- 스페인, 프랑스와 동맹하여 영국에 선전포고 그러나 미국과는 동맹하지 않음. 지브롤터와 미노르카를 되찾기 위함이었다. 미국 혁명에 물자와 병참 지원을 제공했다 (6월 21일).
- 트라이언스 습격 (7월 3일–14일)
  - 트라이언 부대가 이스트 헤이븐 (코네티컷주)에 상륙, 현지 민병대의 저항을 받으며 블랙 록 요새를 점령했다 (7월 5일).
  - 페어필드 전투로 공공 및 사유 재산 파괴 (7월 7일).
  - 노워크 전투에서 약 50명의 현지 민병대가 약하게 저항했으나 쉽게 해산되었다. 마을과 상업 기반 시설은 파괴되었다 (7월 11일).
- 스토니 포인트 전투 (7월 16일)
- 미니싱크 전투 (7월 22일)
- 페노브스콧 원정 (7월 24일 – 8월 14일)
- 파울루스 훅 전투 (8월 19일)
- 설리번 원정 (6월 18일 – 10월 3일)
  - 뉴타운 전투 (8월 29일)
- 뷰트 요새 포획 (9월 7일)
- 서배너 포위전 (9월 16일 – 10월 18일)
- 배턴루지 전투 (9월 21일)
- 플램버러 헤드 전투 (9월 23일)
- 모리스 타운에서 대륙군이 다섯 번째 겨울 숙영 (1779년 12월 – 1780년 5월)

### 1780년
- 의회는 영국으로부터 압류된 선박과 화물의 처분에 관한 주 법원 노획물 사건의 최종 판결을 제공하기 위해 포획 사건 항소 법원을 설립했다 (1월 15일).
- 산 비센트 곶 해전 (1월 16일)
- 컴벌랜드강 강둑에 내쉬버러 요새로 알려진 목책이 세워졌다 (1월 28일). 2년 후, 이 곳은 내슈빌로 개명된다.
- 약 8,000명의 영국군이 헨리 클린턴 장군의 지휘 아래 뉴욕에서 찰스턴 (사우스캐롤라이나주)에 도착한다 (2월 1일).
- 뉴욕주는 온타리오호 서쪽 영토를 포함한 서부 영토에 대한 주장을 의회에 할양한다 (2월 1일). 1792년, 뉴욕은 이리 삼각주를 펜실베이니아주에 매각할 것이다.
- 영스 하우스 전투 (2월 3일) (북부에서)
- 샬럿 요새 전투 (3월 2일–14일)

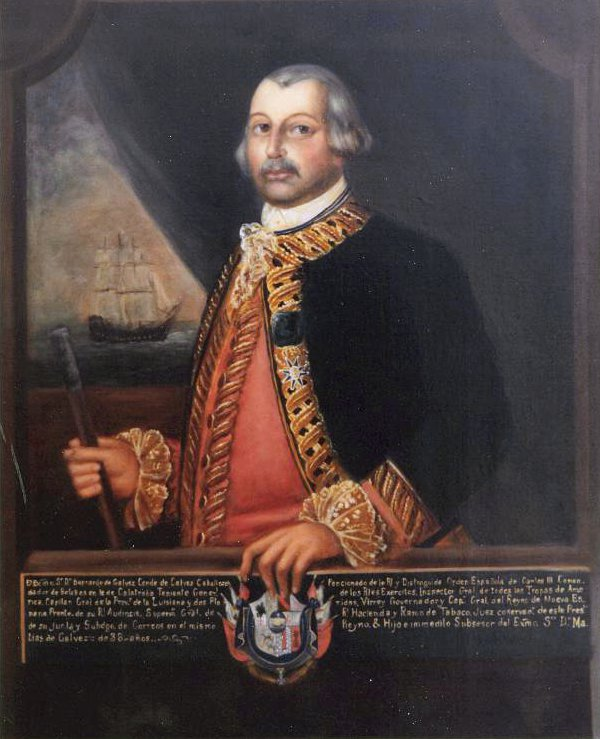
베르나르도 데 갈베스 부왕

- 스페인의 영국군에 대한 성공 – 샬럿 요새 포격, 2주간의 공성전 후, 스페인 장군이자 루이지애나 식민 총독, 누에바에스파냐 부왕인 베르나르도 데 갈베스가 샬럿 요새를 점령하고, 영국군으로부터 모빌 항구 (현재 앨라배마주)를 탈취했다 (3월 14일). 샬럿 요새는 스페인령 루이지애나의 뉴올리언스를 위협할 수 있는 마지막 영국 국경 전초기지였다. 요새의 함락은 영국군을 서플로리다 서부 지역에서 몰아냈고, 서플로리다의 영국군 주둔을 수도인 펜서콜라로 축소시켰다.
- 찰스턴 공성전 (3월 29일 – 5월 12일). 남부 주요 식민지 항구에 대한 영국군의 성공적인 공성전.
  - 헨리 클린턴 장군 지휘 하의 영국 육군 병력과 마리엇 아버트노트 제독 지휘 하의 해군 병력이 찰스턴 (사우스캐롤라이나주)을 포위했다. 영국 함선들이 설리번섬의 모울트리 요새를 지나 찰스턴 항구를 점령했다 (4월 8일).
  - 몽크스 코너 전투 (4월 14일)
  - 레누즈 페리 전투 (5월 6일)
  - 모울트리 요새가 영국군에 함락된다 (5월 7일).
  - 미국군 벤저민 링컨 장군이 찰스턴을 영국군에 항복한다. 영국군은 255명의 손실을 입고 대규모 미국군 수비대를 포로로 잡았다 (5월 12일).
- 버드의 켄터키 침공 (5월 25일 – 8월 4일) (서부에서)
- 왁스호 전투. 에이브러햄 버포드 휘하의 대륙육군 병력과 주로 왕당파 병력인 배내스터 탈턴 휘하의 병력이 랭커스터 (사우스캐롤라이나주) 근처 왁스호스 지역 (현재 버포드 근처)에서 충돌했다. 영국군이 미국군을 격파했다 (5월 29일).
- 벡캠빌 (사우스캐롤라이나주)의 알렉산더의 옛 전장 (6월 6일)
- 코네티컷 농장 전투 (6월 7일) (북부에서)
- 모블리 회관 전투 (6월 10일)
- 램서스 밀 전투 (6월 20일)
- 스프링필드 전투 (6월 23일); 코네티컷 농장과 스프링필드에서 뉴저지에 대한 영국의 침공 시도가 중단되면서 북부에서의 주요 전투가 끝났다.
- 로버트 모리스는 의회에 의해 재무감독관으로 임명되었다. 이 직책은 총리와 유사했다 (6월 27일).
- 최초 프랑스군 로샹보 휘하의 로드아일랜드 도착 (7월 11일).
- 윌리엄슨 플랜테이션 전투 (일명 헉스의 패배) (7월 12일)
- 불스 페리 전투 (7월 20일–21일) (북부에서)
- 콜슨스 밀 전투 (7월 21일)
- 로키 마운트 전투 (8월 1일)
- 행잉 록 전투 (8월 6일)
- 피콰 전투 (8월 8일) (서부에서)
- 존 애덤스는 네덜란드 공화국에 도착하여 대출을 확보하고 네덜란드를 전쟁에 참여시켜 프랑스에 대한 미국의 의존도를 줄이려 했다 (8월 10일).

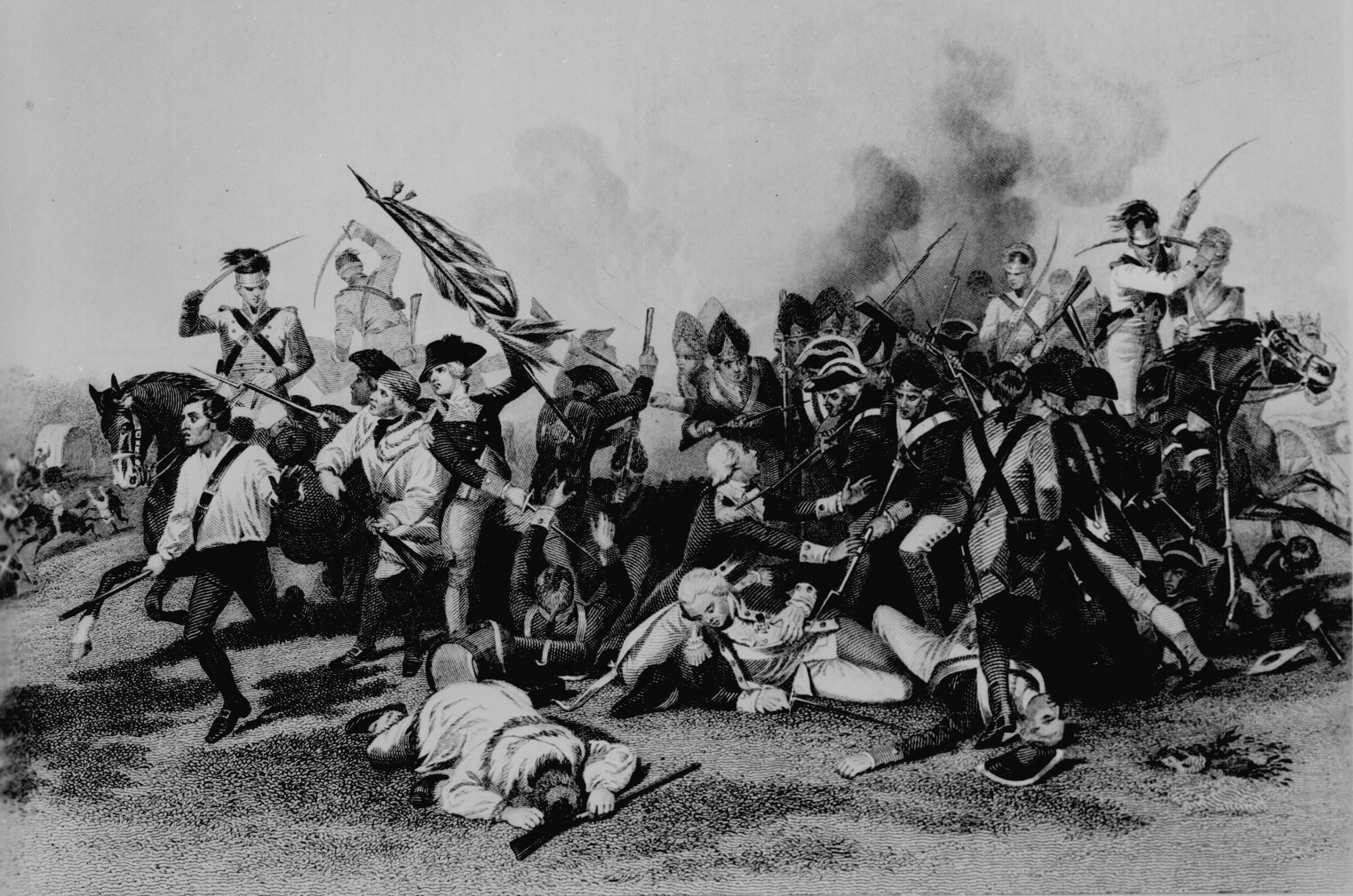
캠던 전투, 영국군의 승리, 데 칼브 전사

- 캠던 전투, 사우스캐롤라이나에서 미국군에 대한 영국군의 주요 승리. 콘월리스 장군이 호레이쇼 게이츠를 격파한다 (8월 16일).
- 피싱 크릭 전투 (8월 18일)
- 머스그로브 밀 전투 (8월 18일)
- 블랙 밍고 전투 (8월 28일)
- 와합 플랜테이션 전투 (9월 21일)
- 존 앙드레 소령 체포 및 베네딕트 아널드의 반역이 폭로된다 (9월 23일).
- 샬럿 전투 (9월 26일)
- 존 앙드레는 스파이로 처형되었다 (10월 2일).
- 킹스 마운틴 전투 (10월 7일)
- 로얄턴 습격 (10월 16일)
- 클록스 필드 전투 (10월 19일)
- 피쉬담 포드 전투 (11월 9일)
- 블랙스톡 농장 전투 (11월 20일)
- 대륙육군은 뉴욕의 허드슨 고지, 폼프턴 레이크스, 뉴저지 모리스 타운에서 여섯 번째 겨울 숙영 (12월).

### 1781년
- 미국 13개 식민지를 방문한 유일한 영국 왕실의 현역 구성원인 윌리엄 4세는 스태튼아일랜드의 로즈 앤 크라운 여관에 거주한다.
- 펜실베이니아 라인 반란 (1월 1일–29일)
- 리치먼드 습격 (1월 1일–19일)
- 카우펜스 전투 (1월 17일)
- 폼프턴 반란 (1월 20일)
- 카완스 포드 전투 (2월 1일)
- 파일 학살 (2월 24일)
- 연합규약 비준 (3월 1일)
- 펜서콜라 공성전은 스페인의 서플로리다 정복을 최고조로 이끌었다 (3월 9일 – 5월 10일).
- 길퍼드코트하우스 전투 (3월 15일)
- 체서피크 곶 전투 (3월 16일)
- 왓슨 요새 공성전 (4월 15일 – 4월 23일)
- 블랜드포드 전투 (4월 25일)
- 홉커크스 힐 전투 (4월 25일)
- 오스본 전투 (4월 27일)
- 모트 요새 공성전 (5월 8일–12일)
- 펜서콜라 공성전 (3월 9일 ~ 5월 10일)
- 조지아 어거스타 영국군에 의한 공성전 (5월 22일 – 6월 6일)
- 나인티 식스 공성전 (5월 22일 – 6월 19일)
- 포인트 오브 포크 습격 (6월 5일)
- 워싱턴-로샹보 혁명 행군. 프랑스-미국 연합 군사 작전 (6월 10일 – 9월 22일)
- 그린 스프링 전투, 버지니아. 프랑스-미국 연합군에 대한 영국군의 승리. 요크타운 이전의 마지막 주요 육상 전투 (7월 6일).

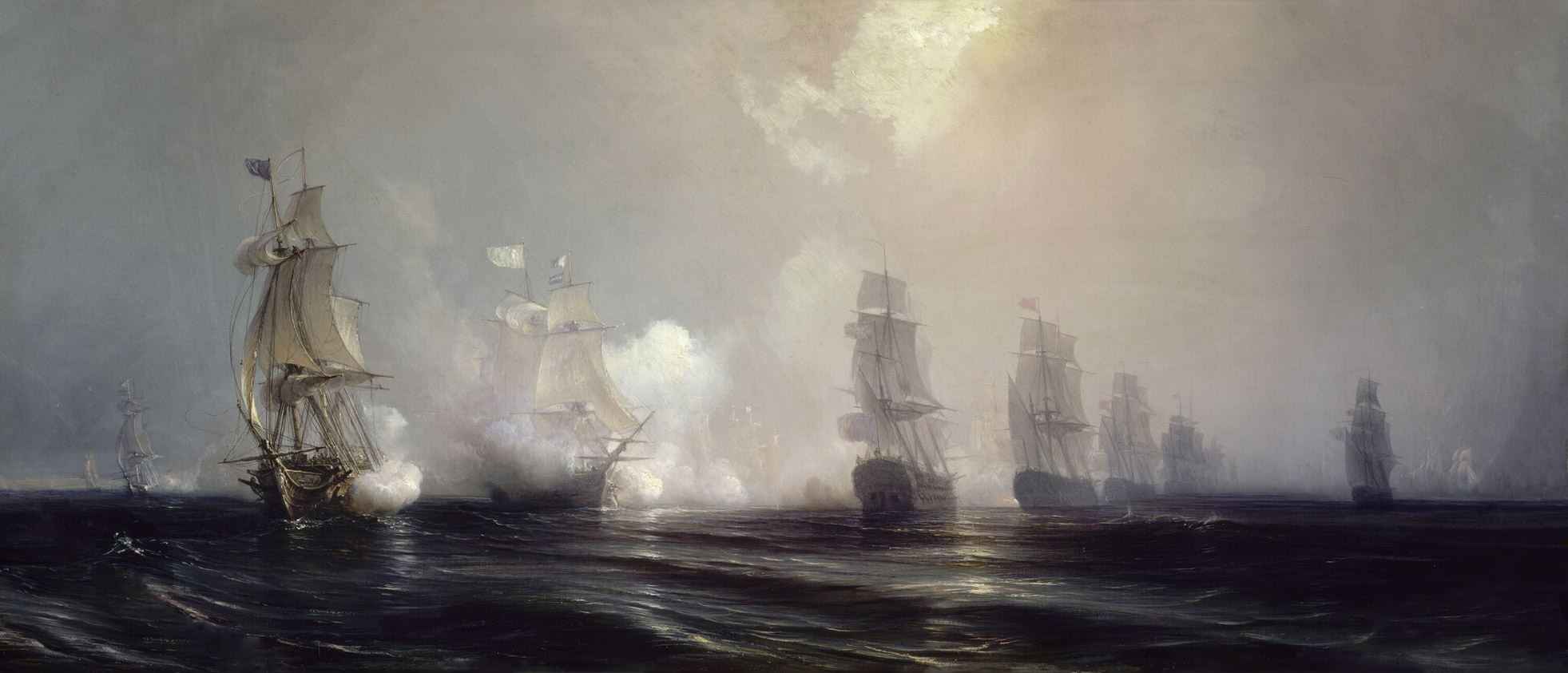
체사피크만 해전

- 프란시스코의 싸움 (7월 9일–24일)
- 체사피크만 해전, 영국 해군에 대한 프랑스 해군의 대승리. 이제 프랑스는 요크타운의 콘월리스 구원을 막을 수 있었고, 그는 자신의 전군을 미국-프랑스 연합군에게 항복해야 했다 (9월 5일).
- 그로튼 하이츠 전투 (9월 6일)

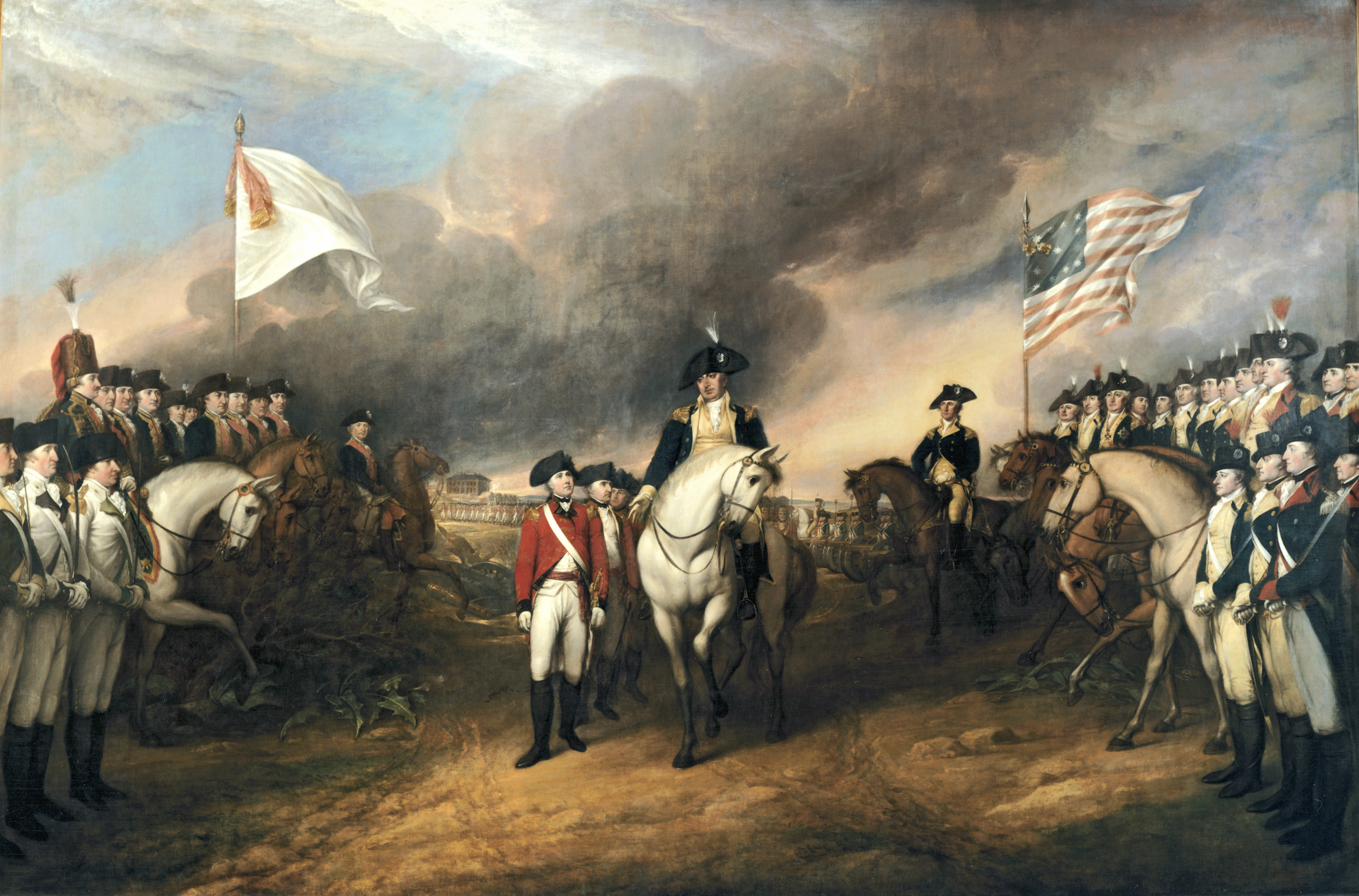
버지니아 요크타운에서 콘월리스가 항복하다.

- 영국군 요크타운에서 항복, 북아메리카 육상전 사실상 종료. (10월 19일) 워싱턴과 로샹보의 프랑스-미국 연합군 및 프랑스 해군이 콘월리스를 포위하여 그의 전군을 항복시킨다. 전쟁은 1783년 평화 조약이 체결될 때까지 다른 전선에서 계속되었다.
- 대륙육군은 허드슨 고지와 뉴저지 모리스 타운에서 일곱 번째 겨울 숙영지에 복귀 (12월).
- 북아메리카 은행 인가 (12월 31일).

### 1782년
- 영국 하원은 추가 전쟁에 반대하는 투표를 하여 비공식적으로 미국 독립을 인정했다 (2월 27일).
- 그나덴휘텐 학살 (3월 8일)
- 리틀 마운틴 전투 (3월 22일)
- 뉴버그 서신이 루이스 니콜라에 의해 조지 워싱턴에게 보내졌다 (5월 22일).
- 크로포드 원정 (5월 25일 – 6월 12일)
- 브라이언 스테이션 공성전 (8월 15일–17일)
- 블루릭스 전투 (8월 19일)
- 컴바히강 전투 (8월 27일)
- 헨리 요새 공성전 (1782년) (9월 11일–13일)
- 대륙육군은 뉴 윈저 주둔지와 허드슨 고지에서 여덟 번째이자 마지막 겨울 숙영지로 이동했다 (11월).
- 리처드 오스월드 (상인) 영국 협상가와 미국 대표들이 평화 예비 조약에 서명했다 (11월 30일).
- 영국군 찰스턴 (사우스캐롤라이나주)에서 철수 (12월 14일).
- 분쟁의 마지막 교전은 바니가트 타운십 (뉴저지주)의 시더 브릿지 여관 근처에서 발생했다 (12월 27일).

### 1782년–1783년
- 조지 워싱턴은 예비 조약의 조항을 인용하여 현재 또는 이전 노예들의 반환을 주장했다. 이전 노예들을 영국령 북아메리카로 문서화하고 피난시키는 과정의 일환으로, 흑인 기록이 뉴욕에서 작성되었다.
- 미국 독립 전쟁 중 영국군으로 도망친 노예 아프리카인들은 노바스코샤 흑인과 아프리카계 캐나다인의 첫 정착지가 되었다.

### 1783년
- 뉴버그 음모 (3월 10일–15일)

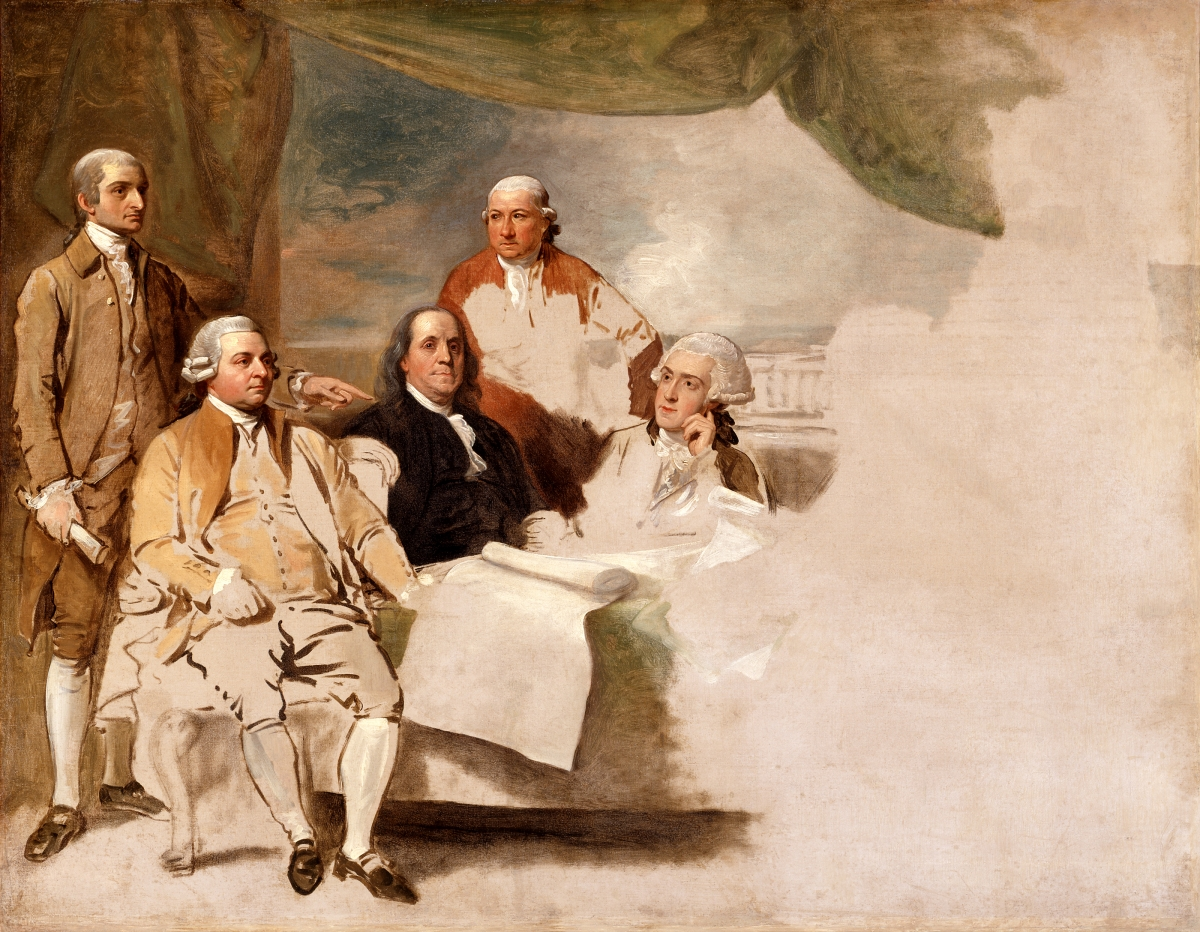
파리 조약 서명. 미국 대표만 나타나고 영국 대표는 그림에 앉기를 거부했다.

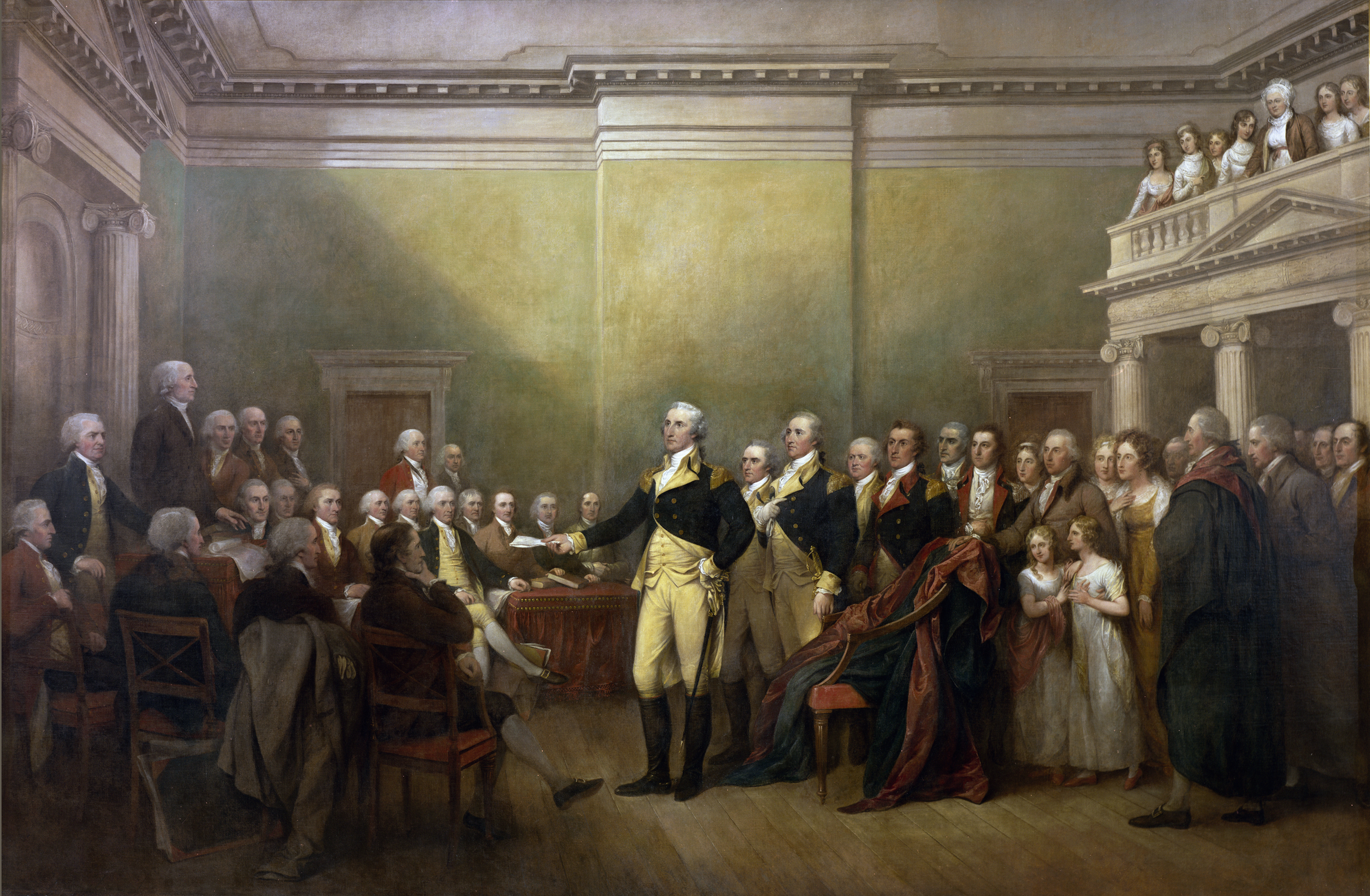
조지 워싱턴이 대륙군 총사령관직을 사임한다.

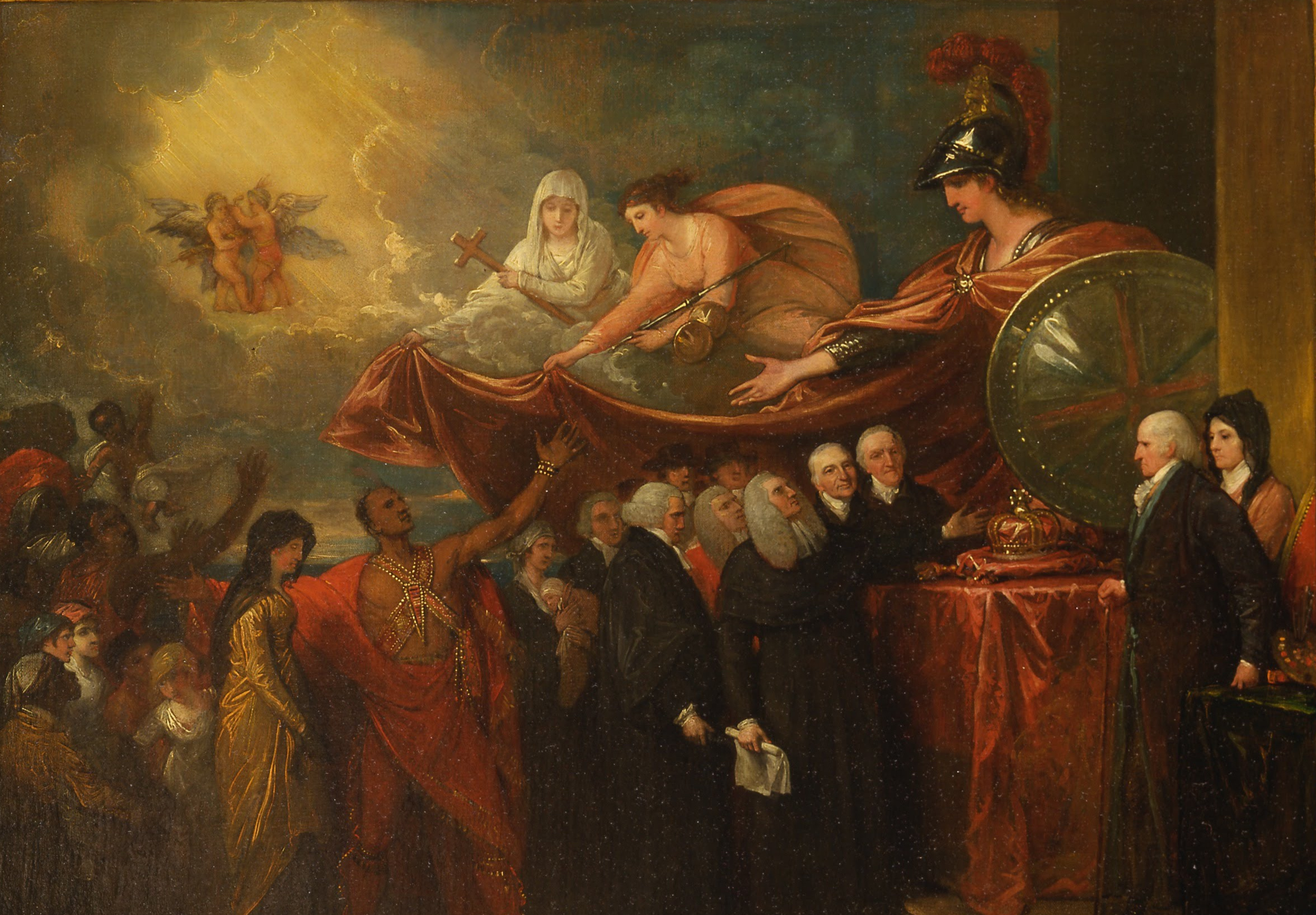
1783년 대영 제국이 미국 왕당파를 받아들이는 우의화

- 1783년 펜실베이니아 반란 (6월 20일–24일)
- 파리 조약 (1783년) (9월 3일) 미국 대표와 영국 대표 사이에 서명되어 미국 독립 전쟁을 종식시켰다. 1784년 초에 비준되었다.
- 영국군이 뉴욕에서 철수하면서 영국 통치가 끝났다.
- 영국 왕당파 난민들은 퀘벡과 노바스코샤로 피난했지만, 많은 이들은 고향 지역에 남았다. 조지 워싱턴 장군은 대륙군과 함께 의기양양하게 돌아왔다 (11월 25일).
- 조지 워싱턴은 대륙군 총사령관직을 사임하고 마운트 버넌으로 돌아가 민간인 생활을 시작한다 (12월 23일).
- 왕당파 (미국)의 영국, 노바스코샤 등으로의 이주, 그러나 많은 이들은 고향 공동체에 남았다.

## 1784년–1787년

### 1784년
- 파리 조약이 연합회의에 의해 비준되었다 (1월 14일).
  - 제이-가르도키 조약은 스페인과의 비준에 실패했다. 협상은 1786년까지 계속되었다.
- 파리 조약 (1783년)이 영국에 의해 비준되었다 (4월 9일).
- 양국 간에 비준된 조약이 파리 (프랑스)에서 교환되었다 (5월 12일).
- "프랭클랜드 주", 나중에 프랭클린으로 알려진 이 지역은 노스캐롤라이나에서 분리되었다 (8월 23일).
- 로버트 모리스가 재무감독관직을 사임했고 후임자가 임명되지 않았다 (11월 1일).

### 1785년
- 의회는 프랭클린 주의 연방 가입을 거부했다 (5월 16일).
- 호프웰 조약 (11월 28일)

### 1786년
- 셰이즈의 반란 (8월 29일 – 1787년 6월)
- 애너폴리스 회의 실패 (9월 11일–14일)

### 1787년
- 북서부 조례 제정 (7월 13일)

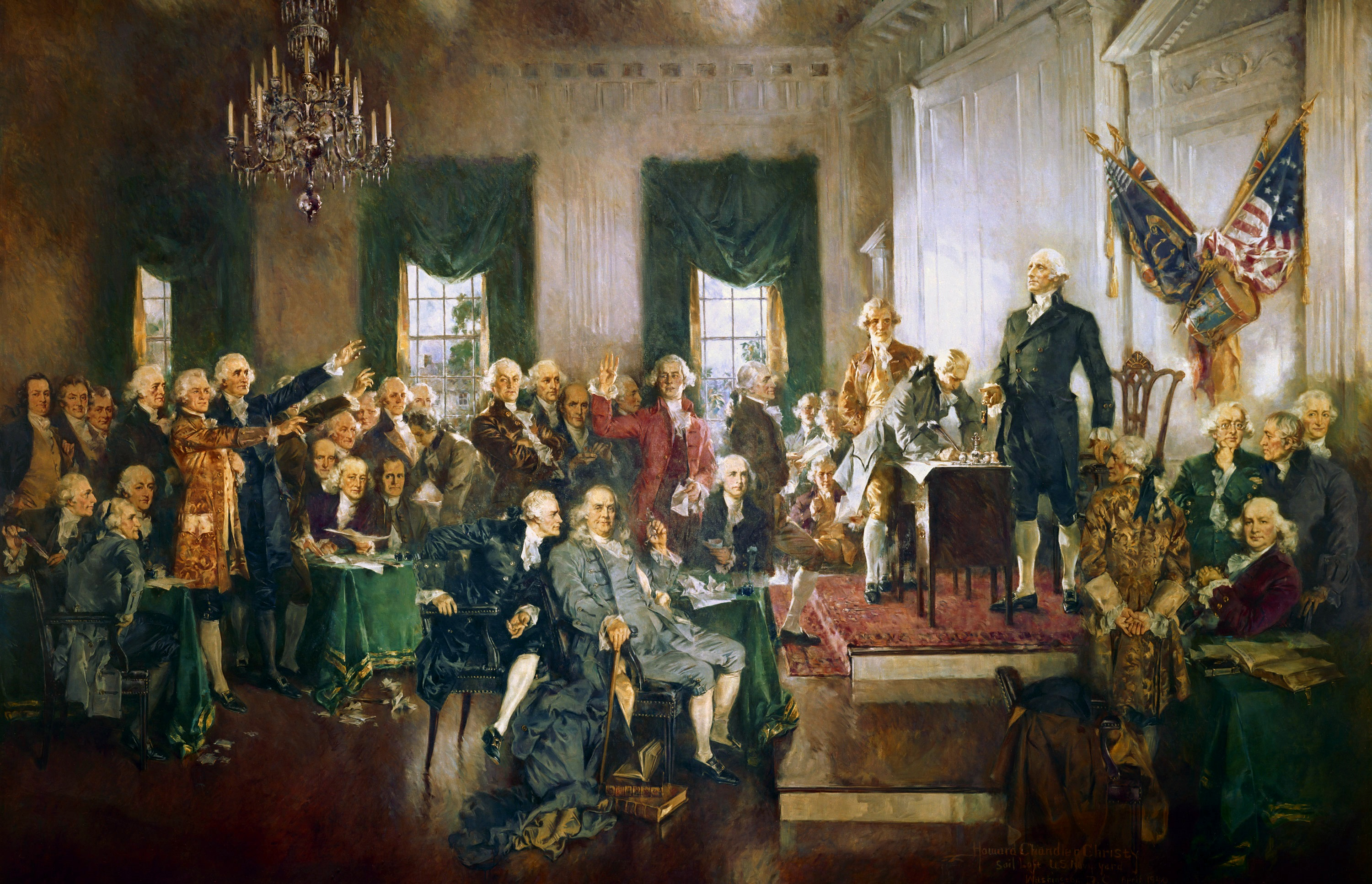
하워드 챈들러 크리스티의 미국 헌법 서명 장면 (1940년)

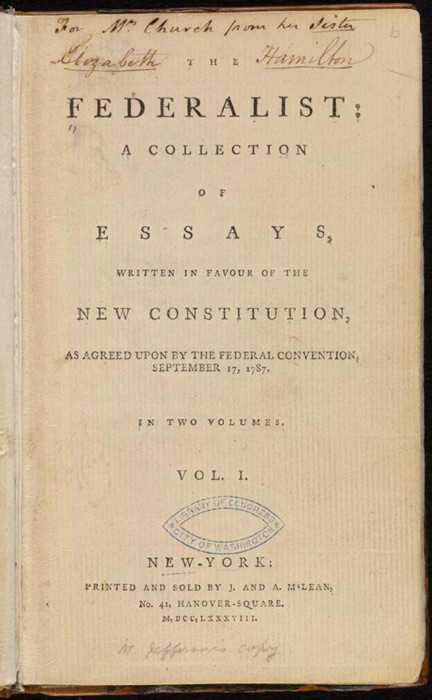
연방주의자 논집

- 필라델피아 제헌회의 필라델피아에서 (5월 25일 – 9월 17일)
- 연방주의자 논집, 알렉산더 해밀턴, 제임스 매디슨, 존 제이가 "푸블리우스"라는 필명으로 익명으로 쓴 에세이로, 헌법 비준의 이유를 제시한다 (1787년 10월 – 1788년 5월).
- 델라웨어주 (12월 7일), 펜실베이니아주 (12월 12일), 뉴저지주 (12월 18일)가 헌법을 비준했다.

## 1788년–1797년

### 1788년
- 노스캐롤라이나는 오버마운틴 지역에 대한 주장을 재확인했고, 이때 프랭클린은 존재하지 않게 되었다.
- 조지아주, 코네티컷주, 매사추세츠주, 메릴랜드주, 사우스캐롤라이나주, 뉴햄프셔주, 버지니아주 및 뉴욕주가 헌법을 비준했다.
- 미국 헌법 비준 (6월 21일)
- 사이러스 그리핀은 "의회에 소집된 미합중국 대통령"직을 사임하고 (11월 2일), 존 제이와 존 녹스가 각각 외무장관과 전쟁장관으로, 마이클 힐러거스가 재무장관으로 남아 있는 것을 제외하고, 미합중국은 일시적으로 존재하지 않게 되었다.
- 미국 하원 첫 연방 선거 시작
- 1789년 미국 대통령 선거 (1788년 12월 15일 – 1789년 1월 10일). 조지 워싱턴이 대통령으로, 존 애덤스가 부통령으로 선출되었다.

### 1789년
- 필립 펠, 유일한 참석 의원, 연합회의를 무기한 연기시킨다 (3월 2일).
- 제1차 미국 의회 의원들이 뉴욕 페더럴 홀에 자리를 잡기 시작한다 (3월 4일).
- 하원이 처음으로 의사정족수를 달성하고 의장단 선출 (4월 1일)
- 상원이 처음으로 의사정족수를 달성하고 의장단 선출 (4월 6일)
- 의회 합동 회의에서 선거인단 투표를 집계하고, 조지 워싱턴이 만장일치로 미국 대통령으로 선출되었음을 인증했다 (4월 6일).
- 애덤스는 초대 부통령이 된다 (4월 21일).
- 워싱턴은 뉴욕시 페더럴 홀에서 초대 대통령으로 취임한다 (4월 30일).
- 1789년 관세법이 법으로 서명되었다 (7월 4일).
- 찰스 톰슨은 의회 비서관직을 사임하고 국새를 인계하여 연합회의를 종결시켰다 (7월).
- 프랑스 혁명 시작 (7월)
- 1789년 법원조직법 (9월 24일)
- 의회는 헌법에 대한 12개 조항의 수정안인 권리장전 (미국)을 승인한다 (9월 25일).
- 노스캐롤라이나주는 194대 77의 투표로 헌법을 비준한 12번째 주가 된다 (11월 21일).

### 1790년
- (5월 29일) 로드아일랜드주는 34대 32의 투표로 헌법을 비준한 13번째 주가 된다.
- 재무장관 알렉산더 해밀턴의 연방 정부 자금 조달 및 주 부채 인수 계획이 승인되었다.
- 연방 정부는 뉴욕시에서 필라델피아로 이전했다.

### 1791년

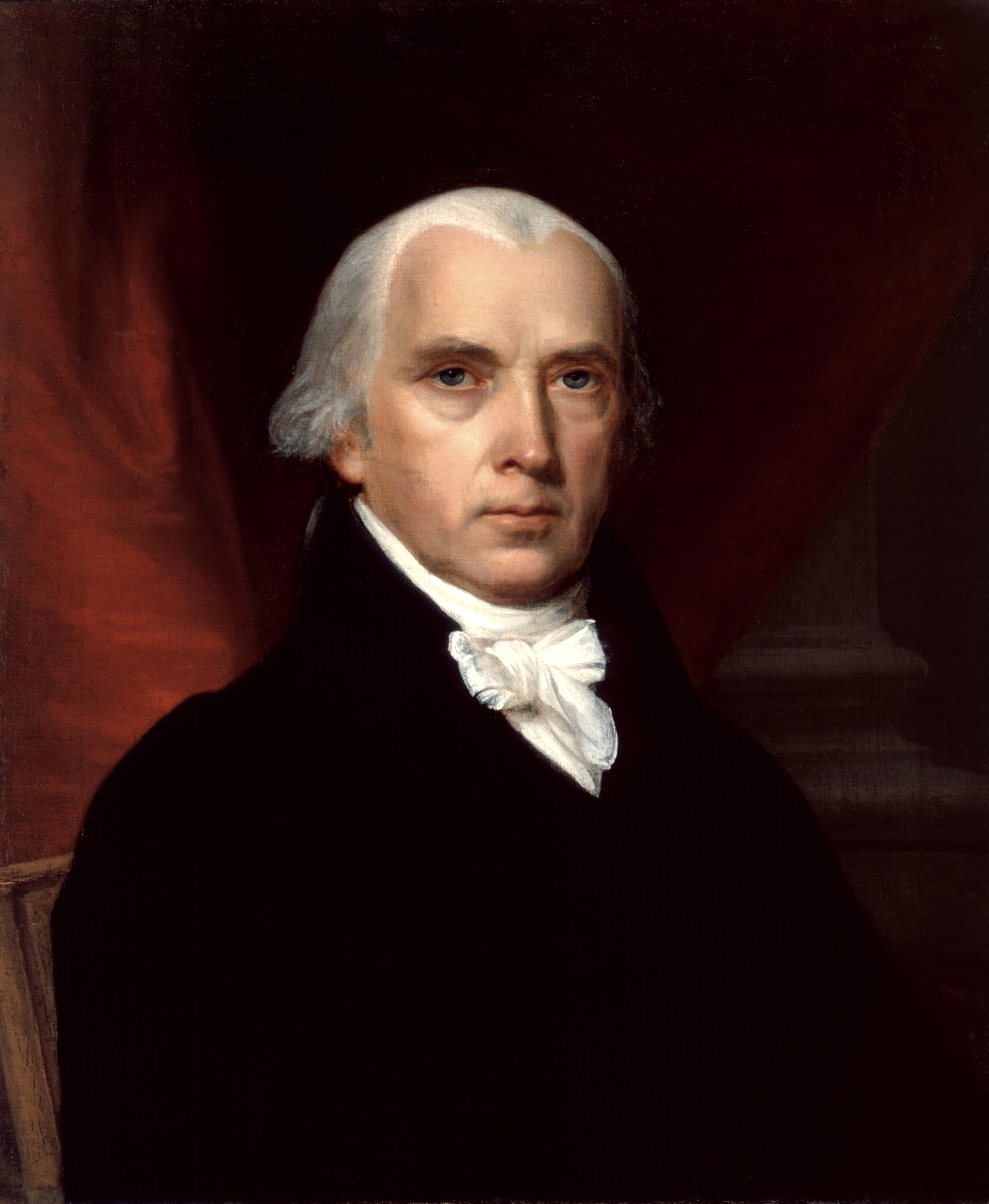
제임스 매디슨, 권리장전의 주요 저자이자 지지자

- 권리장전 (미국) 비준 (12월 15일).
- 미합중국 제1은행이 의회에 의해 인가되었다.
- 의회는 전쟁 부채 상환을 위해 위스키세를 통과시켰다. 시민들의 저항이 있었다.
- 아이티 혁명이 시작되었다.

### 1792년
- 1792년 미국 대통령 선거: 조지 워싱턴 재선 대통령, 존 애덤스 재선 부통령.

### 1793년
- 워싱턴 대통령과 애덤스 부통령이 두 번째 임기를 시작한다 (3월 4일).
- 프랑스와 영국 사이에 나폴레옹 전쟁이 발발했다.
- 워싱턴이 중립 선언을 발표하여 프랑스와의 동맹을 해체한다 (4월 22일).

### 1794년
- 위스키 반란, 서부 펜실베이니아에서 발생한 폭력적인 세금 시위가 연방 정부에 의해 진압되었다.

### 1795년
- 제이 조약은 6월에 비준되어 미국과 영국 간의 혁명 후 긴장 해소를 목표로 했다. 현대 외교사에서 미국-캐나다 국경 분쟁 해결을 위한 중재의 첫 사용이었다.

### 1796년
- 영국이 통제하던 북서부 영토의 요새 6곳과 뉴욕 북부의 요새 2곳이 미국에 양도되었다.
- 1796년 미국 대통령 선거: 존 애덤스 대통령으로, 토머스 제퍼슨 부통령으로 선출.

### 1797년
- 애덤스가 2대 대통령이 되고, 제퍼슨이 2대 부통령이 된다 (3월 4일).

### 1798년
- 1798년 아일랜드 반란 (5월 24일 – 10월 12일). 아일랜드 민족주의자들이 영국 정부에 대항하여 봉기했다.

## 1800년대

### 1800년
- 토머스 제퍼슨이 3대 대통령으로 선출되었다.

### 1804년
- 미국 부통령 에런 버가 알렉산더 해밀턴을 결투에서 살해했다 (7월 11일).

### 1825년
- 존 애덤스의 아들 존 퀸시 애덤스가 6대 대통령이 된다.

## 같이 보기
- 미국 독립 전쟁의 전투 목록
- 조지 워싱턴 문서 목록
- 대영 제국의 영토 진화
- 식민지 시대 미국의 연표
- 캐나다의 역사 연표

## 추가 자료
- Cullen, Joseph P. (1972). The Concise Illustrated History of the American Revolution. For secondary schools, 136pp
- Fremont-Barnes, Gregory, and Richard Alan Ryerson, eds. (2006). The Encyclopedia of the American Revolutionary War: A Political, Social, and Military History (5 vol.)
- George, Lynn (2002). A Timeline of the American Revolution. 24pp; for middle schools
- Morris, Richard B. (7th ed., 1996). Encyclopedia of American History, detailed timeline